# Biserica de lemn din Borșa din Jos

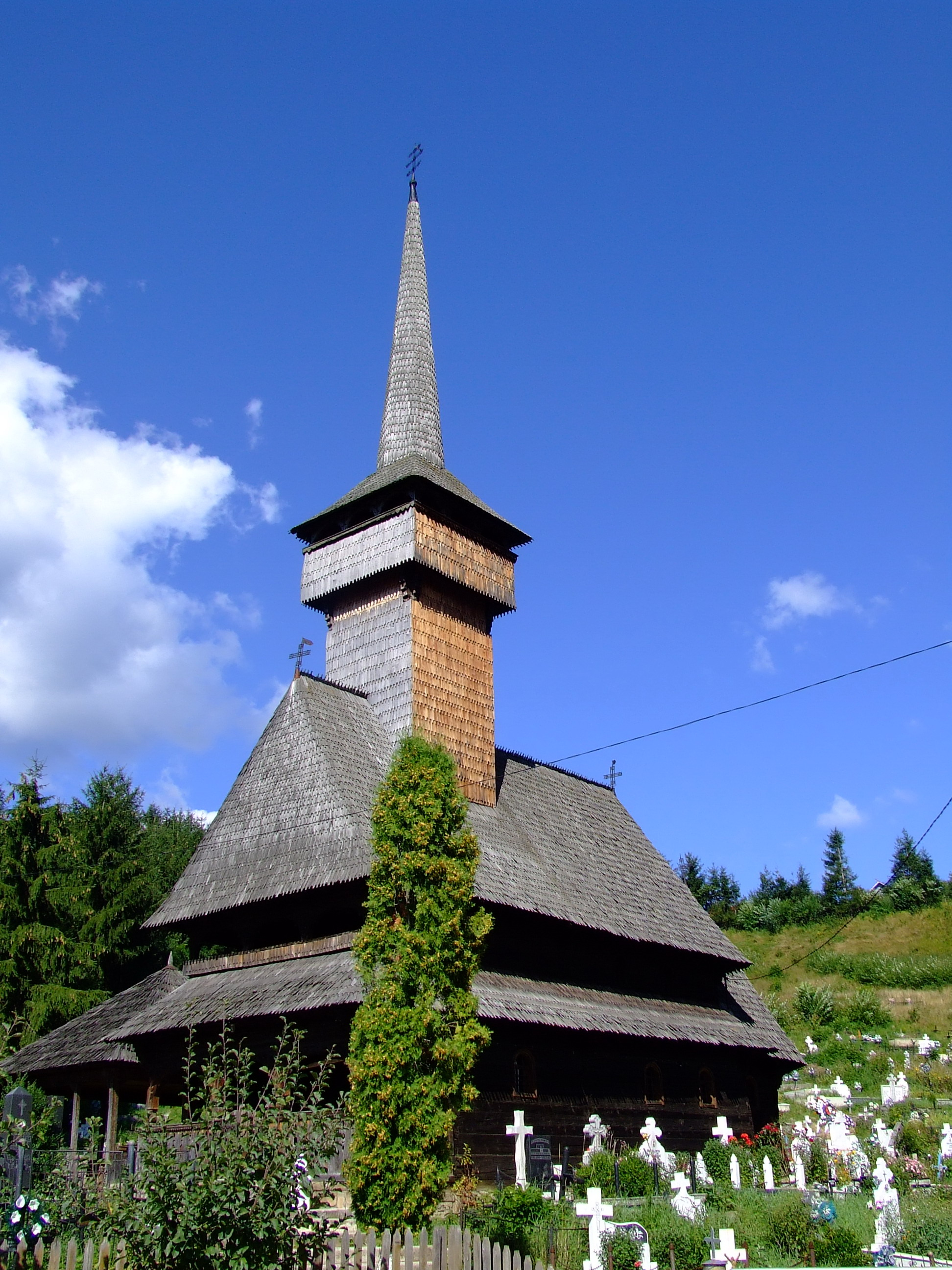
Biserica de lemn din Borşa, judeţul Maramureş, 2008

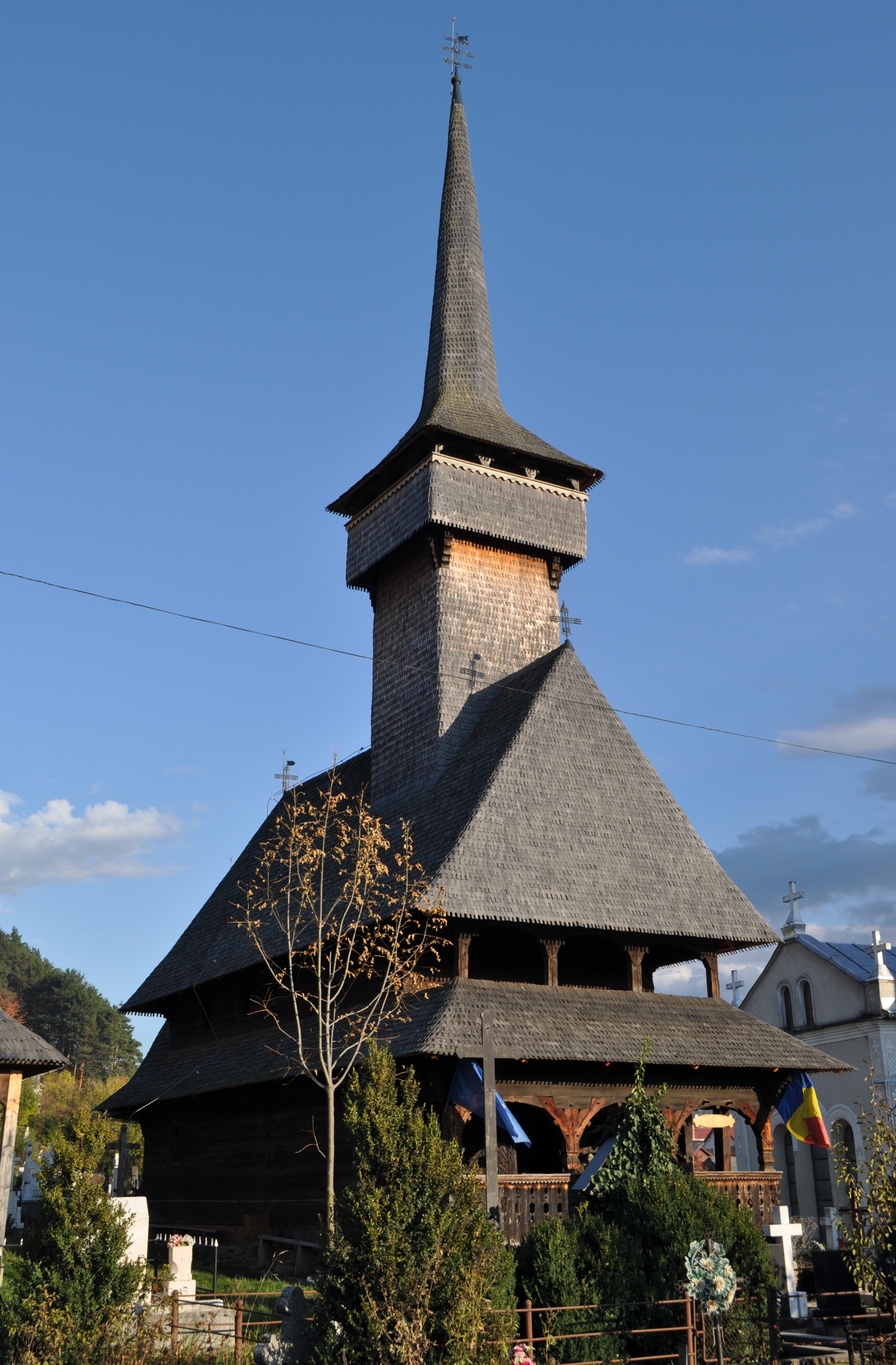
Biserica de lemn „Sfinții Arhangheli Mihail și Gavriil” din Borșa, județul Maramureș, foto: octombrie 2013.

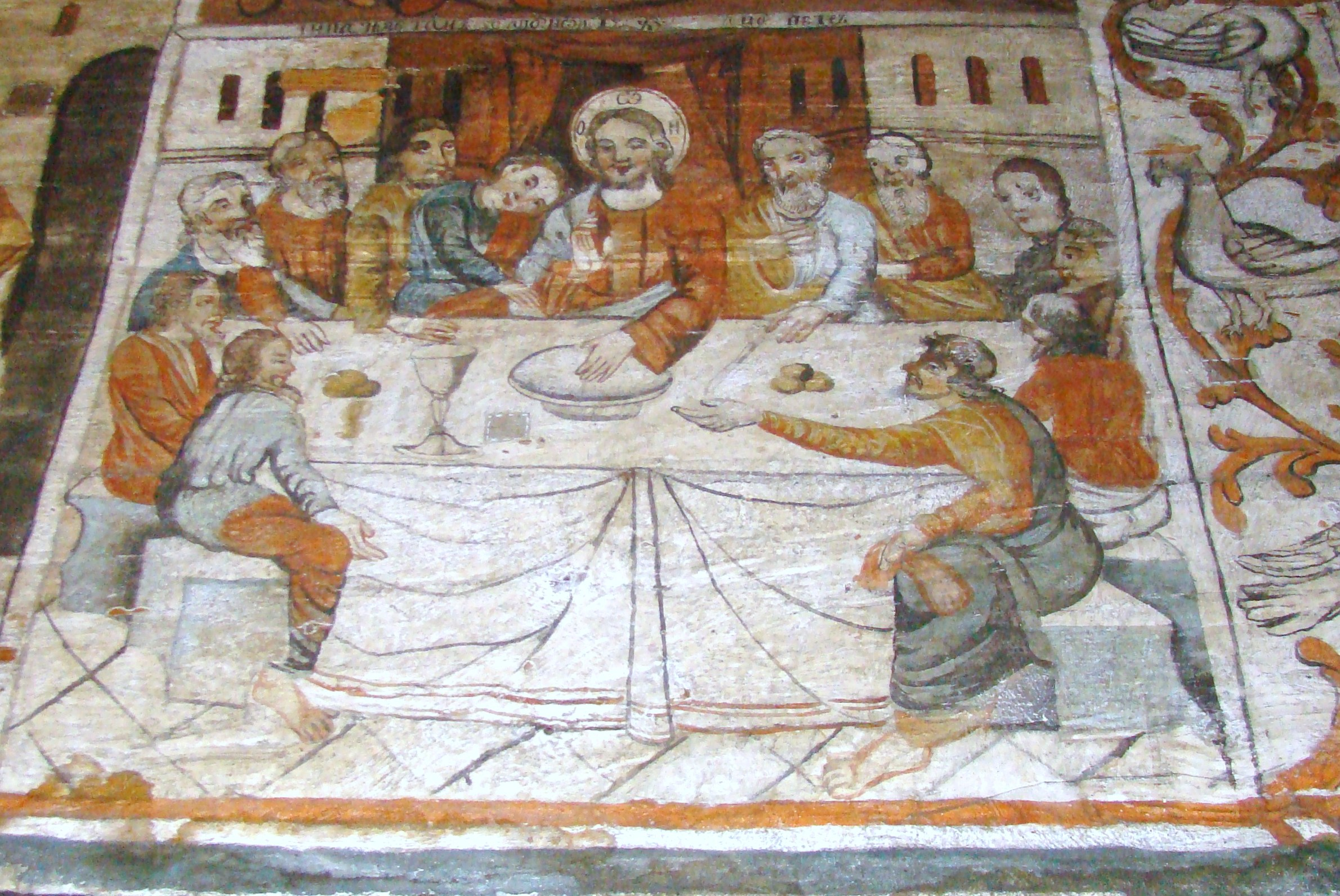
Cina cea de Taină

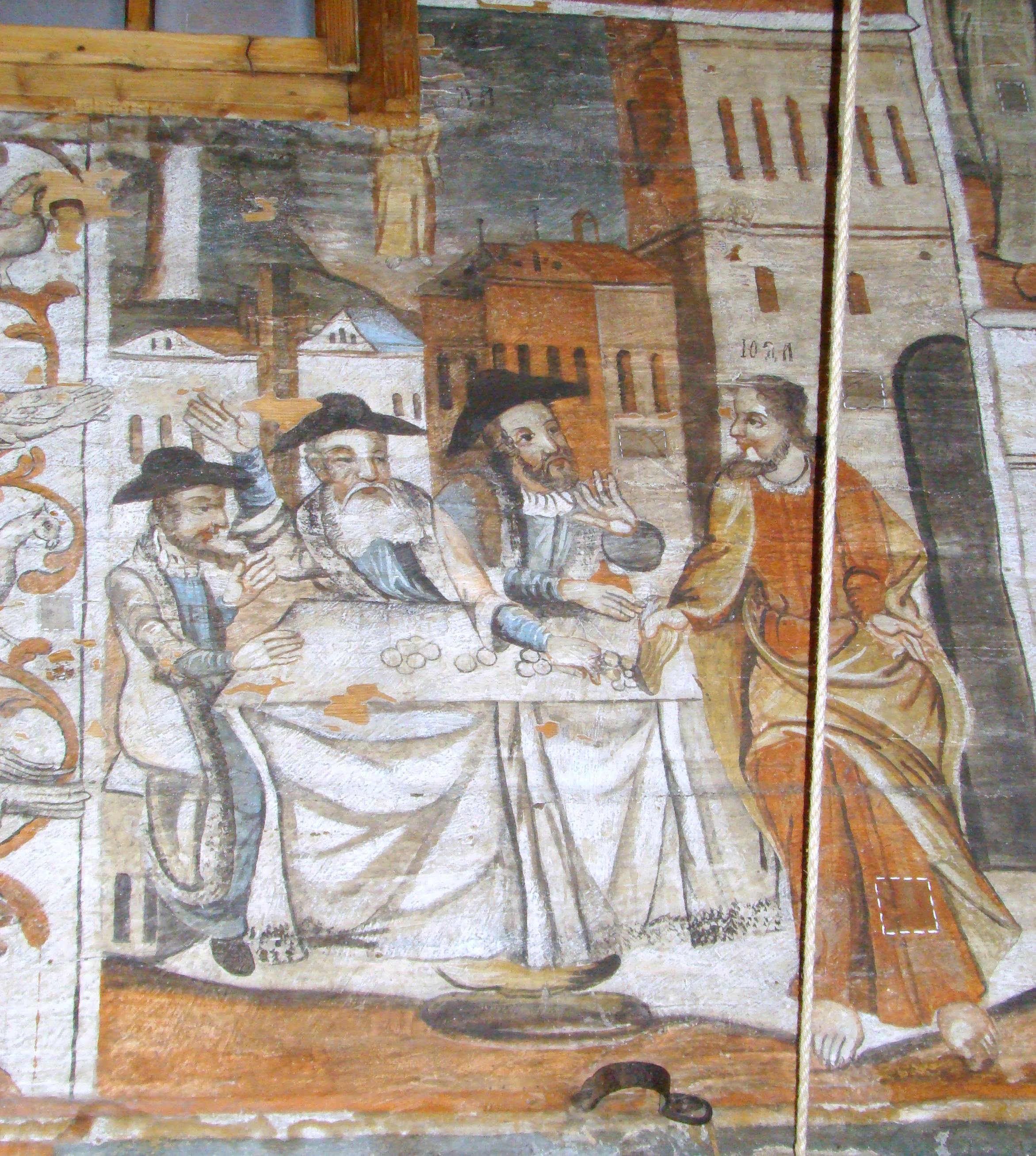
Pictura naosului: Iuda primind banii de la cei trei arhierei (cei trei bărbați cărora Iuda îl vinde pe Iisus poartă haine de tipul celor purtate de rabinii din Maramureș și din Galiția)

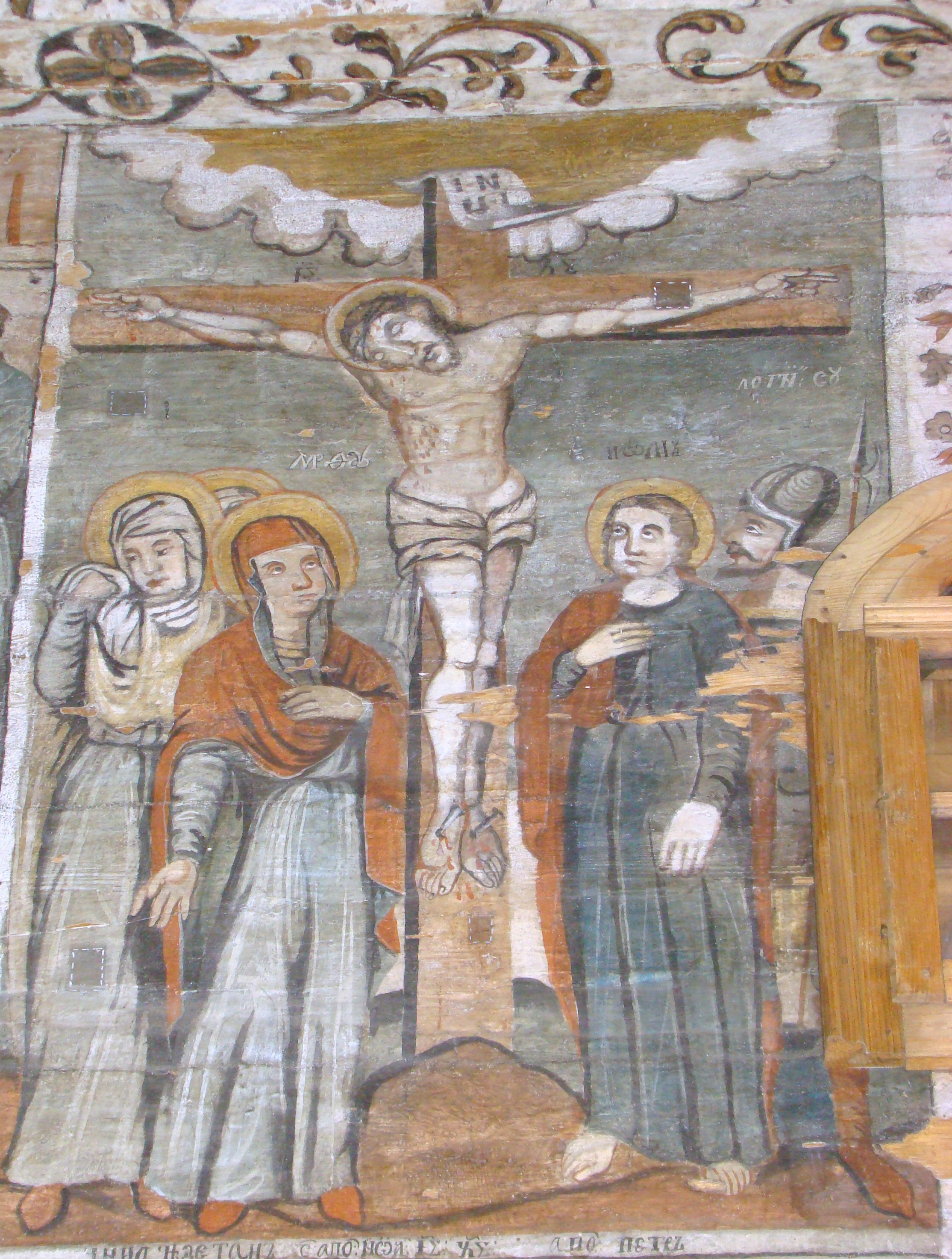
Crucificarea

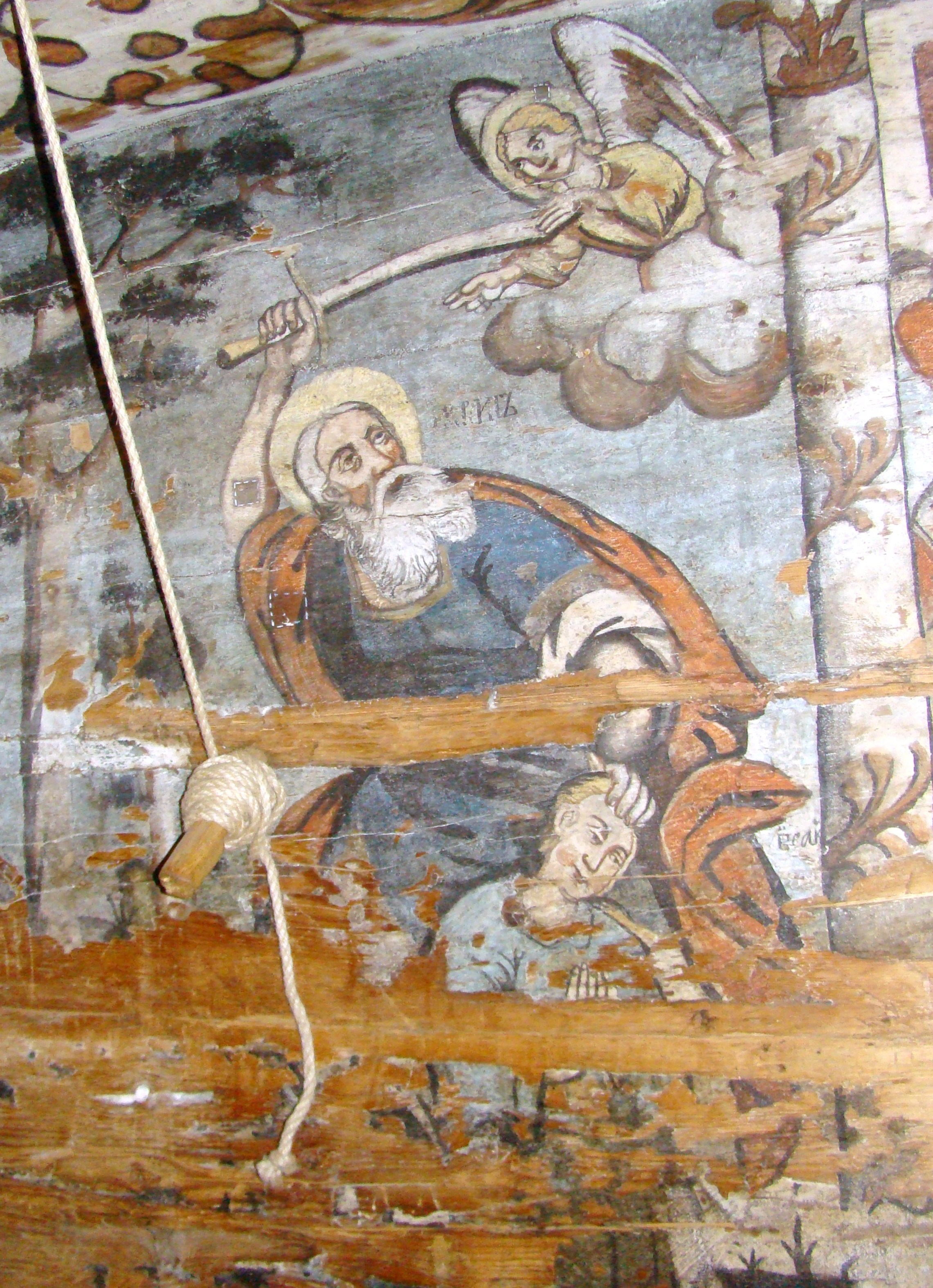
Jertfa lui Avraam

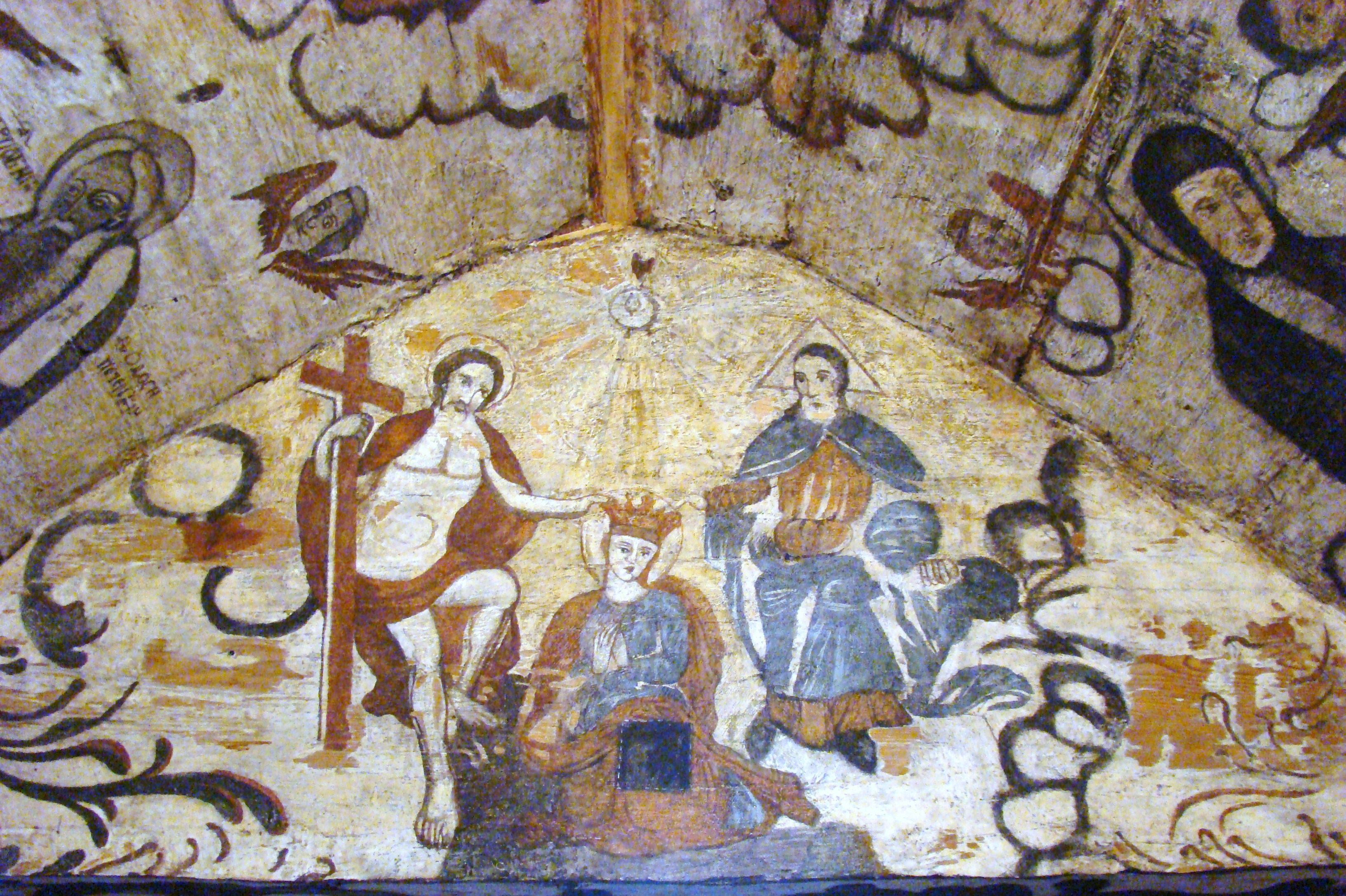
Încoronarea Maicii Domnului, temă iconografică de origine apuseană

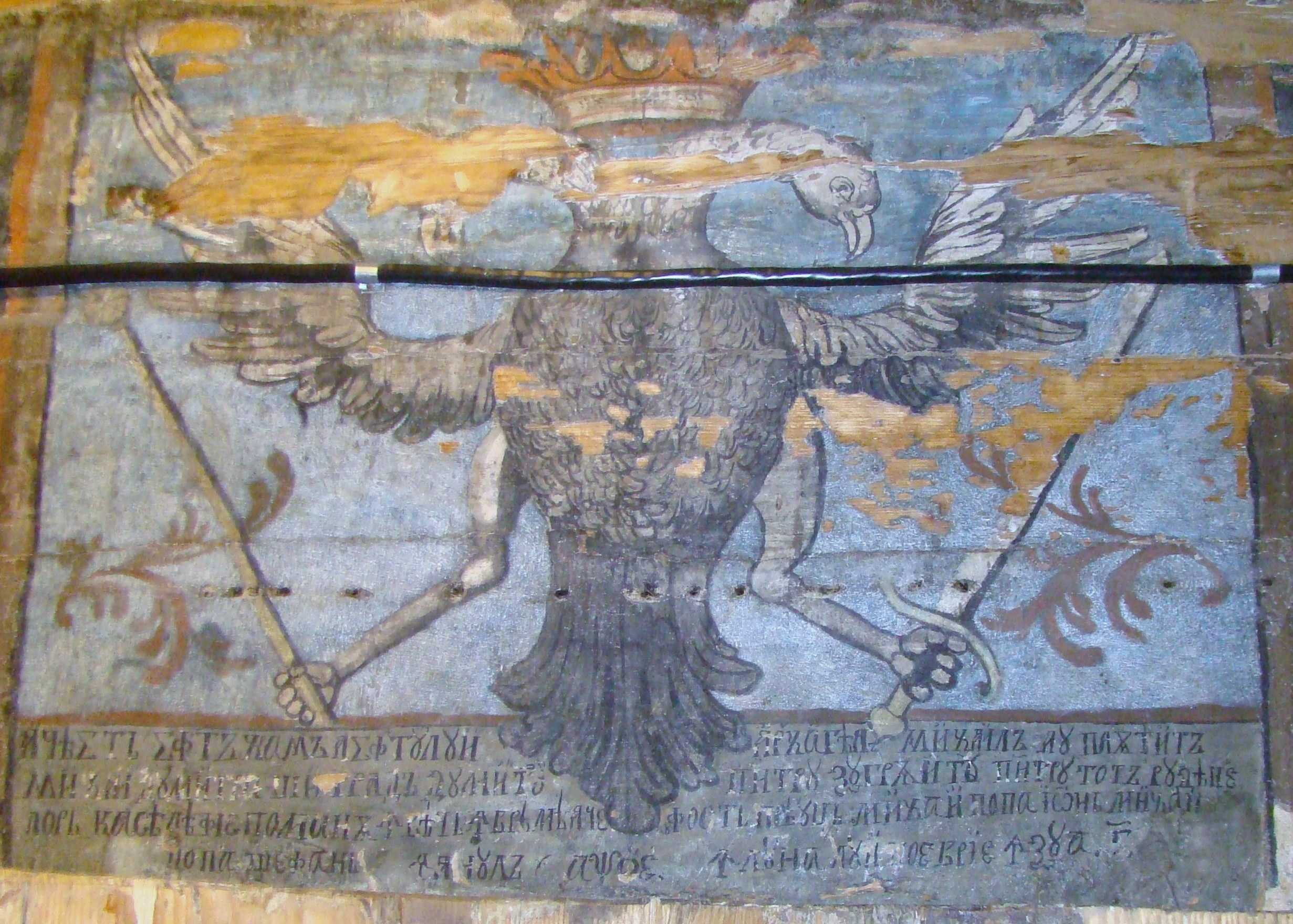
Naos: vulturul cu două capete deasupra ușii de la intrare

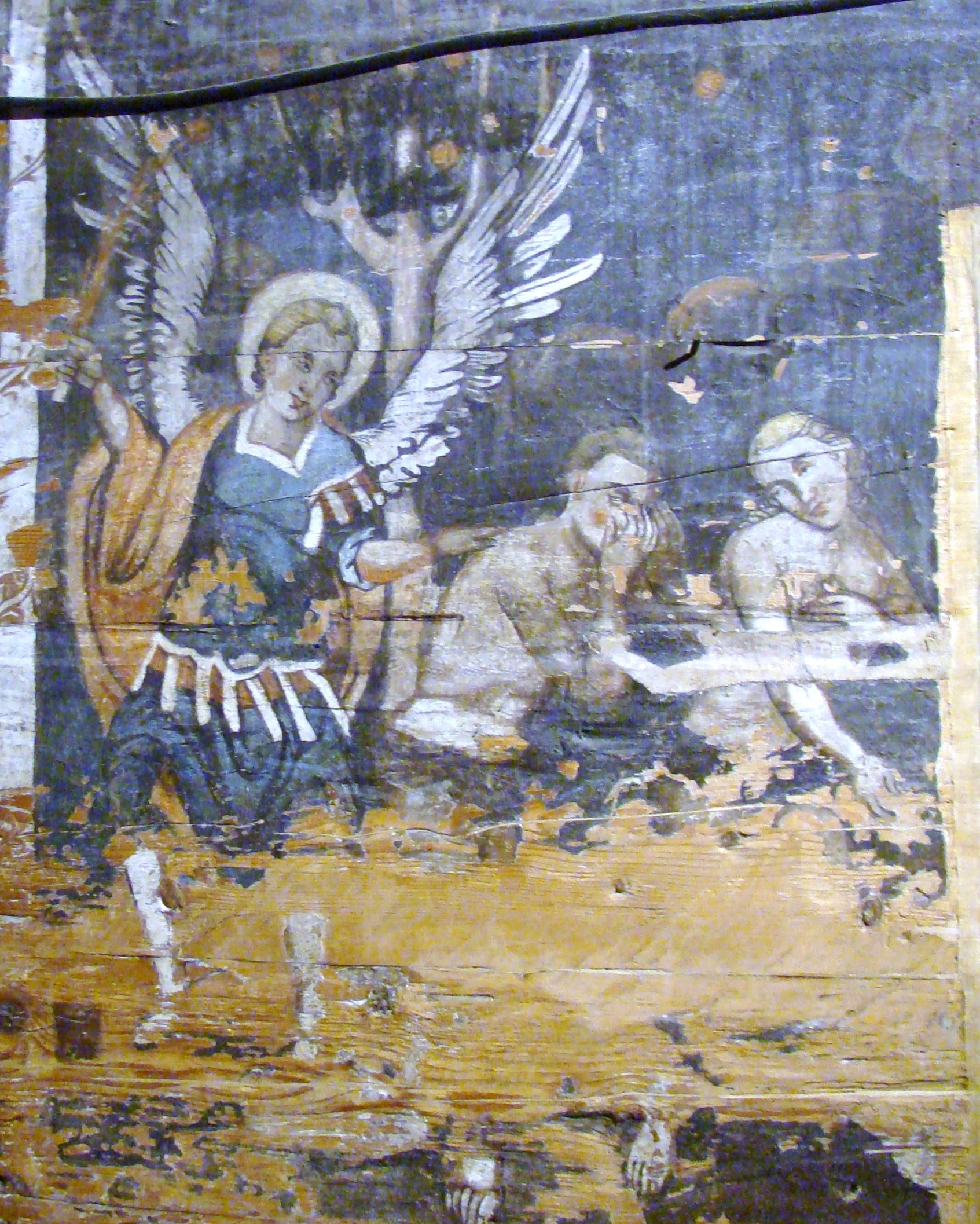
Alungarea din rai

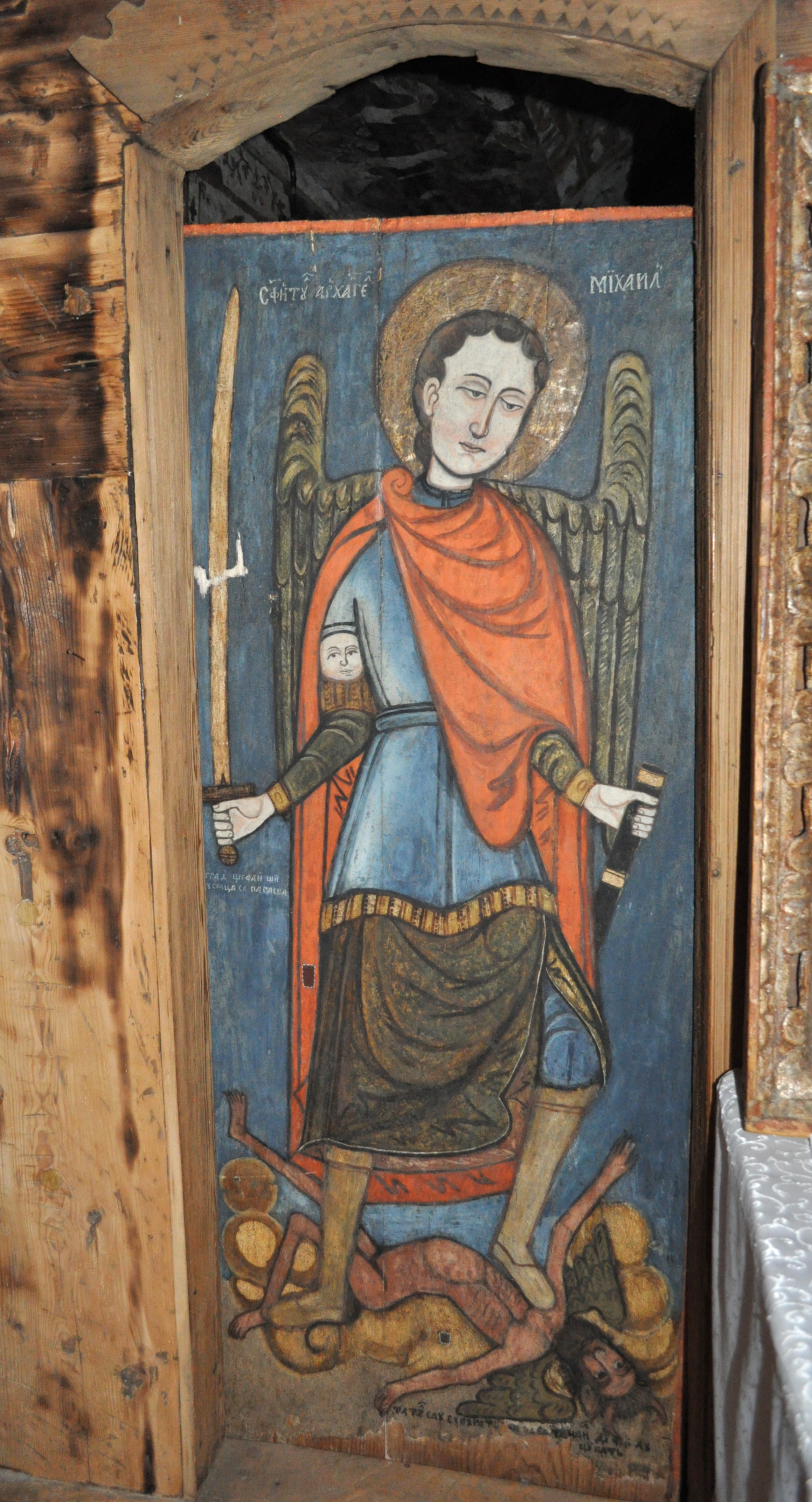
Ușă diaconească

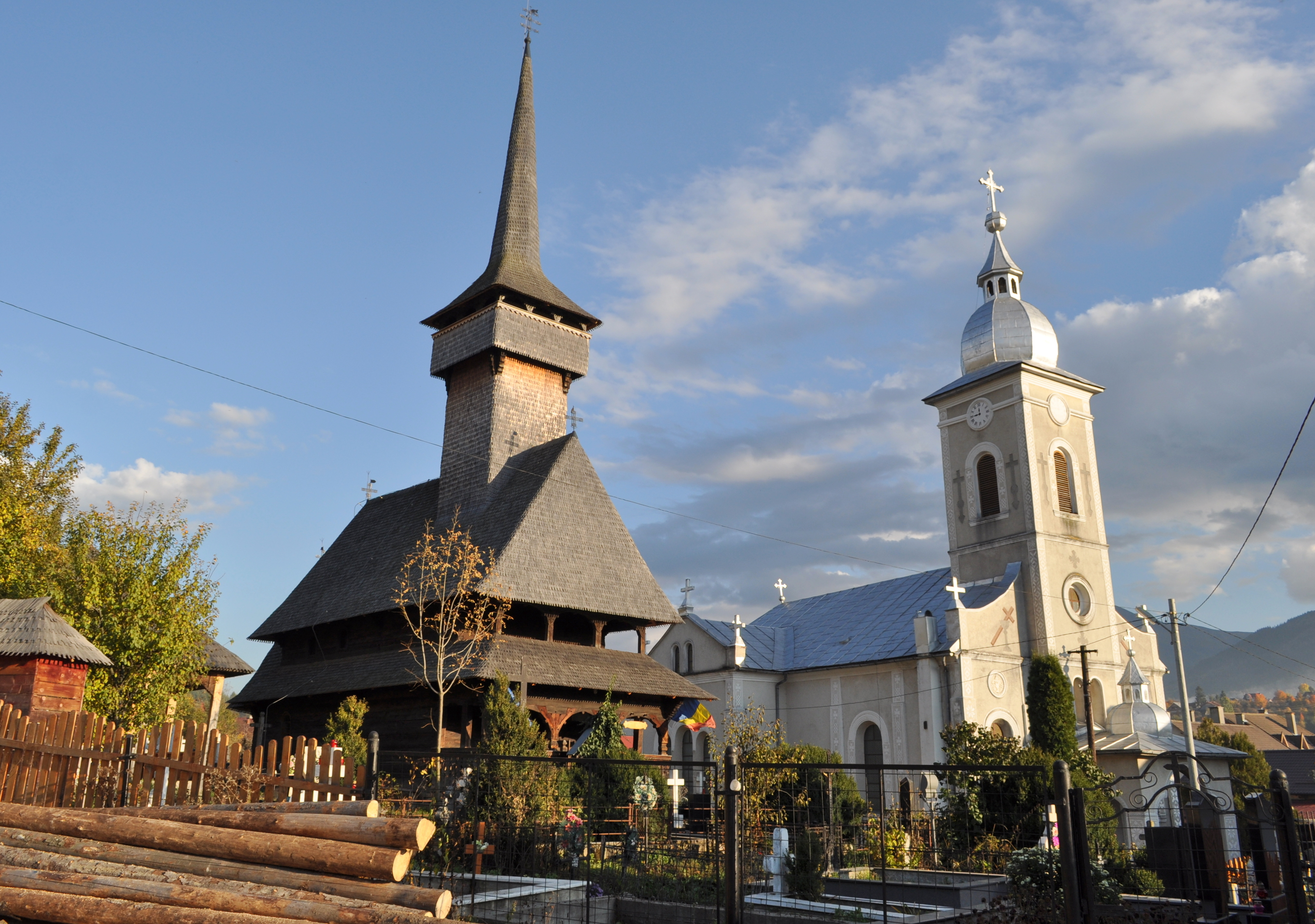
Alăturarea (nefericită) dintre vechi și nou a privat valoroasa biserică de lemn din Borșa (ca și în cazul celei din Cuhea) de includerea pe lista patrimoniului mondial din România; criteriile de includere nu permit prezența unor clădiri noi în zona de protecție a monumentului

Biserica de lemn din Borșa din Jos, orașul Borșa, județul Maramureș, datează din anul 1700. Vechi lăcaș de cult greco-catolic (vezi "Date istorice despre protopopiatele, parochiile și mănăstirile române din Maramureș din timpurile vechi până în anul 1911", autor, vicarul unit de Maramureș, Tit Bud, imprimată la Tipografia diecezană greco-catolică din Gherla, în 1911), are hramul „Sfinții Arhangheli Mihail și Gavriil”. Biserica se află pe noua listă a monumentelor istorice sub codul LMI:  MM-II-m-A-04527.

## Istoric și trăsături
Biserica de lemn „Sfinții Arhangheli” se află în partea centrală a orașului Borșa.  Ea a fost precedată de alte biserici de lemn menționate documentar începând cu secolul al XVI-lea. În Borșa au existat două biserici de lemn, dar nu se mai păstrează decât cea din partea de jos a orașului. Biserica de lemn a fost reconstruită după anul 1717 deoarece lăcașul de cult anterior a avut de suferit în urma invaziei tătarilor din anul 1717. Locul unde s-au dat luptele poartă și azi numele de Preluca Tătarilor, localnicii fiind conduși în lupta din 4 septembrie 1717 de preotul unit Lupu Șandor.
Biserica are o absidă poligonală decroșată, un naos de formă dreptunghiulară, deasupra căruia se află o boltă semicilindrică supraînălțată. Pronaosul este tăvănit, iar deasupra acestuia se înalță turnul-clopotniță, cu baza pătrată, cu foișor în arcade și fleșă zveltă. Biserica are un acoperiș de șindrilă, cu poală dublă. Pe fațada de vest se mai află un pridvor deschis, cu etaj. Pridvorul are arcade elegante, realizate din arce sculptate, fixate prin cuie de lemn la întâlnirea cu cununa și stâlpii de susținere. Parapetul este realizat din scânduri traforate cu modele de pești și cercuri. Ușa de la intrare are partea de sus arcuită prin decuparea bârnei, ce susține ușorii laterali. 
Foarte valoroasă este pictura interioară, realizată în a doua jumătate a secolului al XVIII-lea, de meșteri anonimi. Iese în evidență și iconostasul, prin icoanele împărătești și medalioanele în formă de inimă. Biserica păstrează și un frumos sfeșnic de lemn, numeroase icoane pe lemn, cu fondul aurit, gravat cu decorații sub formă de frunze și numeroase tipărituri, care atestă legăturile intense pe care le avea această localitate cu centrele culturale din Țara Românească și Moldova.

## Pictura și programul iconografic
Decorul mural al bisericii din Borșa, datând din 1775, este opera unui zugrav ale cărui lucrări au puține legături cu tradiția din zona Maramureșului istoric. 
„Pictura, afectată de vreme, realizată la 1775 de un anonim, se remarcă prin cromatica deschisă, în care predomină cărămiziul și albastrul, culori specifice zonei, dar și prin chipuri în mișcare, cu fețe bine indivizualizate, prezentate într-o succesiune fără restricții în plan spațial și tematic.”—Grigore Man, Biserici de lemn din Maramureș
Programul iconografic este diferit de al celorlalte picturi maramureșene. 
„Putem spune că pictura bisericii din Borșa are un program iconografic care nu este coerent în toate articulațiile sale și diferă principal de cel devenit tradițional în bisericile maramureșene, nepăstrând din acesta decât preferința pentru anumite scene.
În ceea ce privește structura compozițională, nu se observă nici o preocupare pentru unitatea ansamblului. Dacă pictura de pe boltă se desfășoară liber, într-o dezlănțuire de linii curbe fragmentate, în a căror exuberanță decorativă se pierde orice intenție de organizare, în schimb scenele de pe pereți sunt închise în panouri mari, dreptunghiulare, concepute izolat și apoi juxtapuse; între registre se află inscripțiile cu denumirea temei, încadrate la rândul lor în cartușe rigide. Scenele sunt despărțite prin simple chenare albe sau prin coloane redate în perspectivă, pe care se înfășoară vrejuri; din loc în loc apar fâșii late decorate cu plante agățătoare și porumbei.”—Anca Pop-Bratu, Pictura murală maramureșeană. Meșteri zugravi și interferențe stilistice
Pe bolta naosului sunt înfățișate Sfânta Treime, Înălțarea Fecioarei și Cei patru evangheliști, restul spațiului fiind acoperit de numeroși îngeri așezați pe nori.
În altar sunt scene disparate, dintre care numai unele specifice acestei încăperi: Iisus-Viță-de-Vie, Iisus în potir, Viziunea sfântului Petru din Alexandria (teme euharistice) și Buna Vestire; pe lângă acestea mai apar Sfântul Ioan Botezătorul și Sfântul Nicolae, în câte două scene. În seria sfinților ierarhi sunt intercalați sfinți militari. Este prezentată o scenă din „Vechiul Testament": proorocul Natan îl mustră pe regele David.
Programul naosului ilustrează pe un perete Patimile, iar pe celălalt pilde și minuni. Dintre patimi sunt alese zece episoade mai importante; zugravul respectă preferința localnicilor pentru anumite scene, cum este de exemplu „Iuda primind banii de la trei arhierei”. Timpanul peretelui vestic înfățișează în centru pe Maica Domnului protectoare încadrată de Înălțarea sfântului Ilie și un Sfânt stâlpnic, iar în registrul următor două teme din ciclul marilor sărbători - Învierea lui Lazăr și Învierea lui Iisus - între care se intercalează Sfântul Eustațiu cu cerbul ce poartă crucea între coarne.
Registrul inferior al pereților naosului cuprinde scene diverse. Pe peretele vestic sunt pictate episoade din „Geneză" (se mai păstrează doar Alungarea din rai și Cain îl ucide pe Avel). Într-o înșiruire arbitrară apar personaje izolate și scene din viețile unor sfinți: Convertirea lui Saul, Sf. Gheorghe, Sf. Roman și Sf. Macarie, Sf. Paraschiva, Ducerea moaștelor sfântului Nicolae, Sf. Onofrei și Maria Egipteanca, Sacrificiul lui Avraam, Viziunea sfântului Petru din Alexandria (temă care reapare în naos ca îndemn la păstrarea credinței tradiționale).
În pronaos, Judecata de apoi se desfășoară pe peretele estic și are în centru pe Iisus, Maica Domnului și Ioan Botezătorul în Deisis, între îngeri, prooroci și apostoli; la dreapta sunt reprezentate cetele celor drepți și raiul cu cei trei patriarhi, iar la stânga Adam și Eva, Moise cu cetele păcătoșilor și iadul (din care se păstrează câteva păcate nominalizate, cum ar fi „cei ce beau și se veselesc și de moarte nu gândesc dară moartea peste ei stă”).
Apar și două scene cu sens eshatologic frecvente în Maramureș: Pilda fecioarelor și Lupta lui Nestor cu Lie. Alături de diferite momente din viața lui Iisus (Iisus ispitit de diavol, Iisus și fariseii, Iisus acasă la Simon, Intrarea în Ierusalim, Vindecarea orbului, Samarineanca la fântână, Pilda bogatului care strânge averi pe pământ), mai sunt înfățișate Lapidarea sfântului Ștefan și Lupta lui David cu Goliat.
La 1800 tâmpla și extremitatea estică a bolții au fost acoperite cu bucăți de pânză, peste care s-a cașerat hârtie și s-a pictat, în culori strălucitoare, pentru a acoperi acele zone ale picturii din 1775 afectate de un incendiu. Au fost reluate probabil temele distruse și într-o oarecare măsură și compozițiile scenelor anterioare (de exemplu medalioanele în formă de inimă în care sunt înscriși profeții pe tâmplă).
„Rămânând relativ izolată în ansamblul picturii tradiționale maramureșene, decorația murală de la Borșa se încadrează în schimb, prin datele sale iconografice și stilistice, în curentul general al evoluției artistice de la sfârșitul veacului al XVIII-lea din zona Chioar - Baia Mare.”—Anca Pop-Bratu, Pictura murală maramureșeană. Meșteri zugravi și interferențe stilistice

## Imagini din exterior

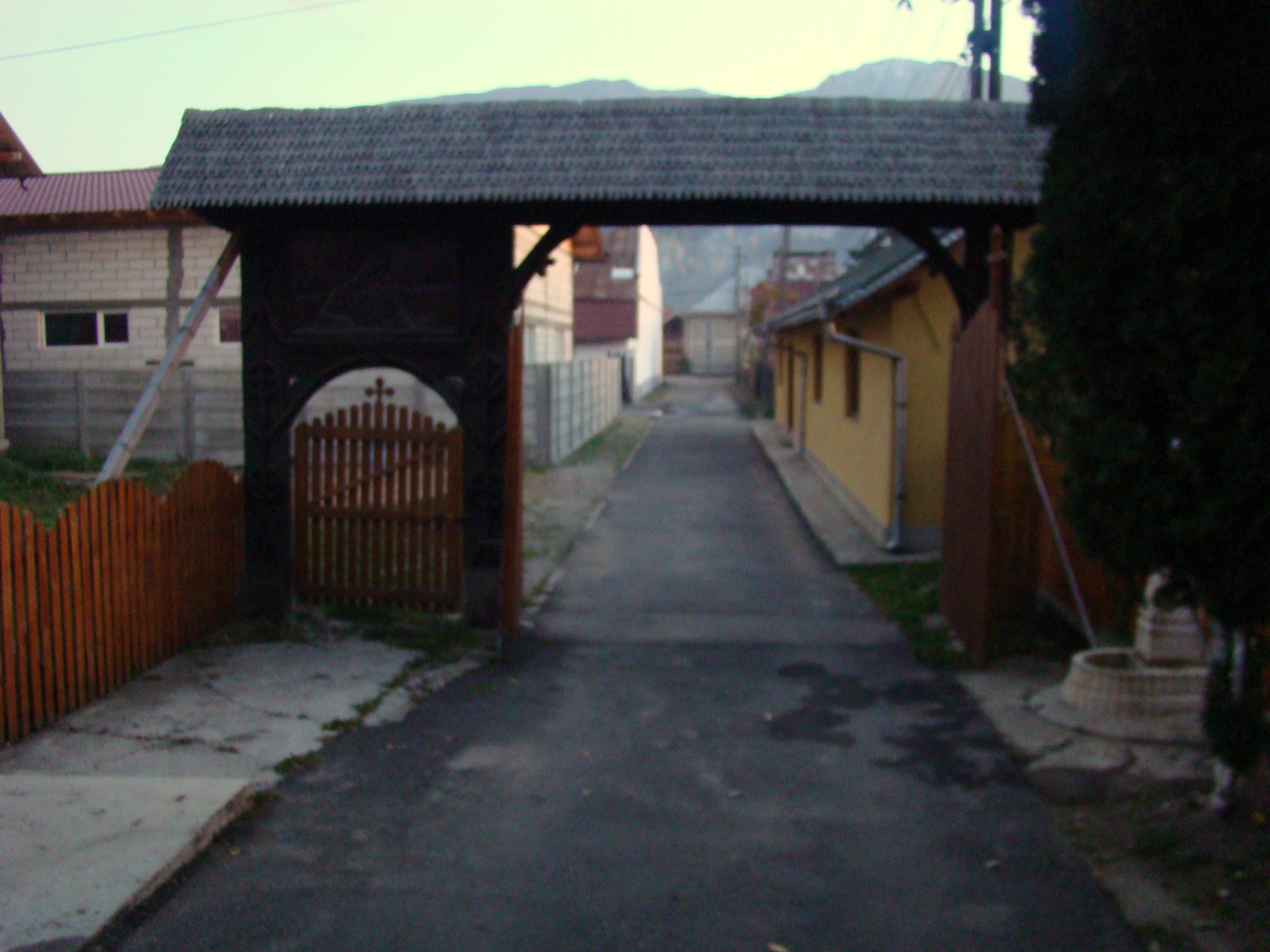
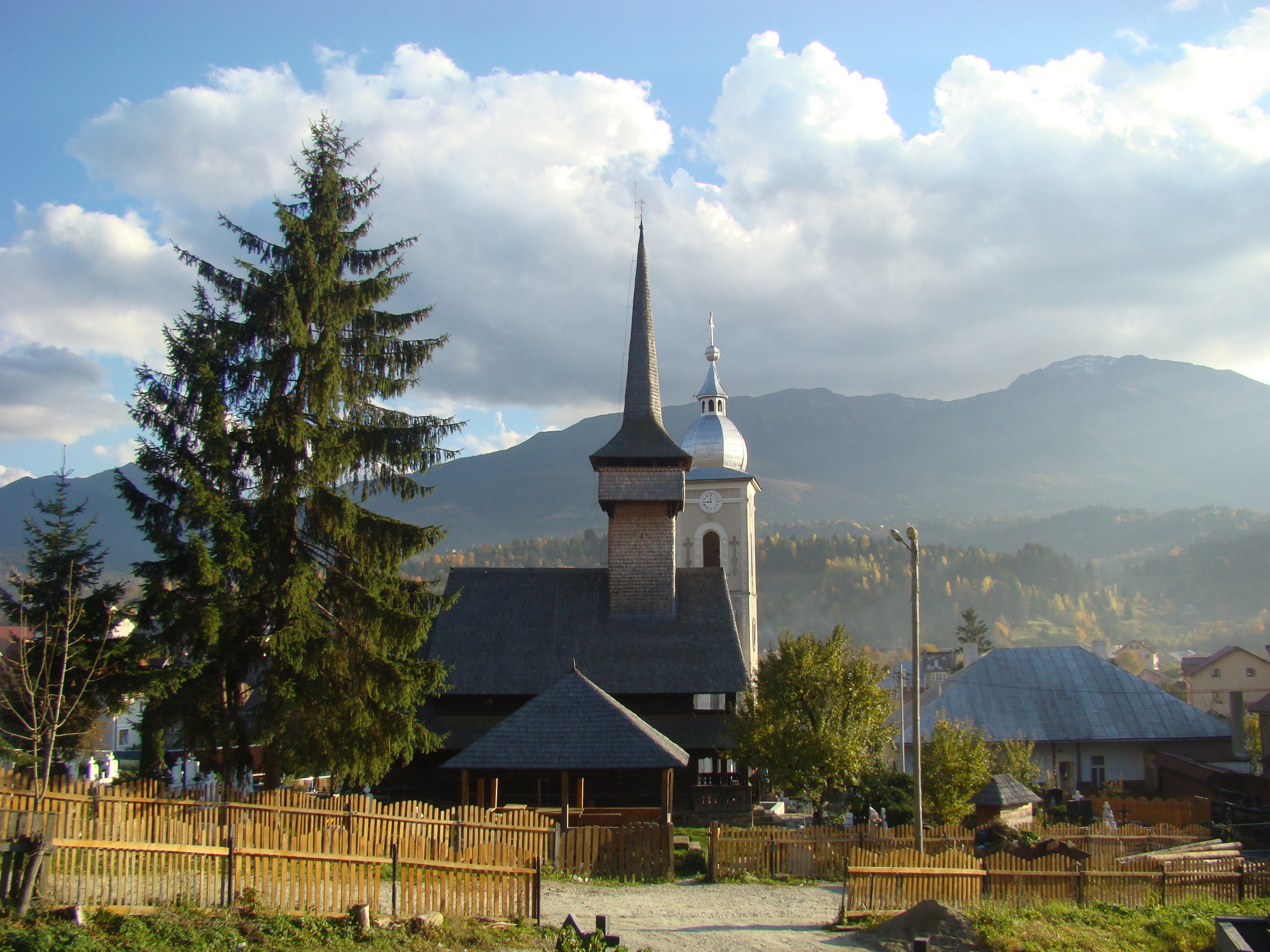
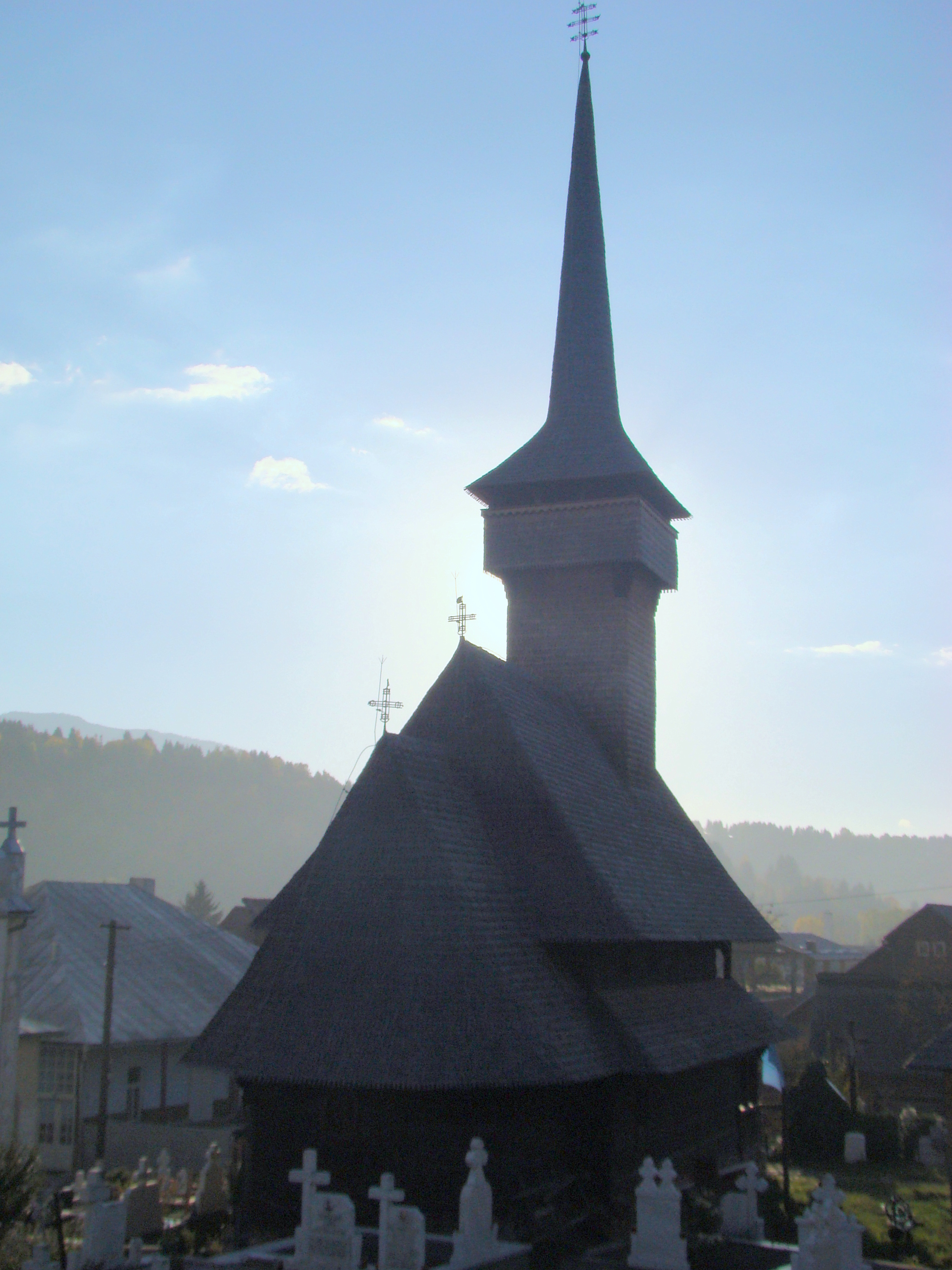
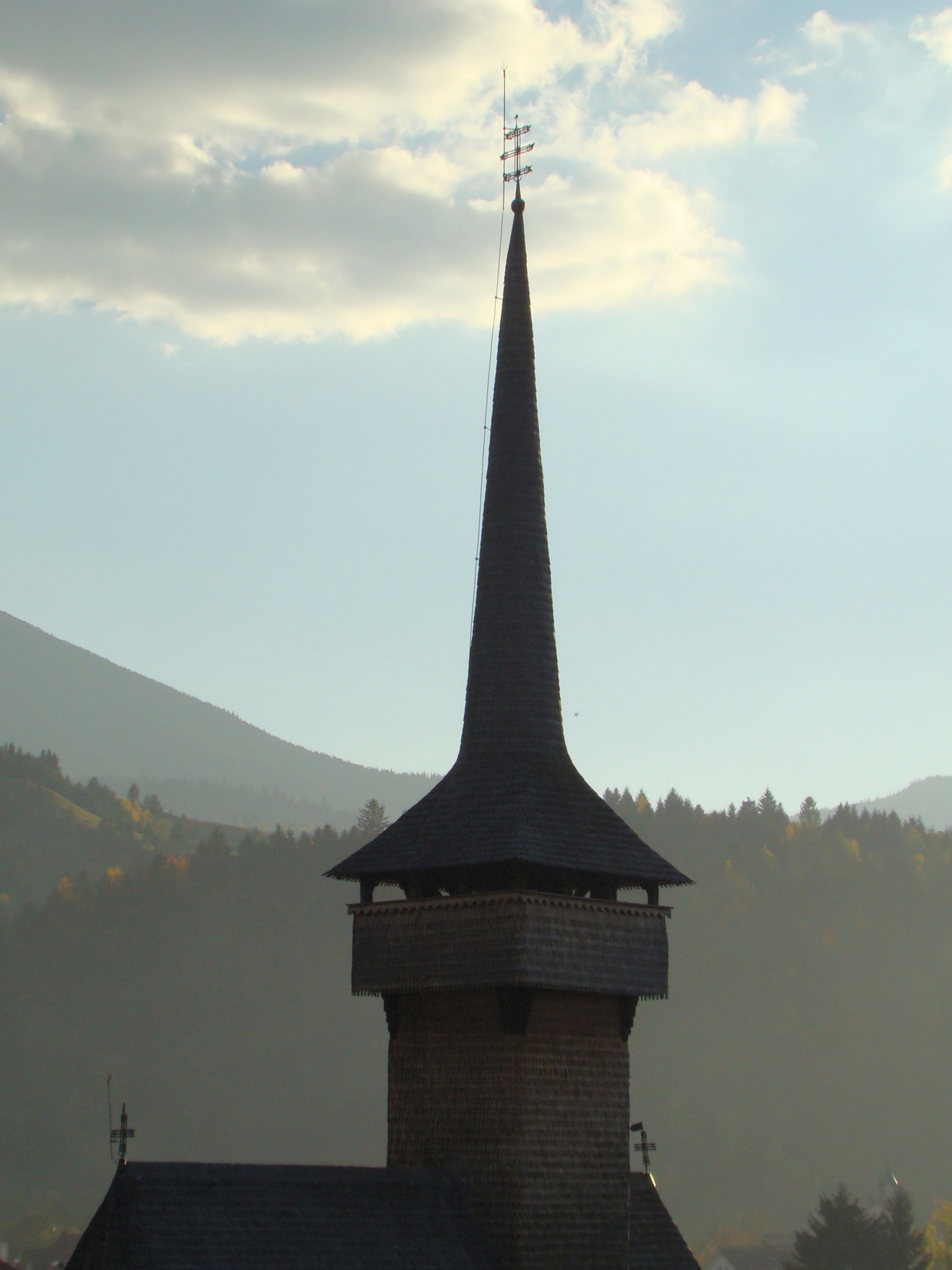
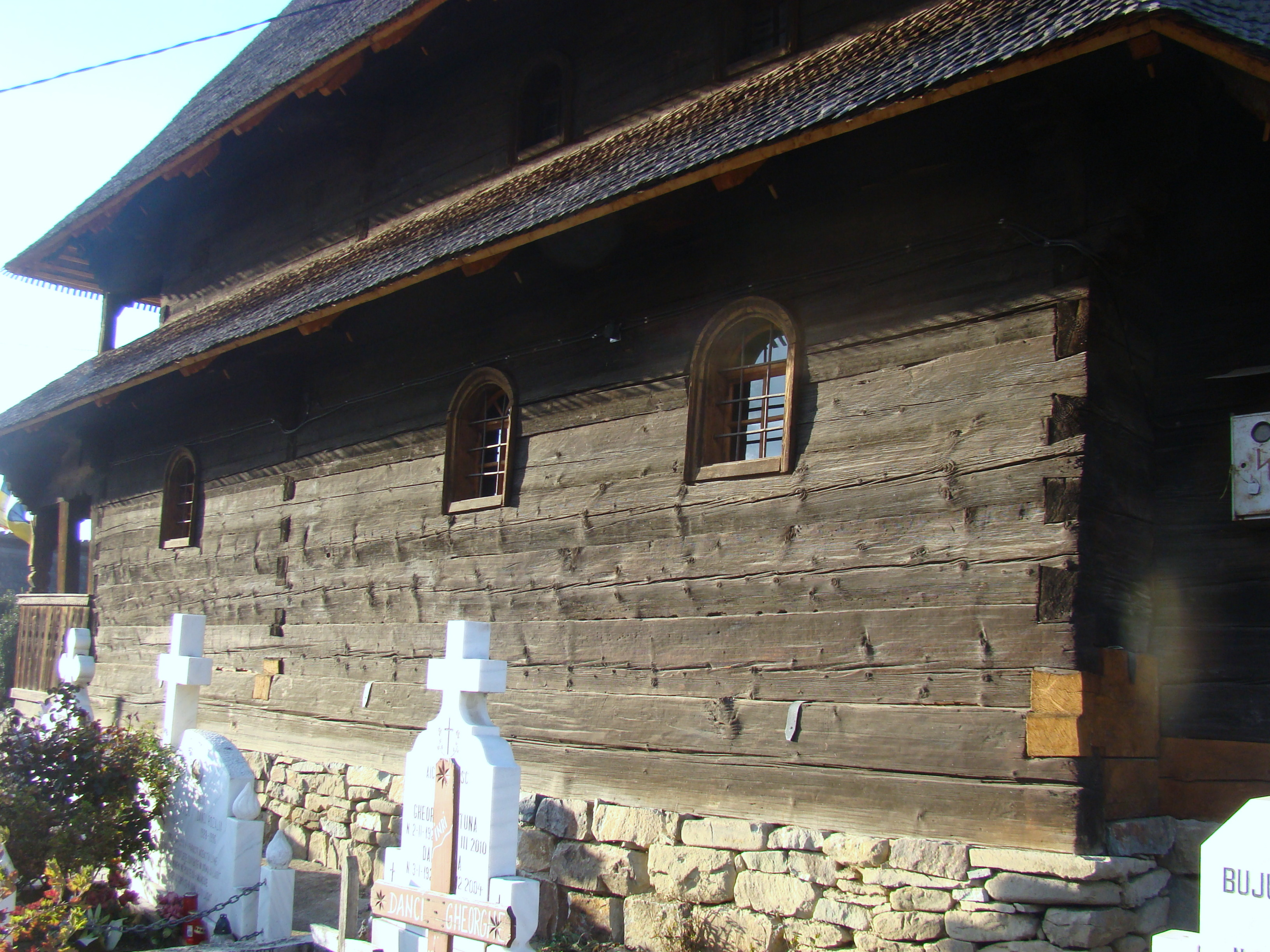
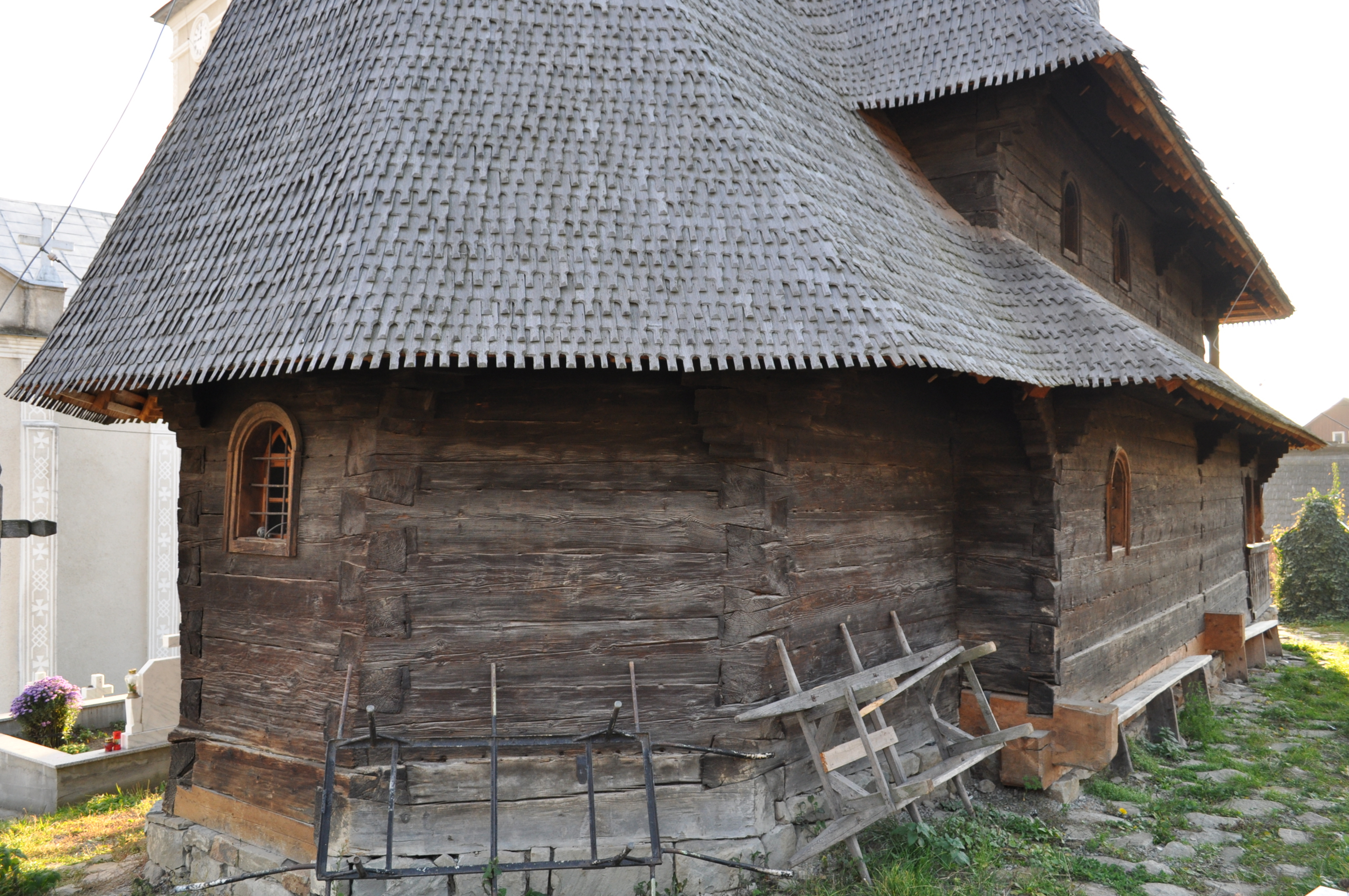
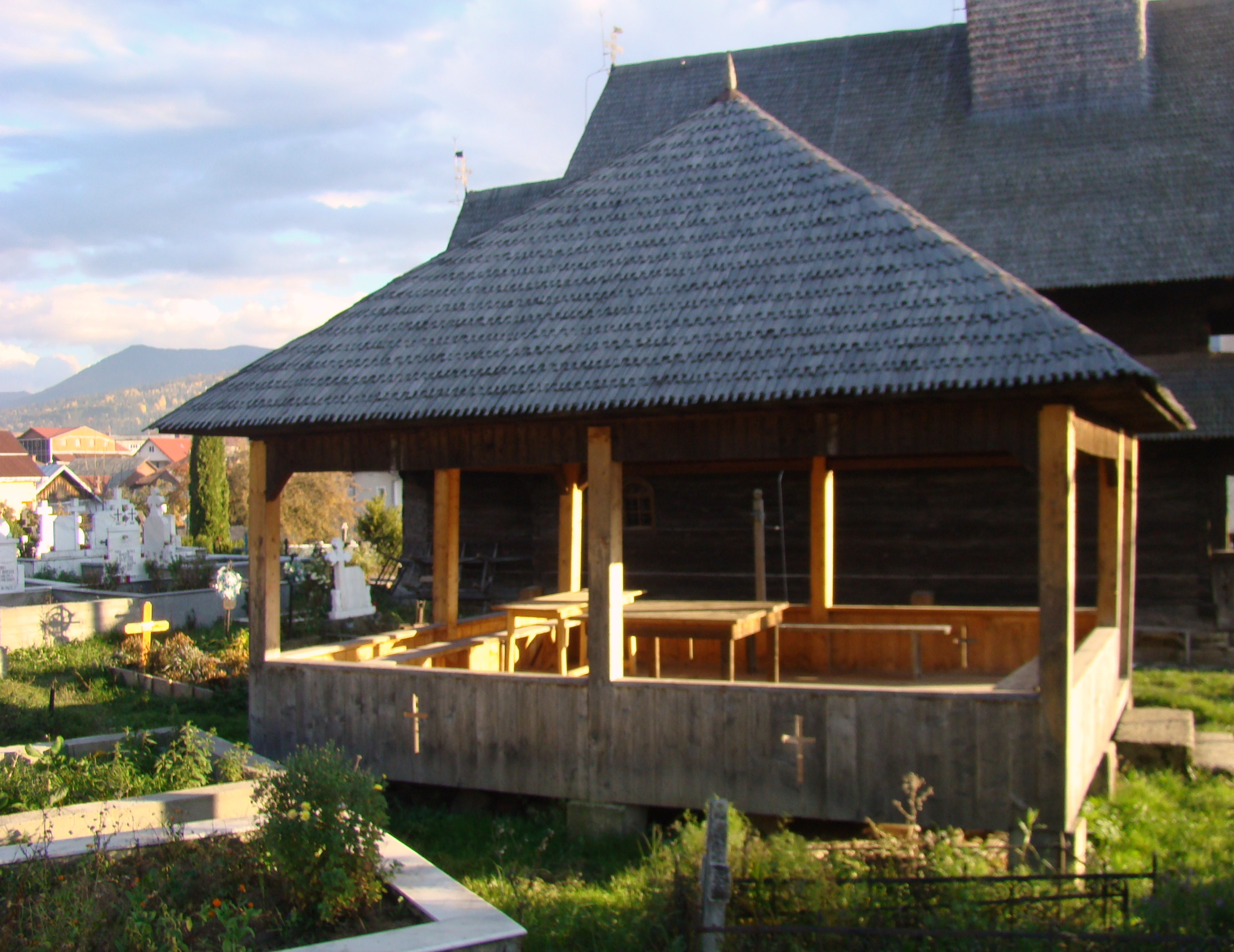
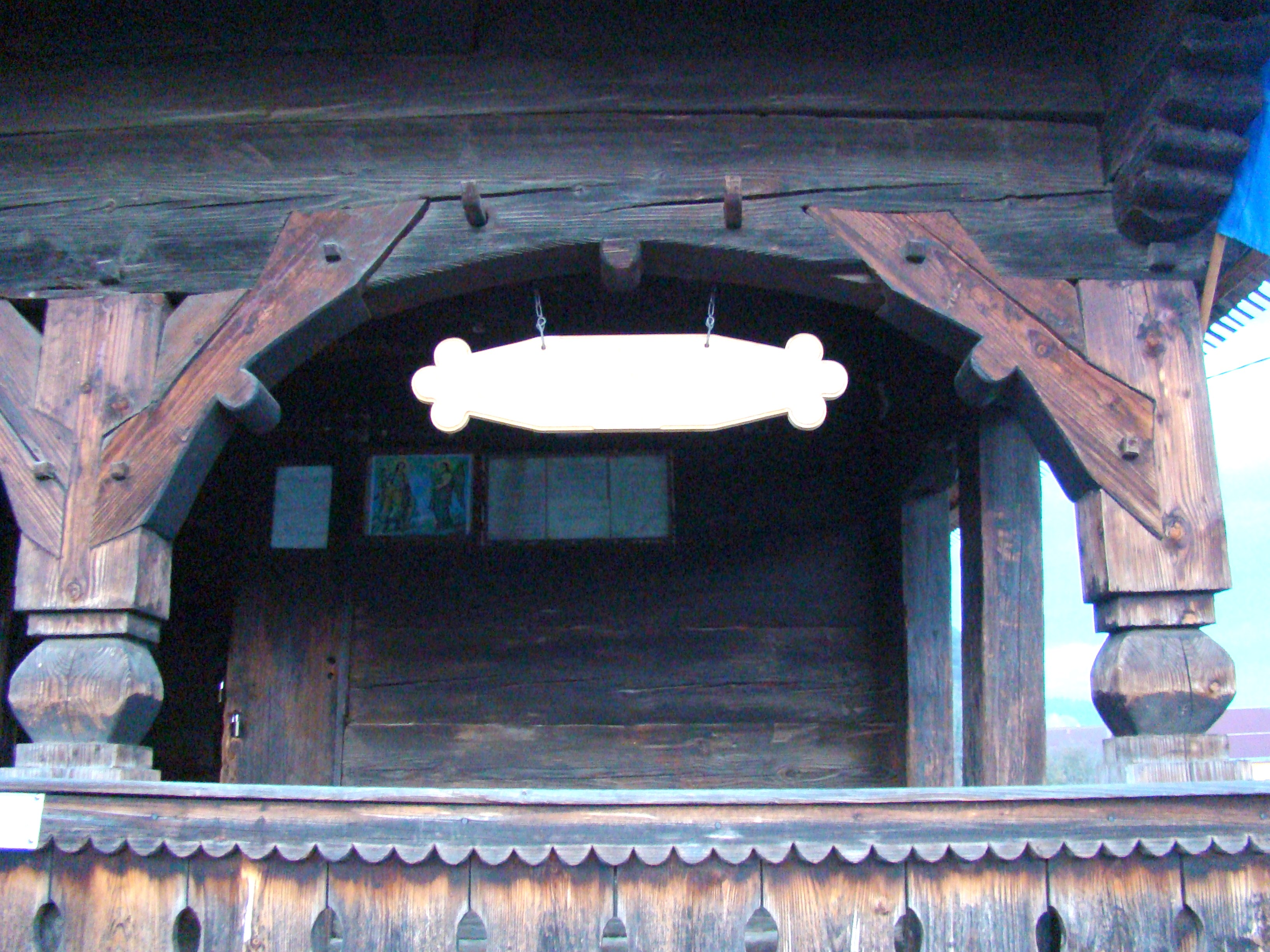
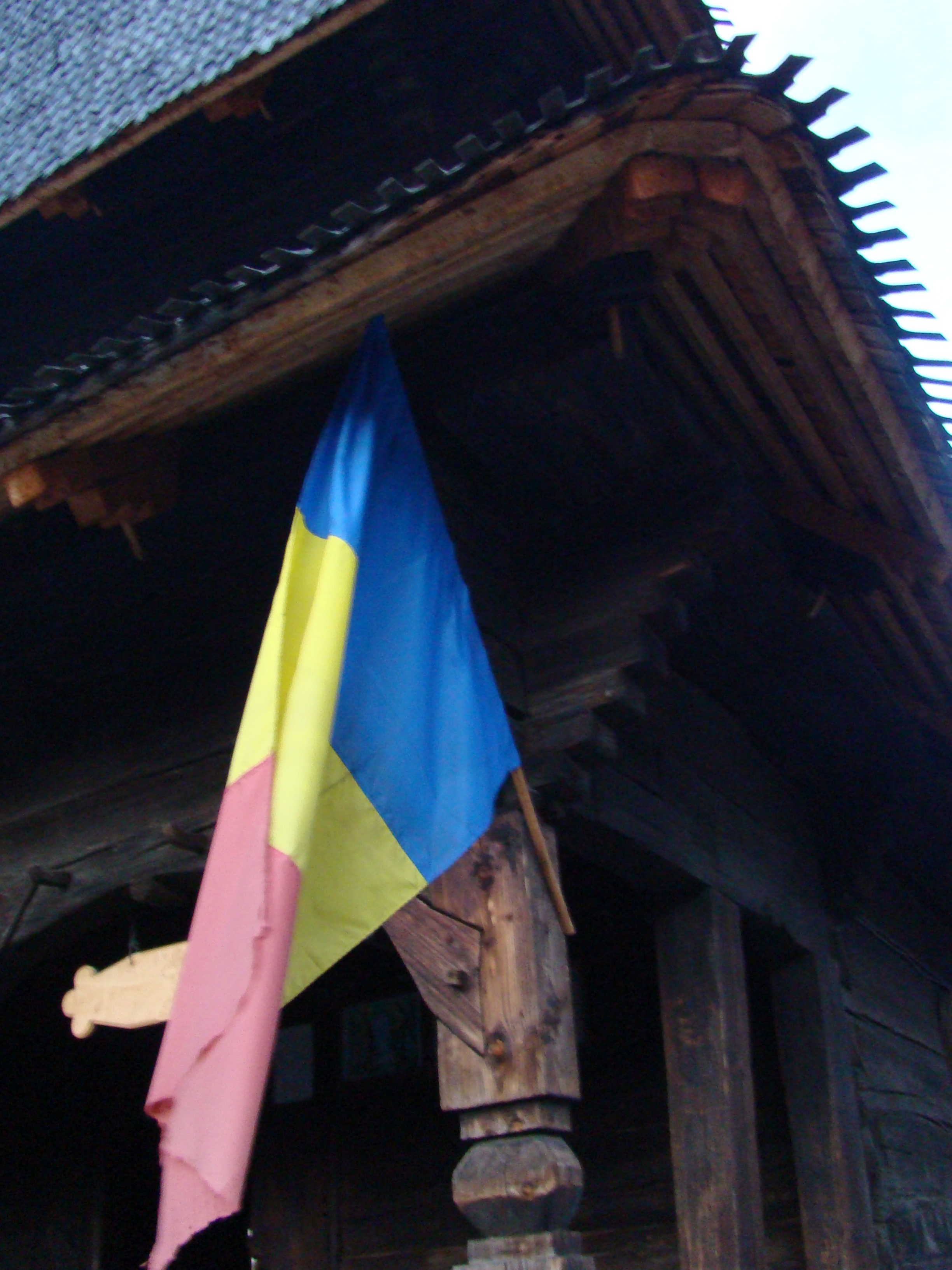
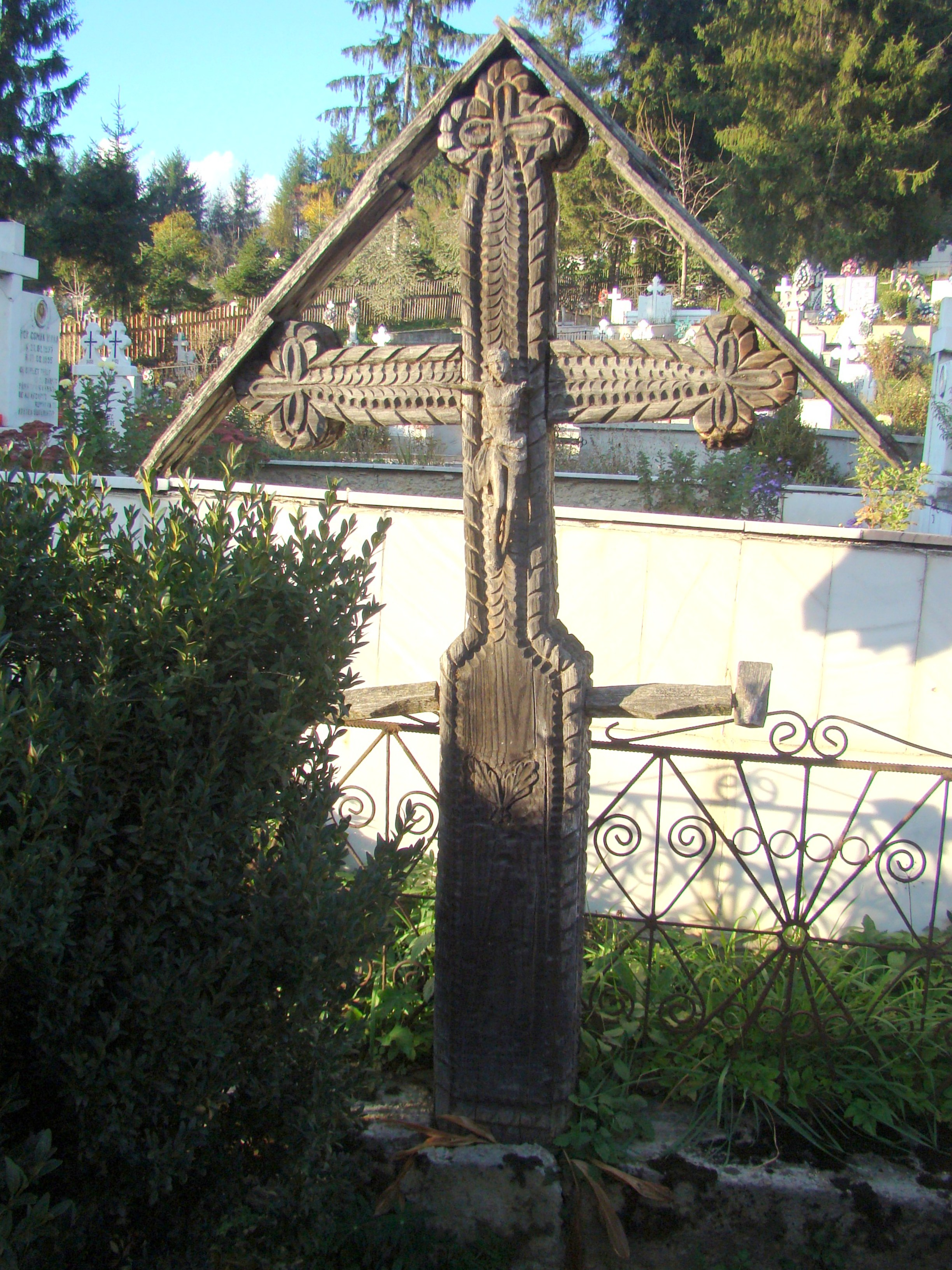
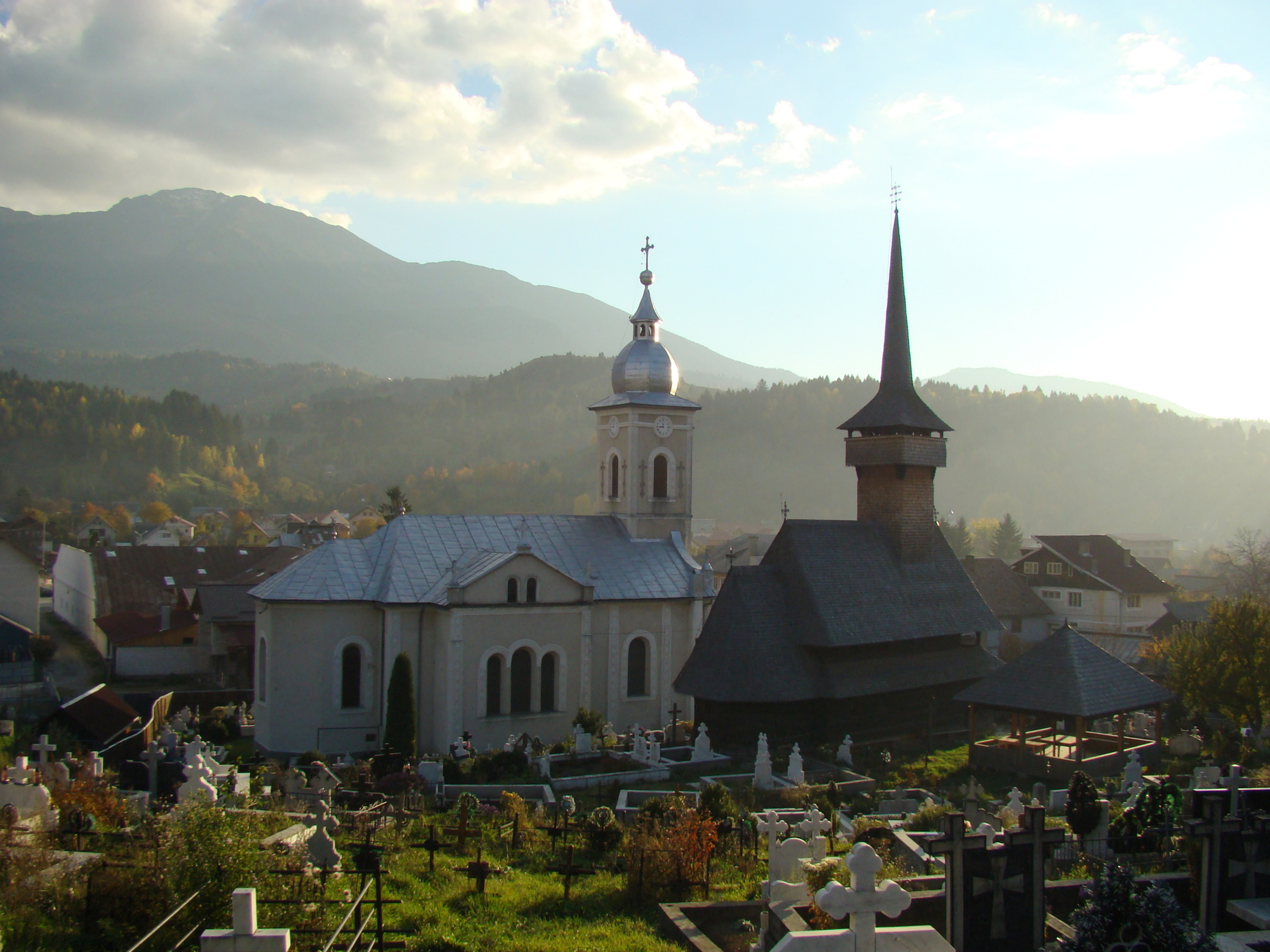
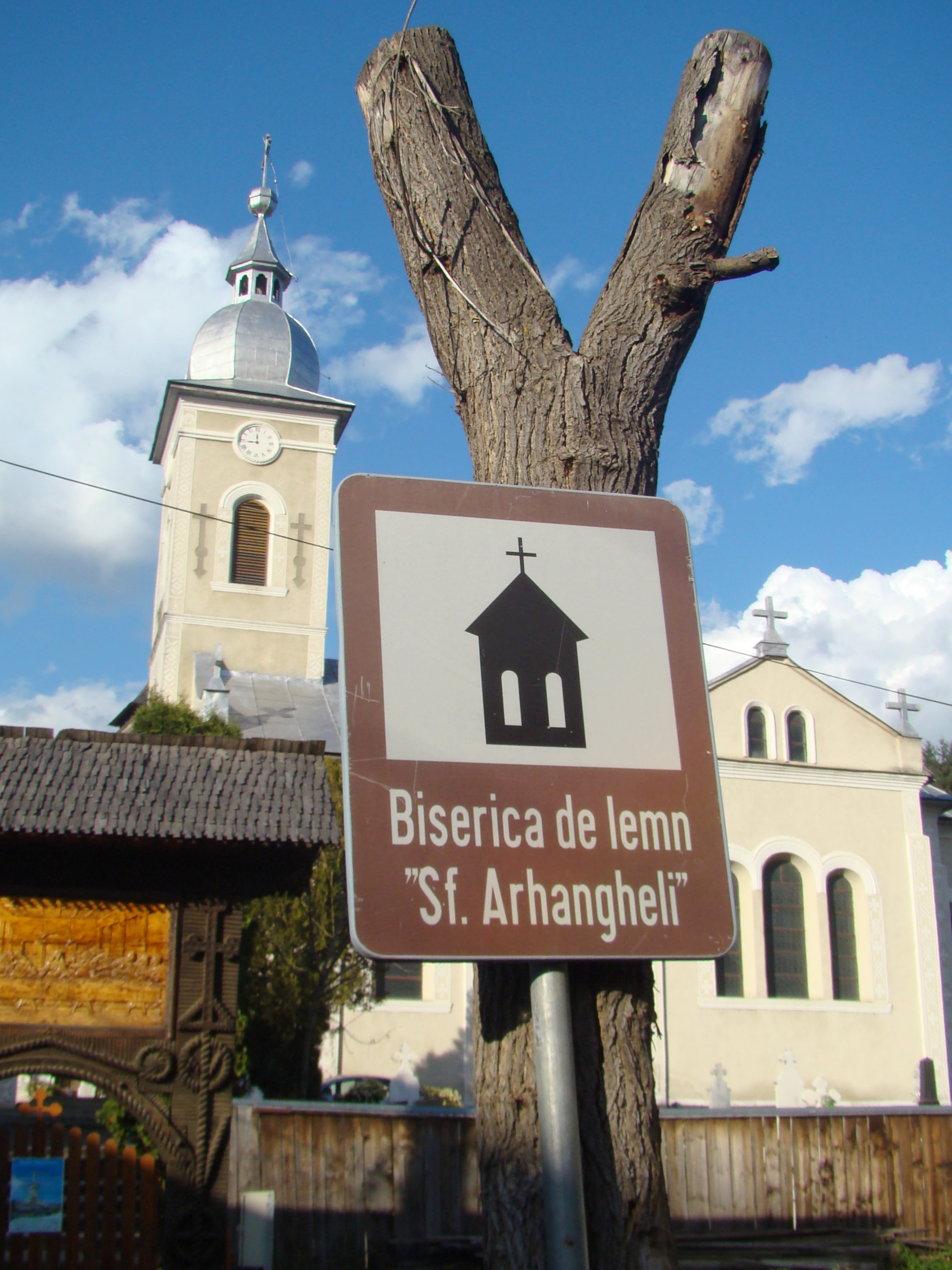

## Icoane de patrimoniu din muzeul parohial amenajat în incinta bisericii

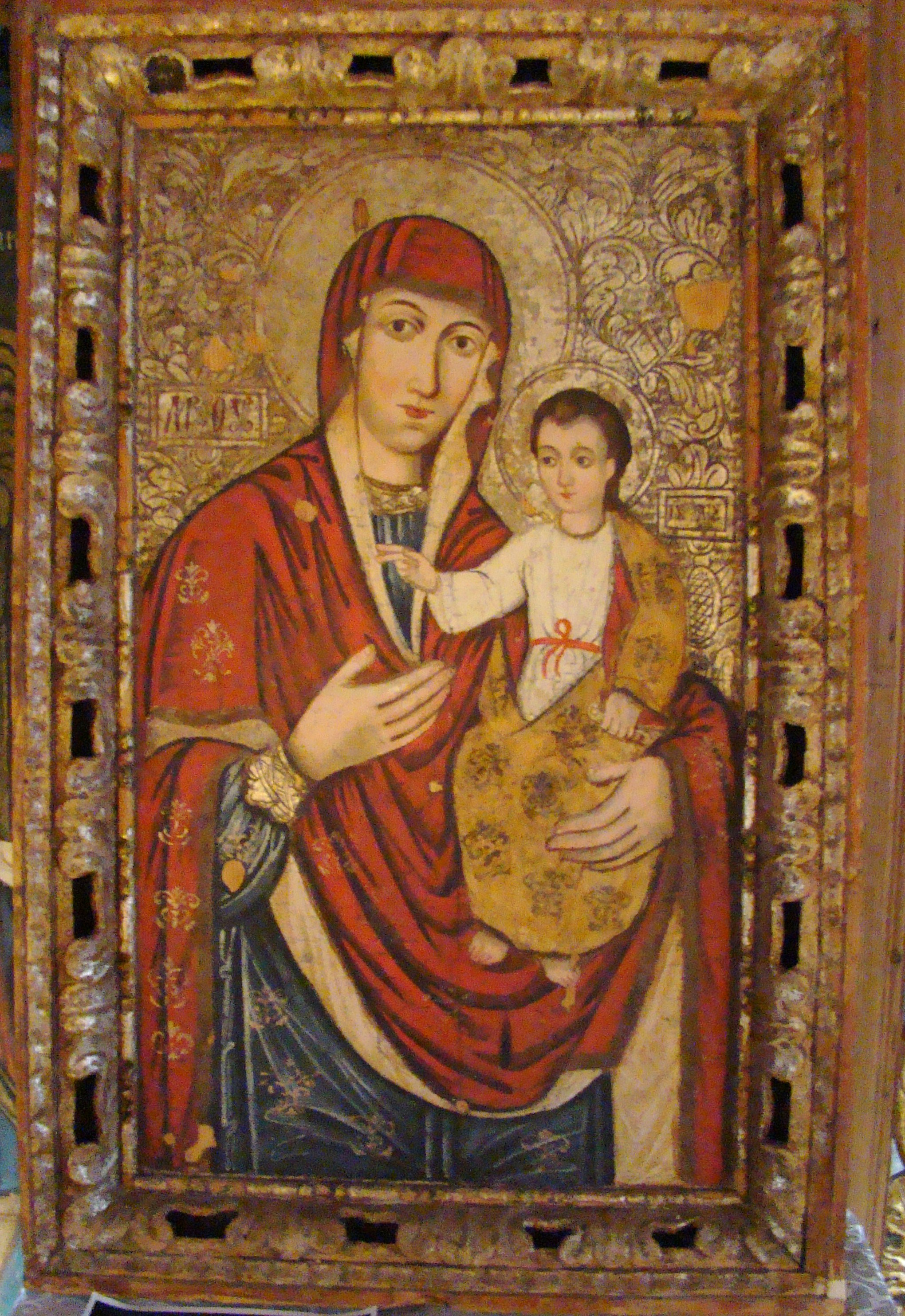
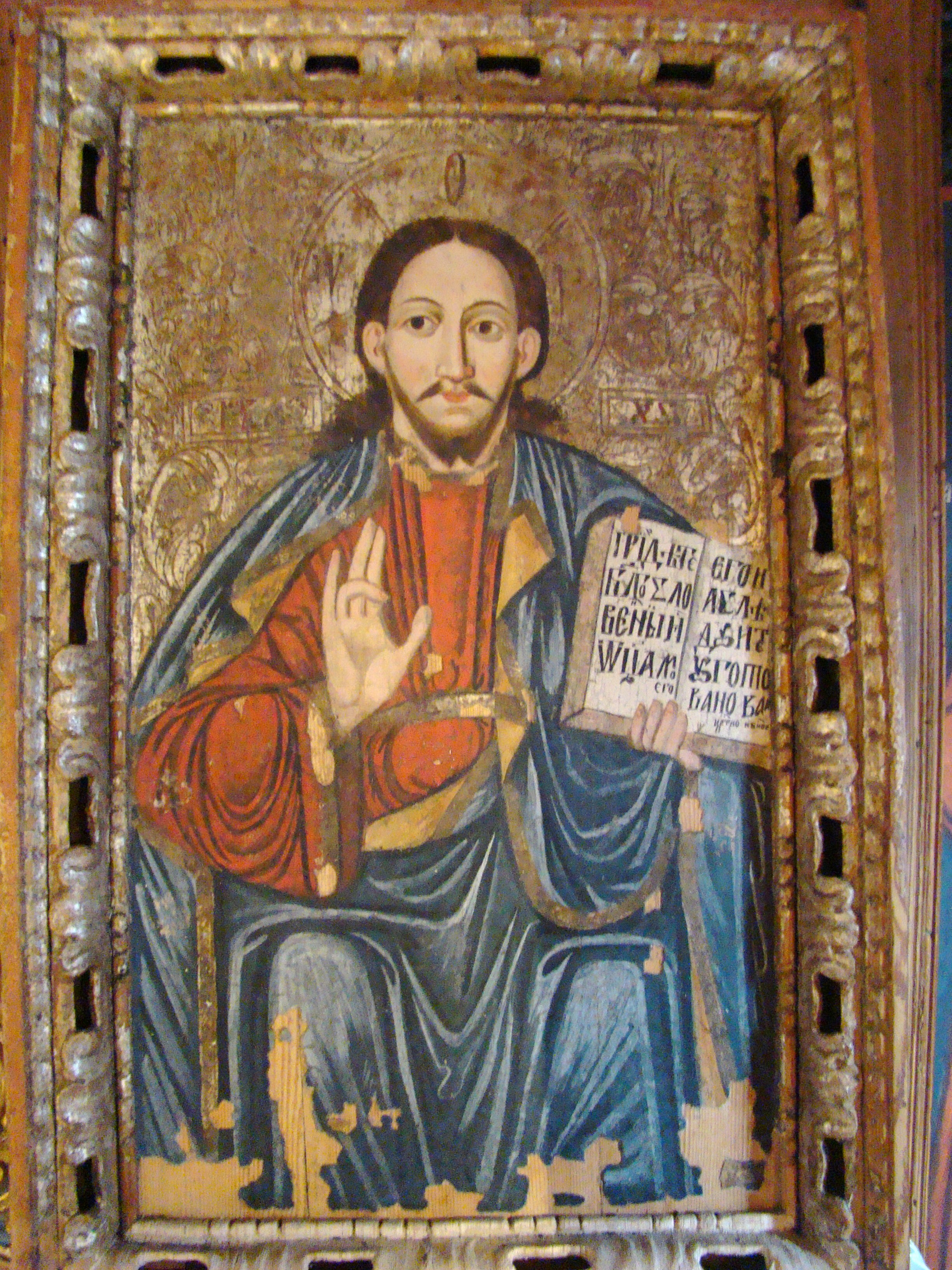
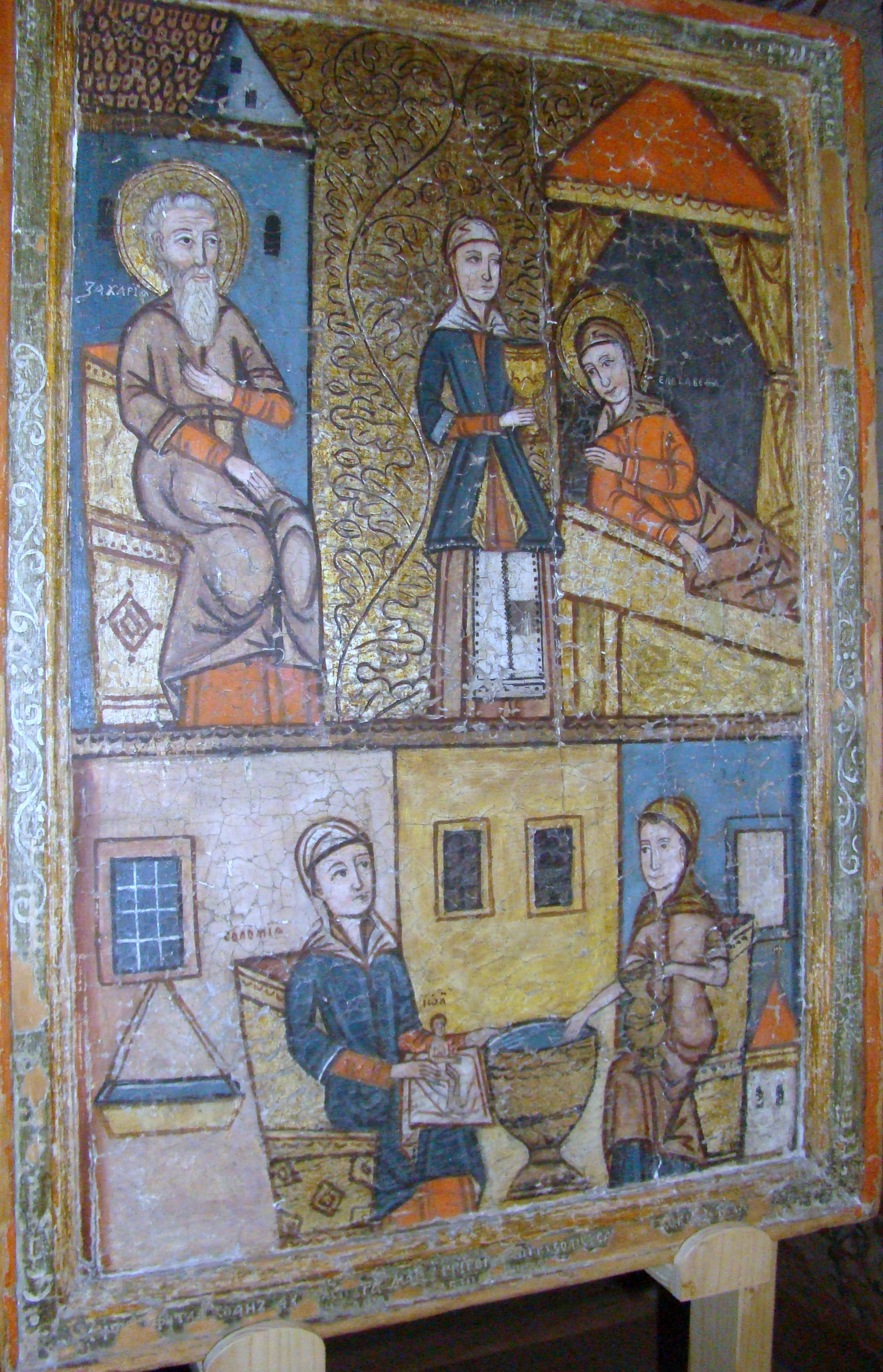
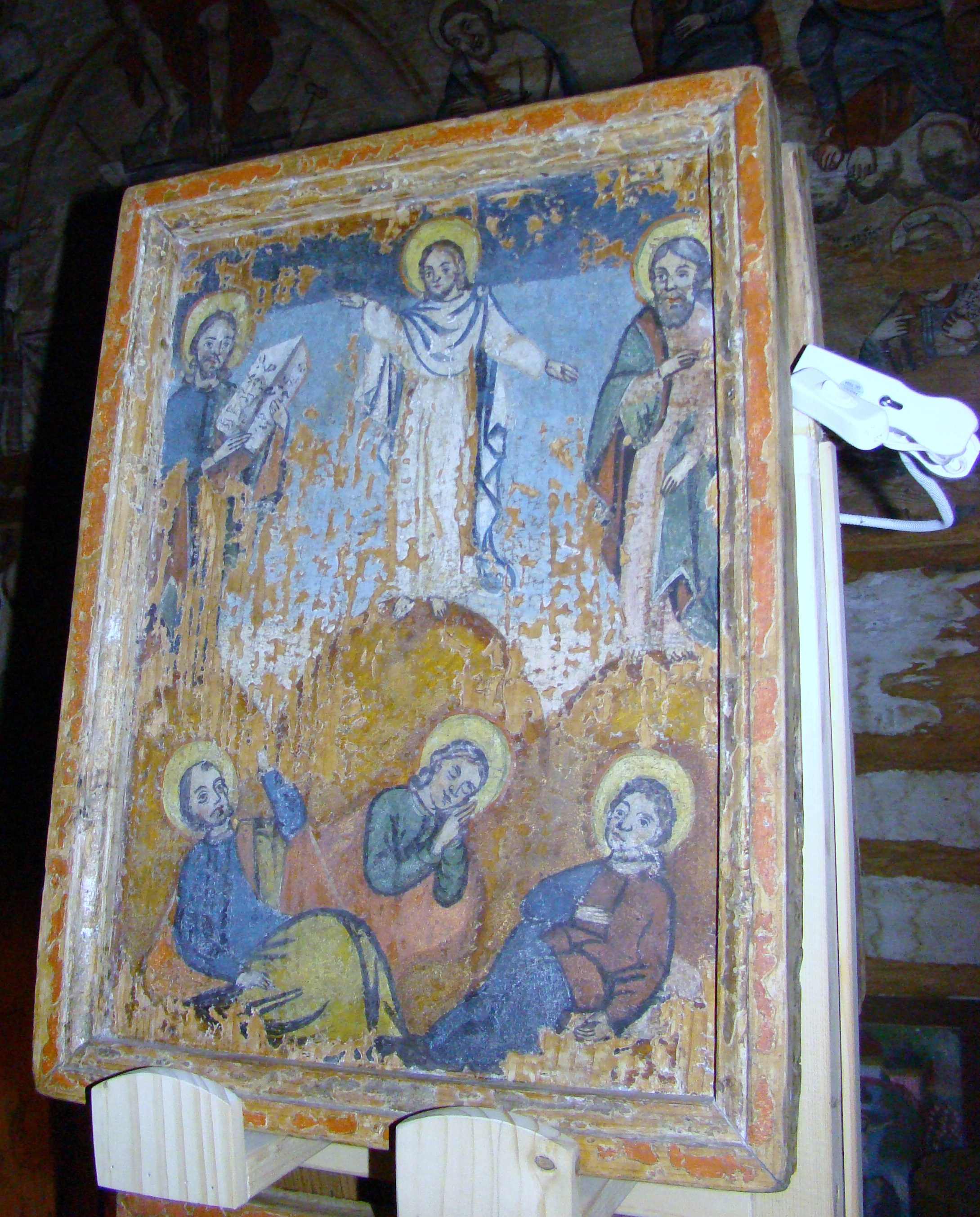
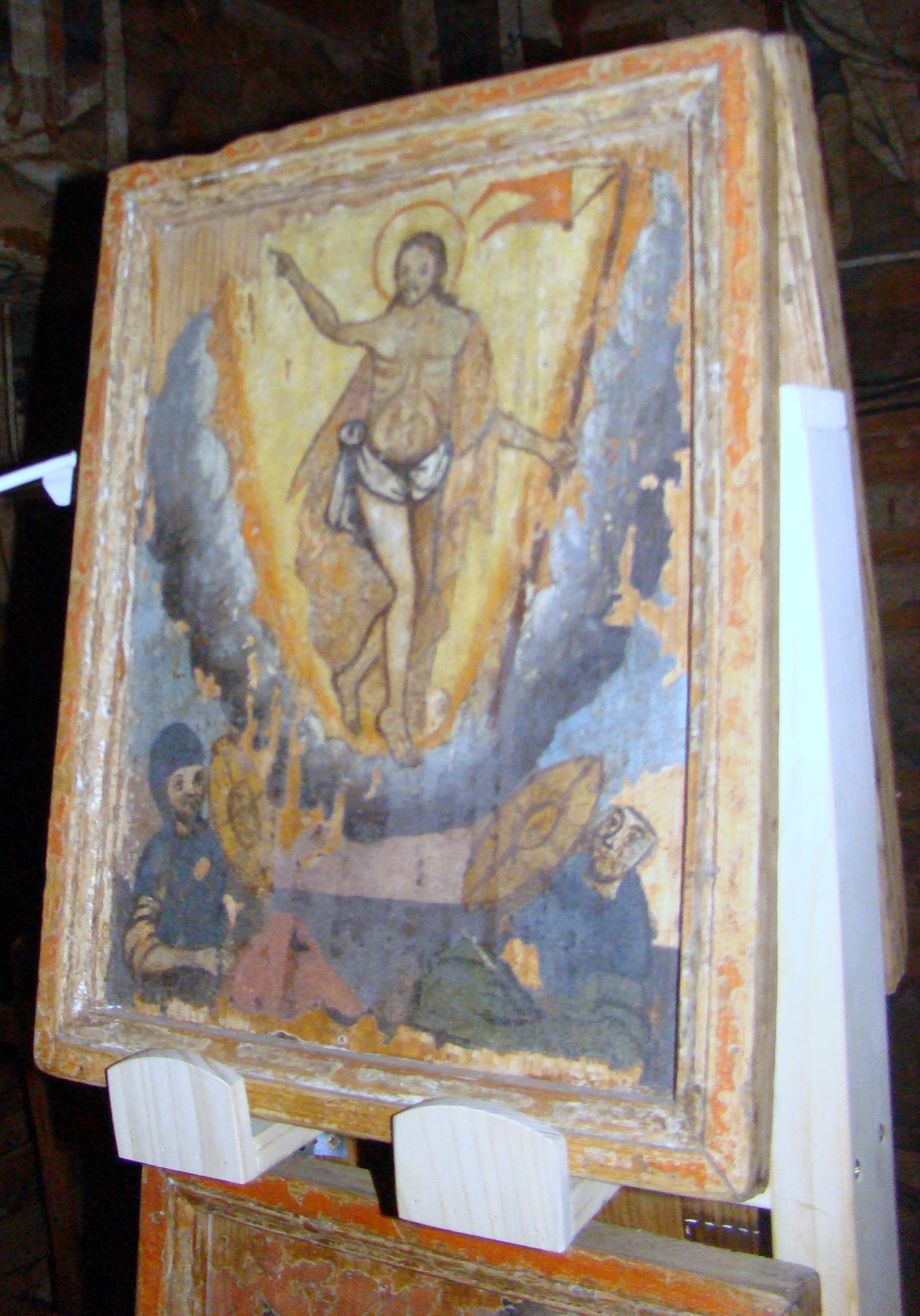
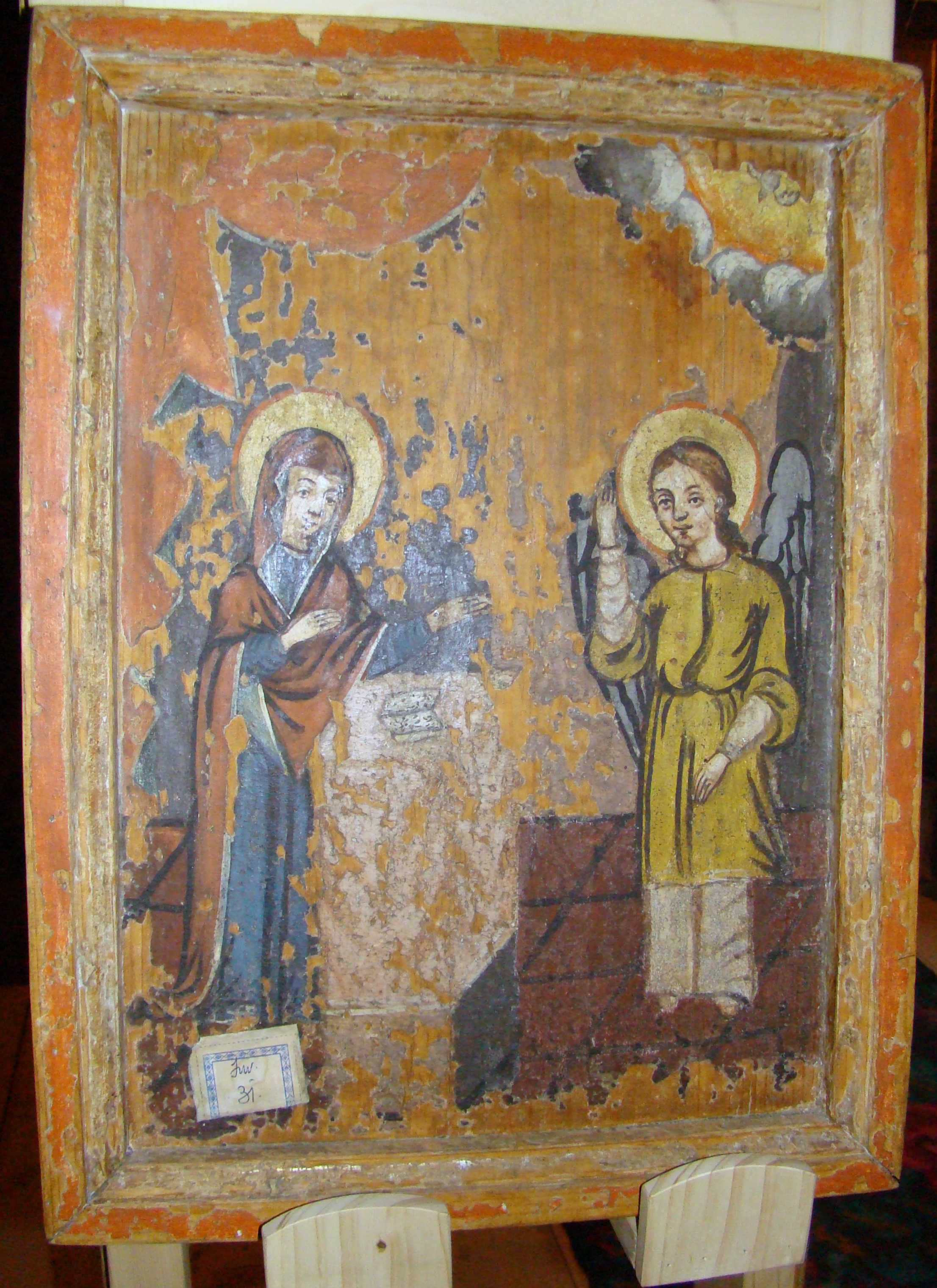
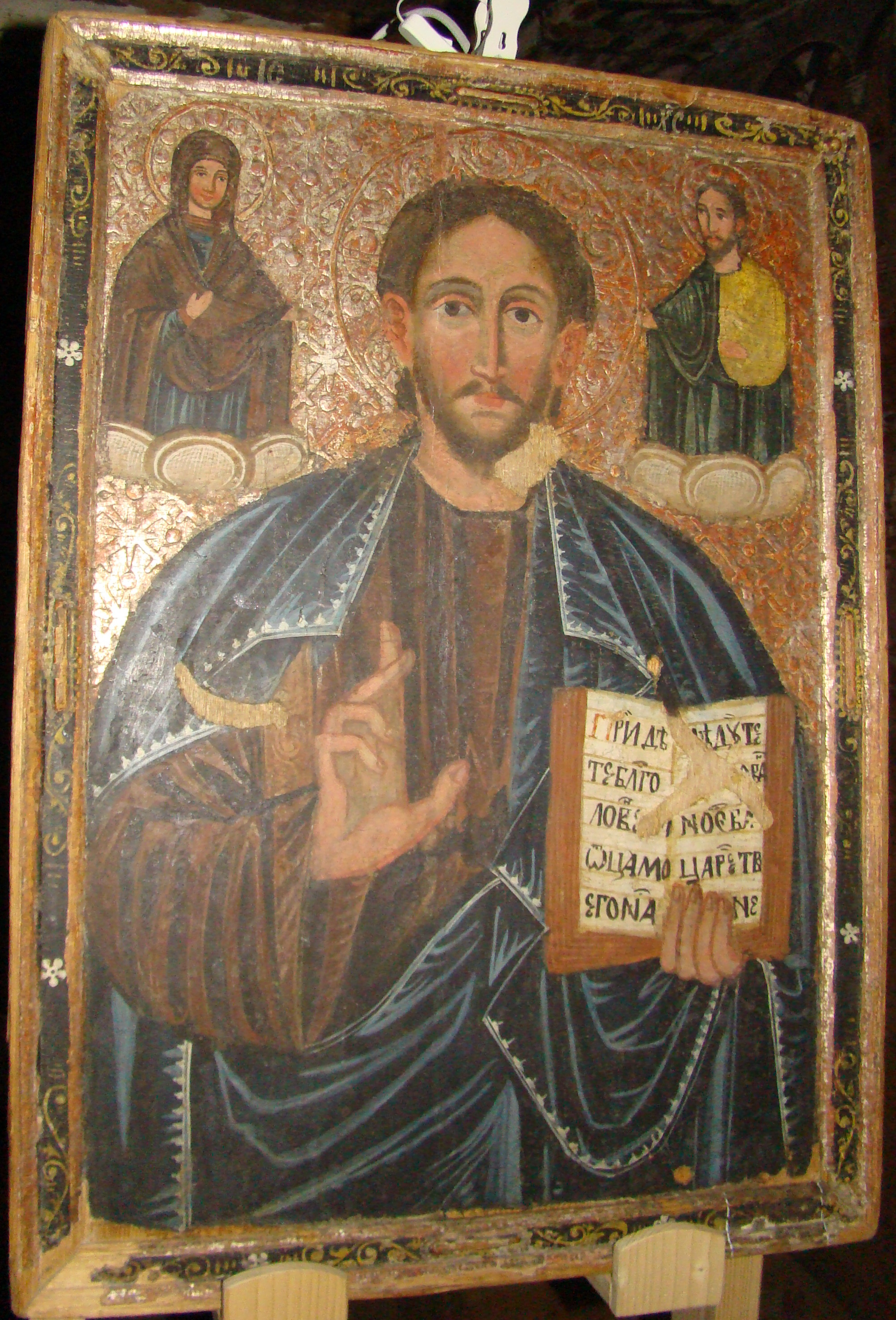
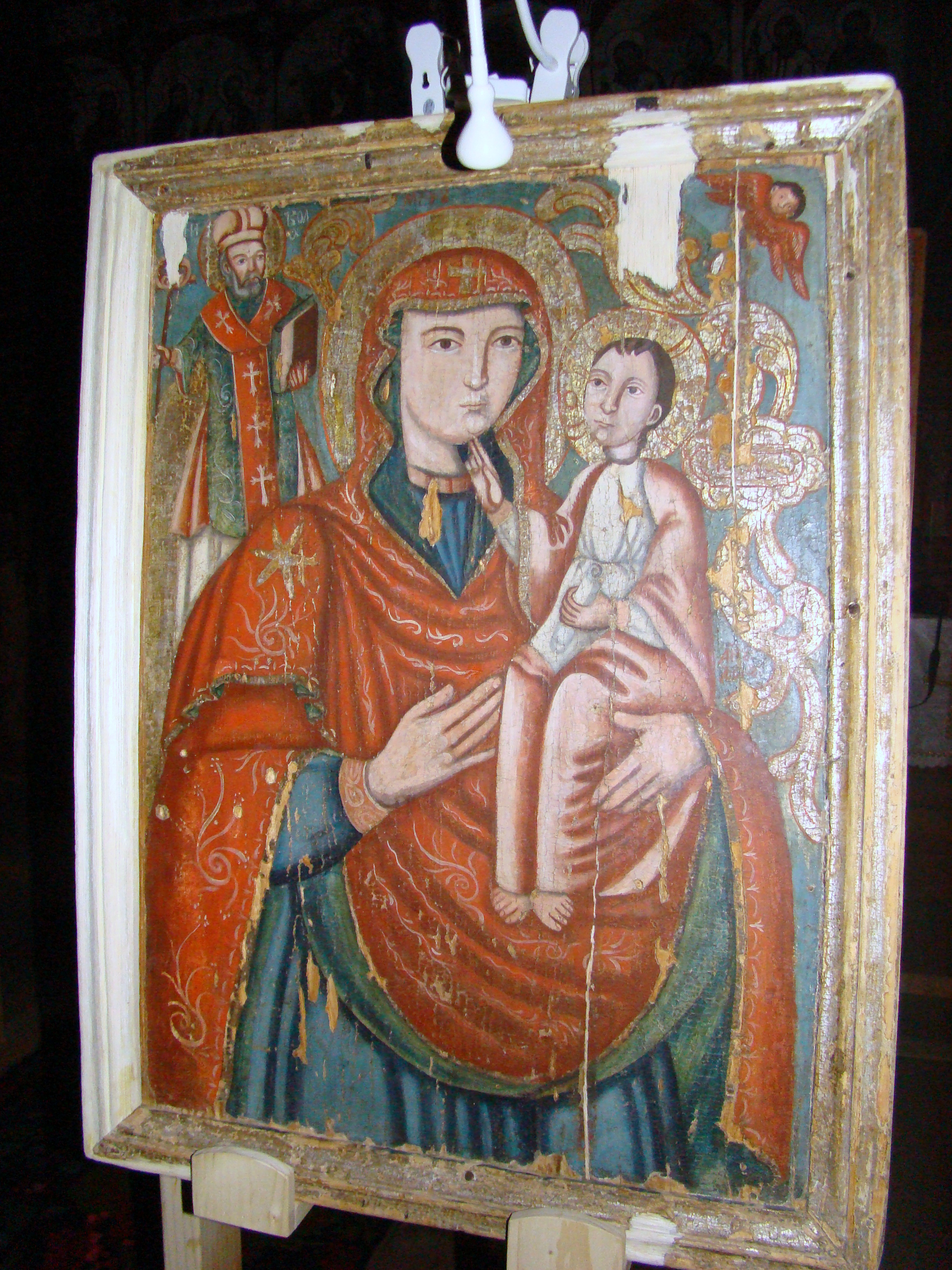
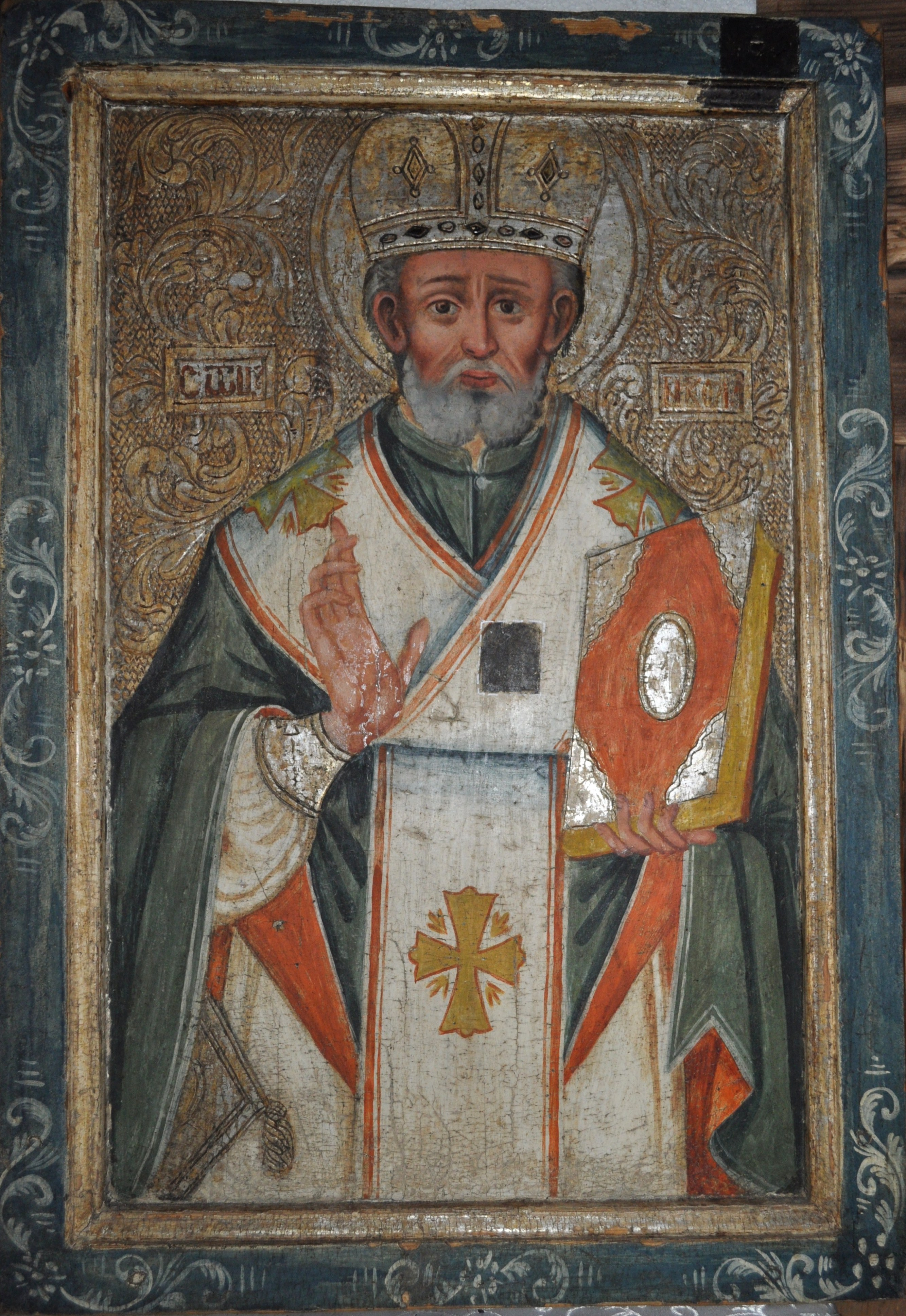
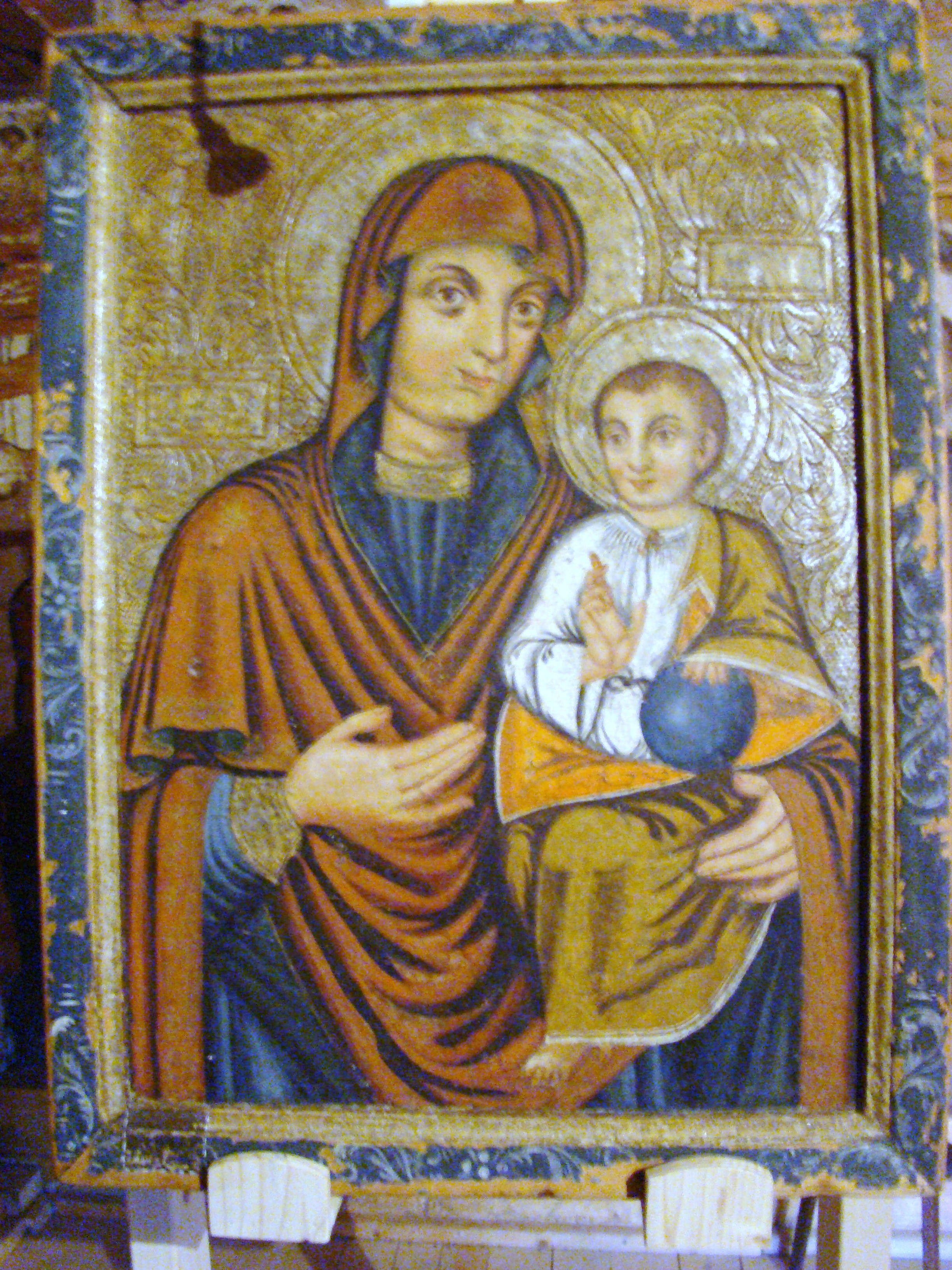
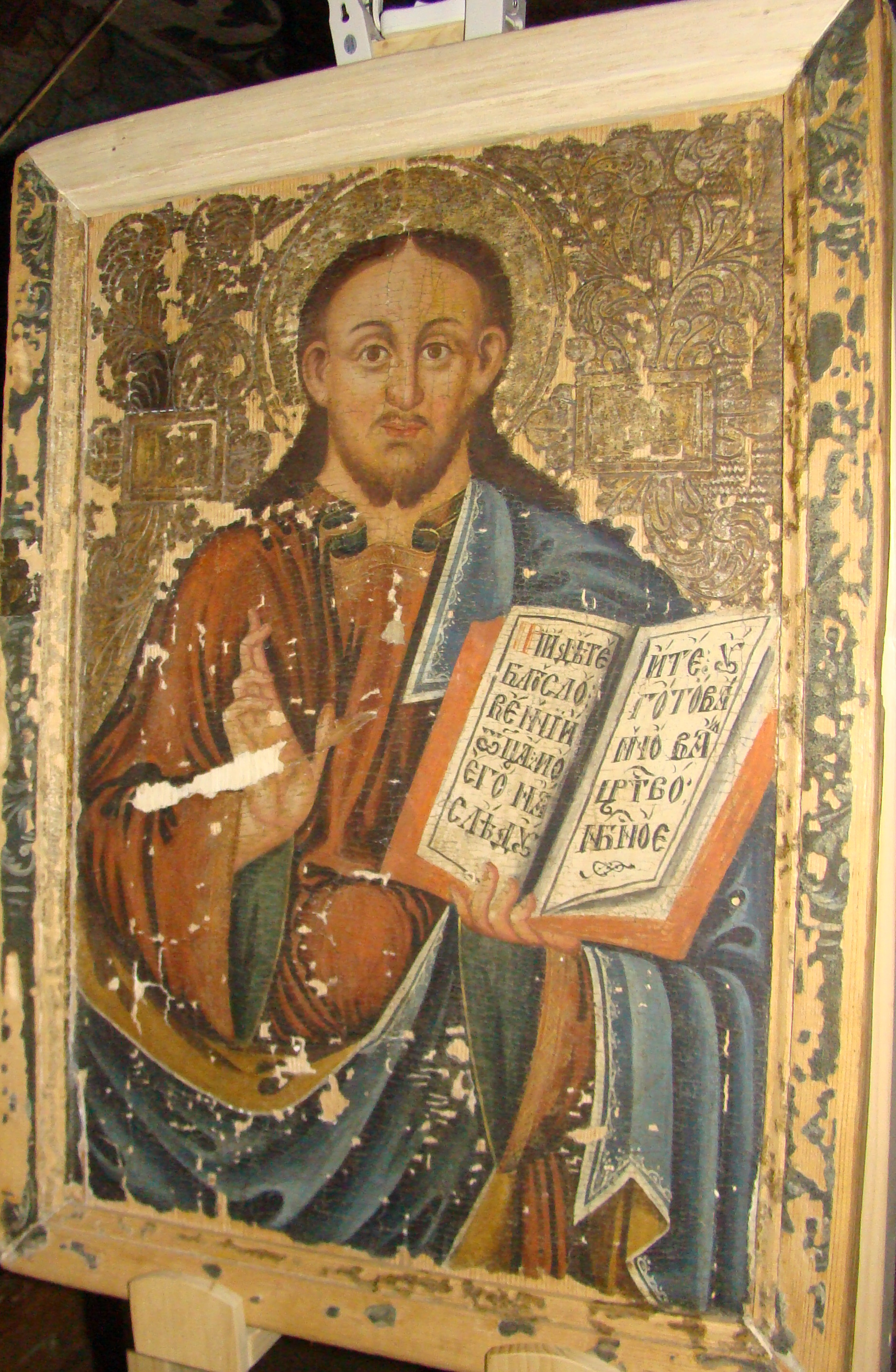
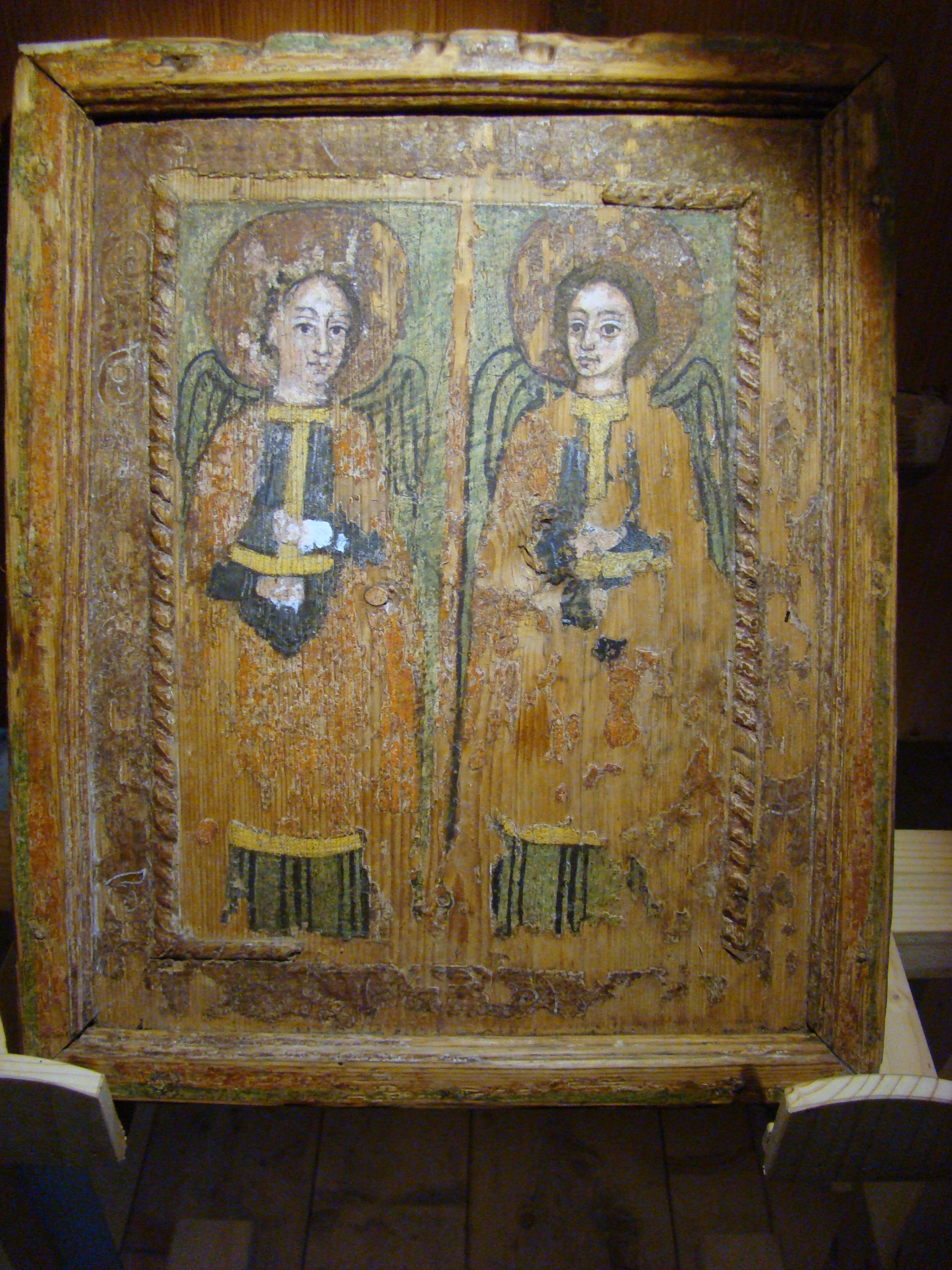
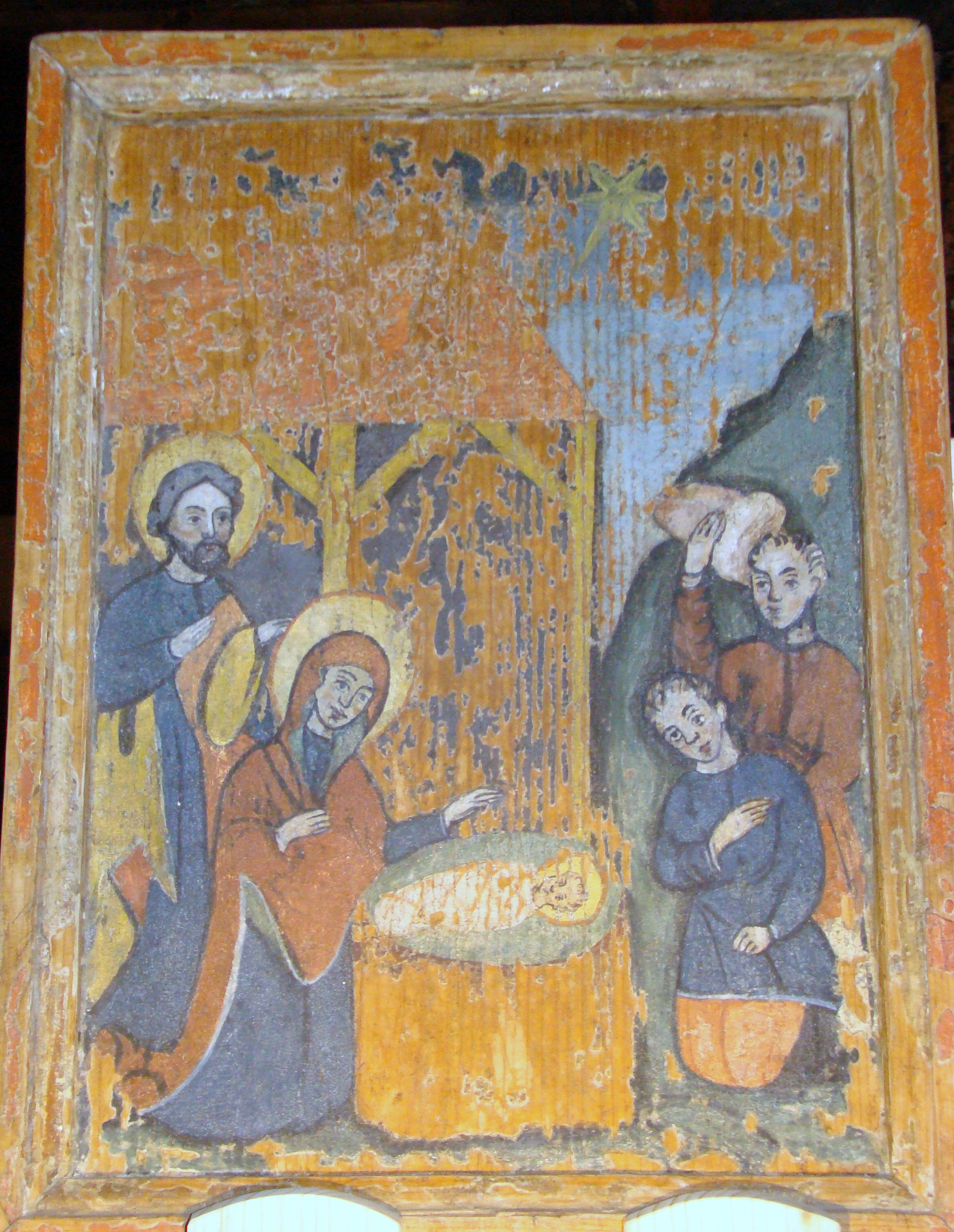
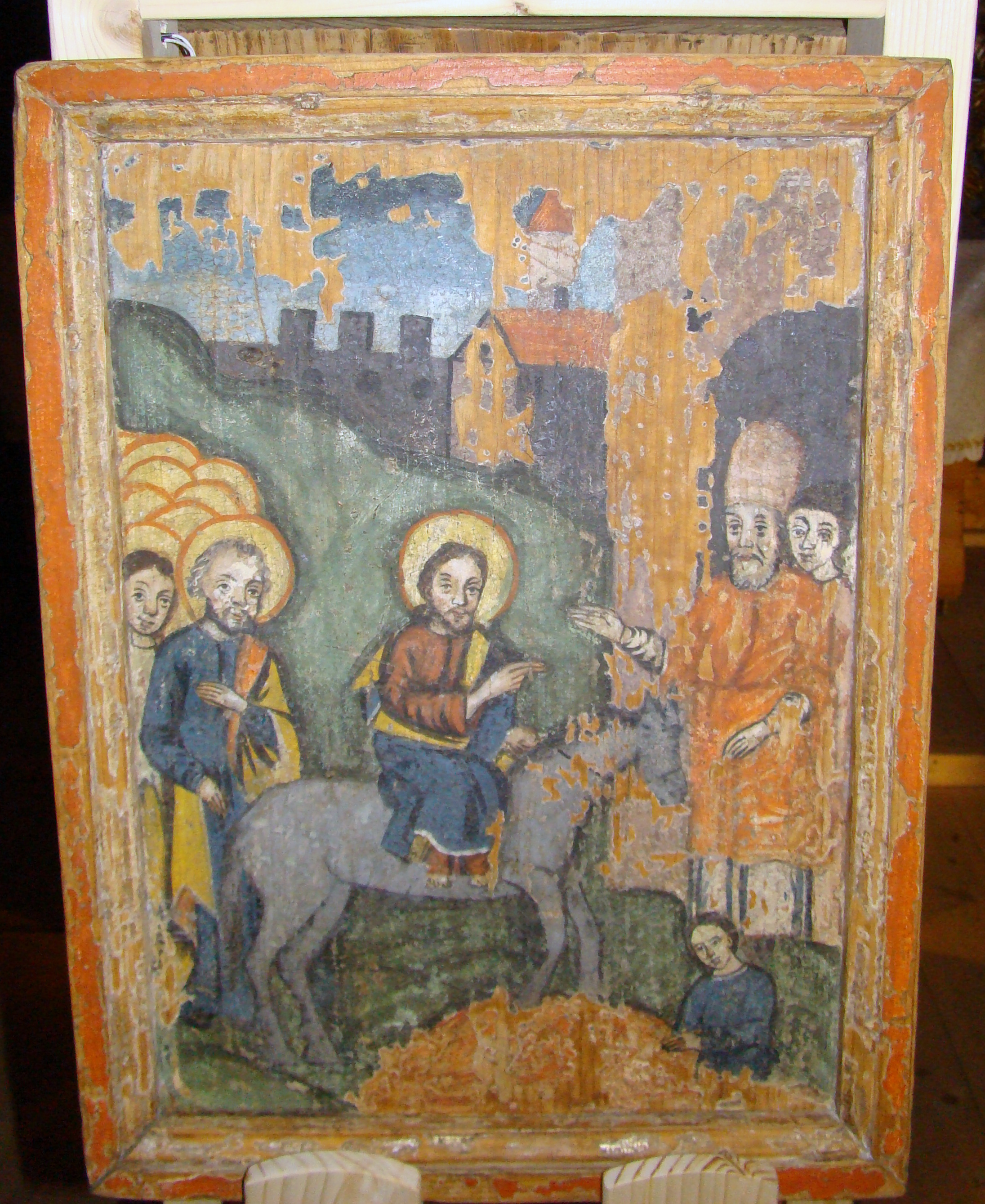
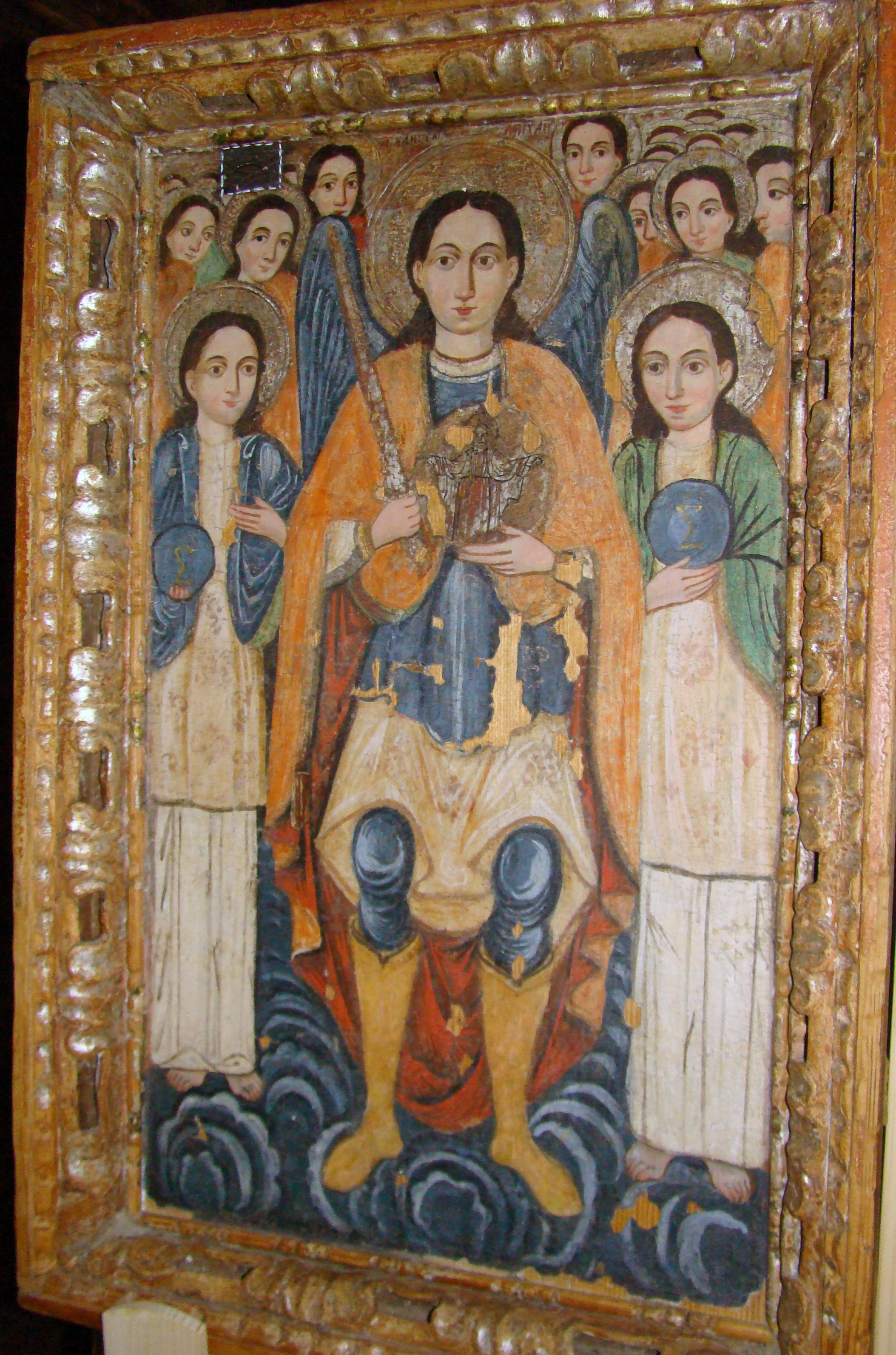
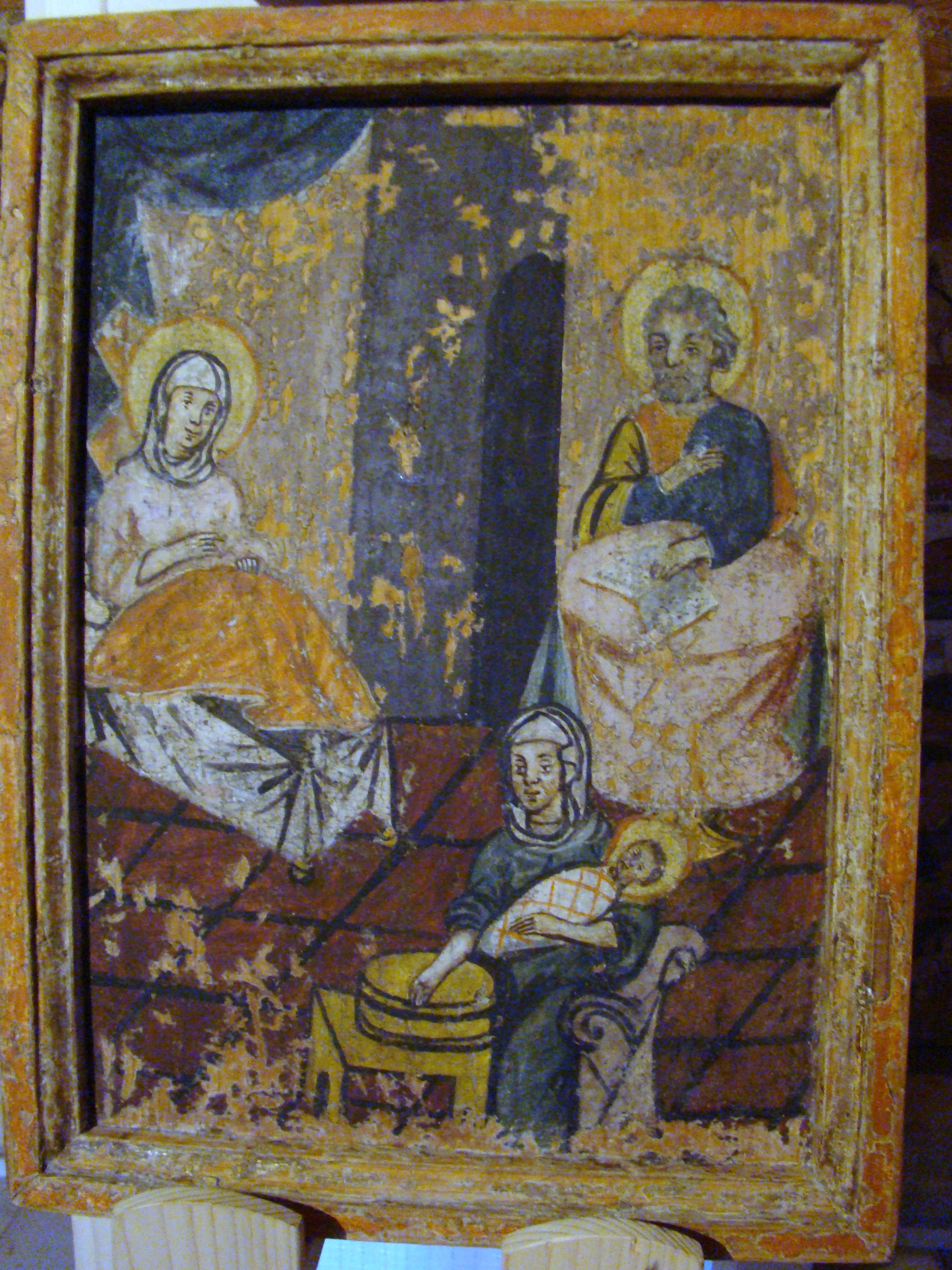
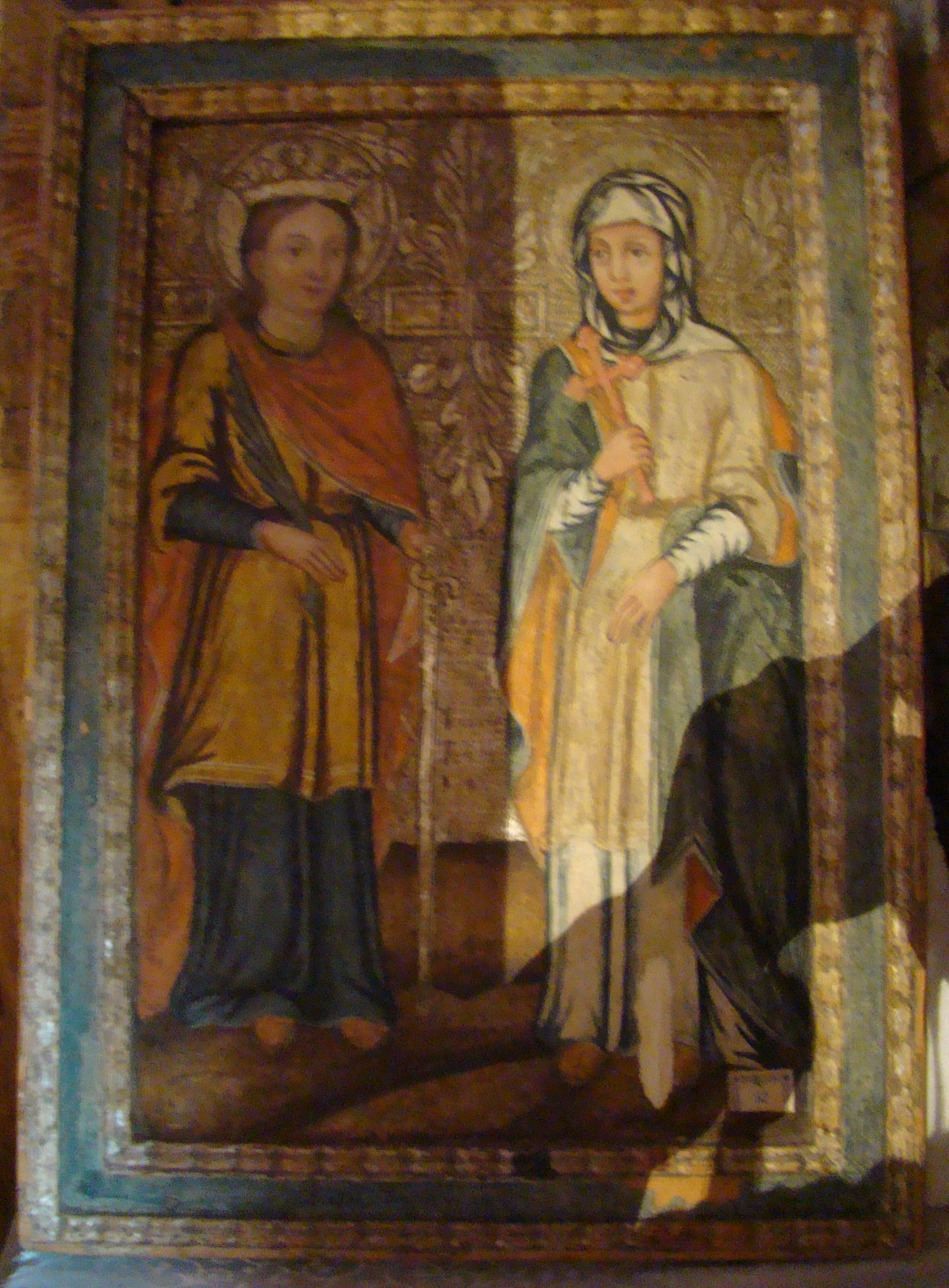
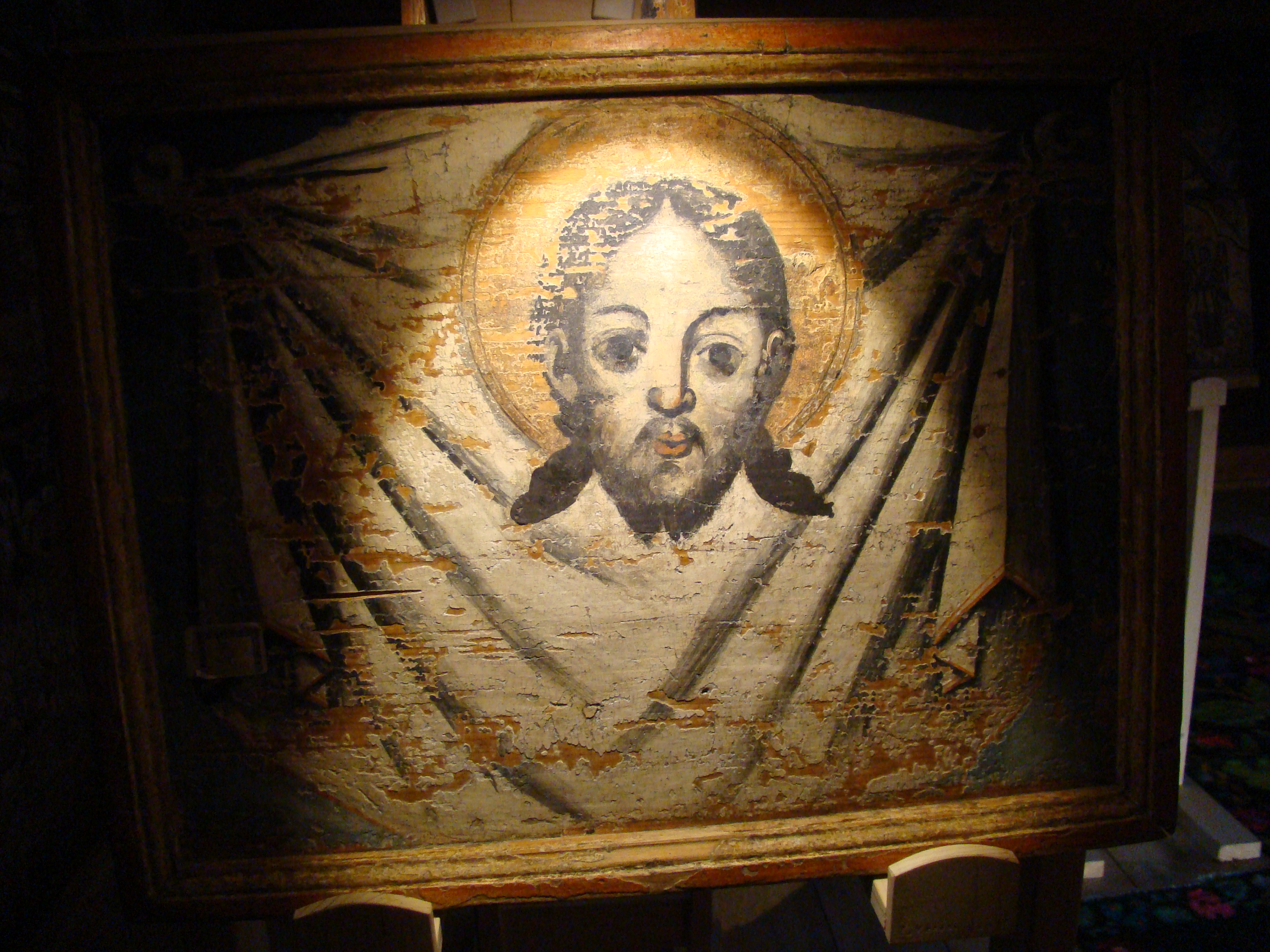

## Imagini din interior

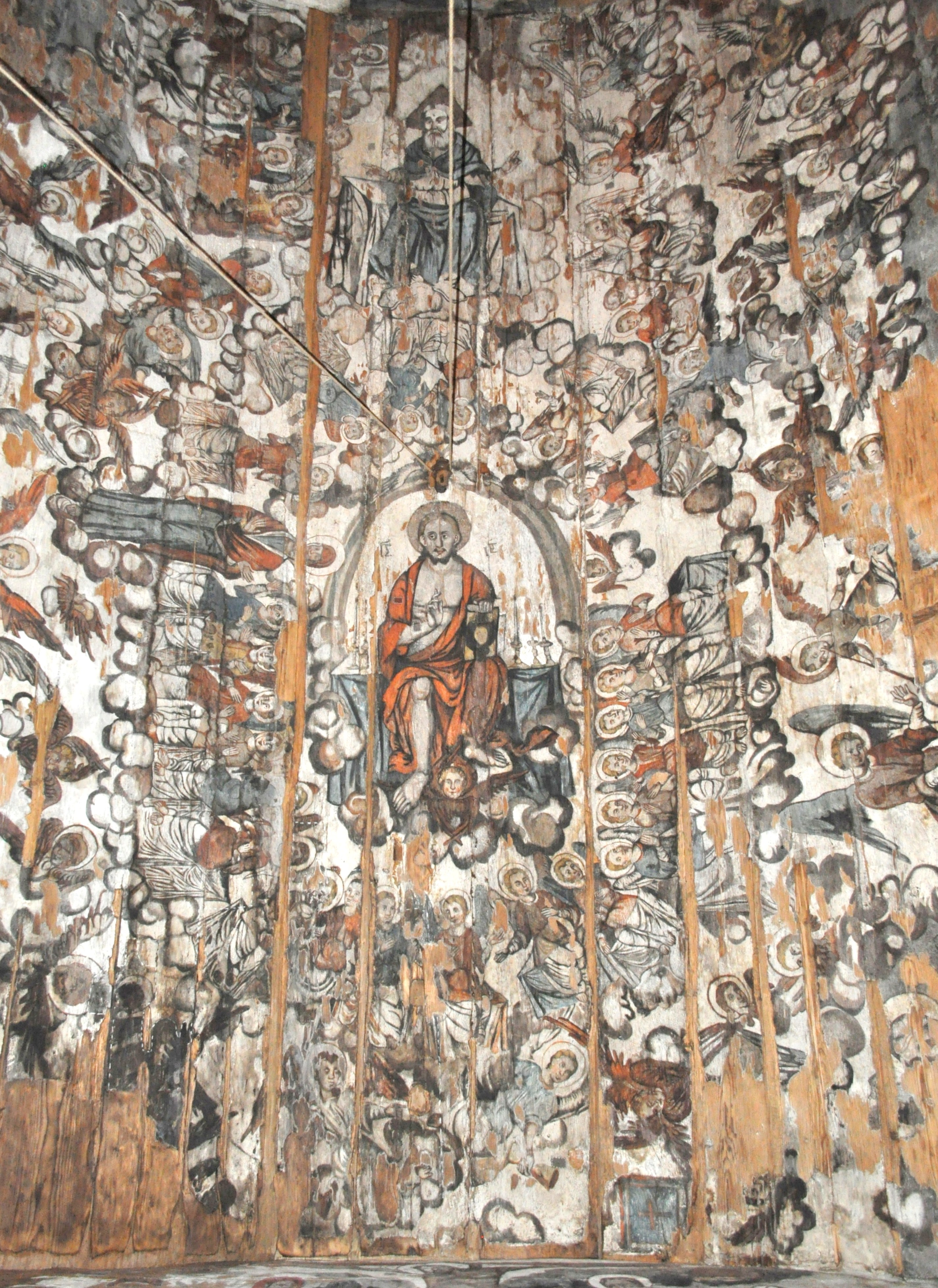
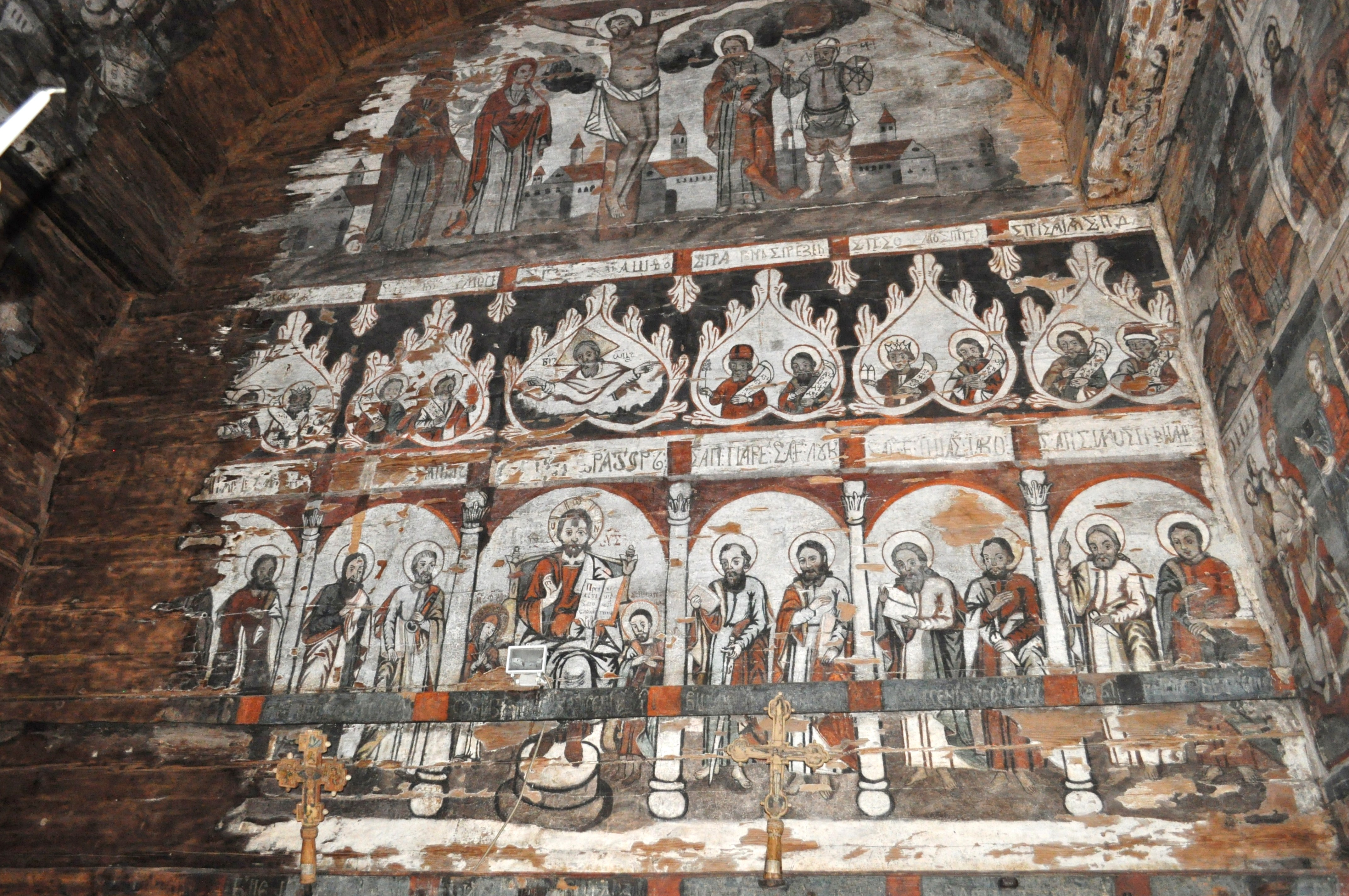
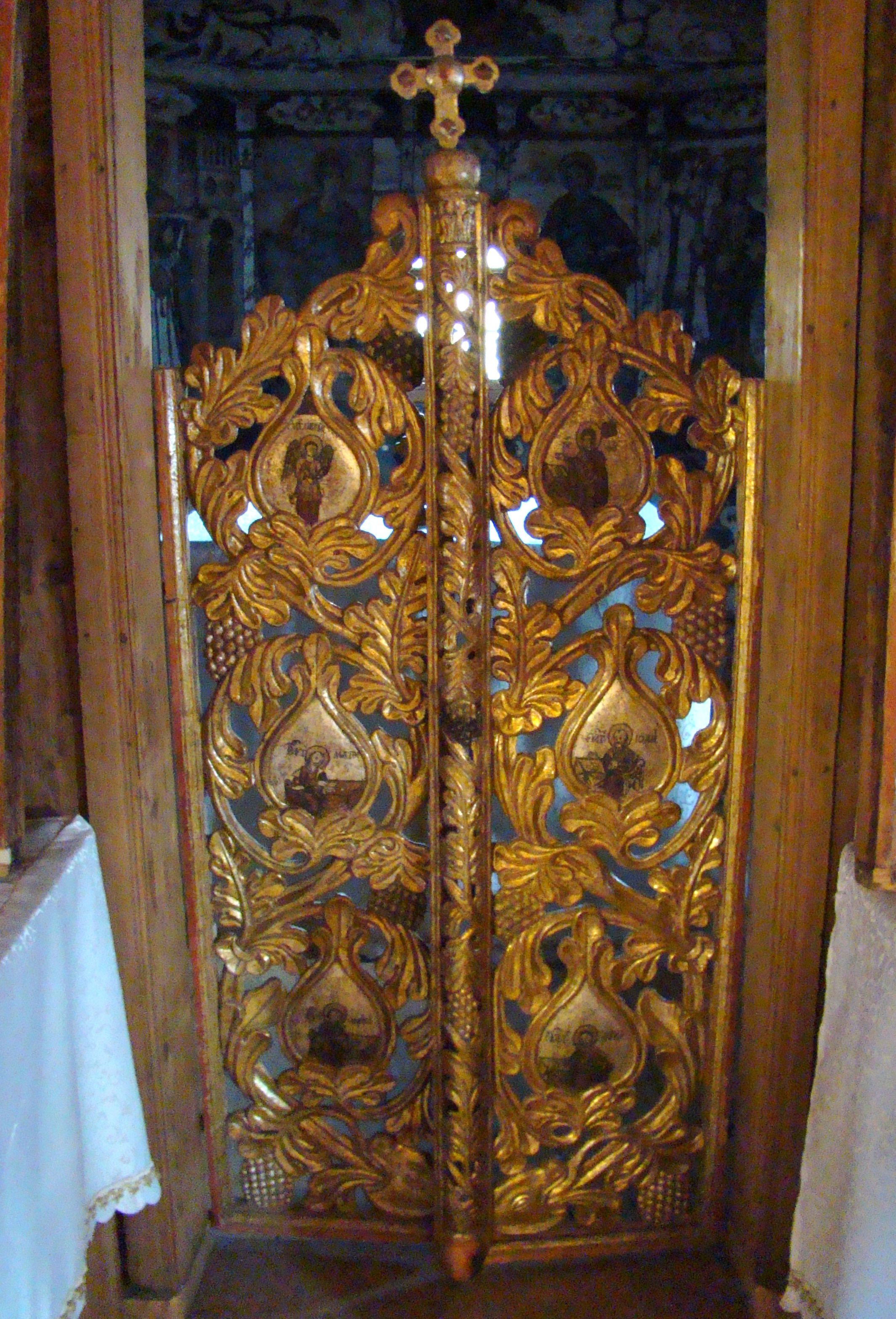
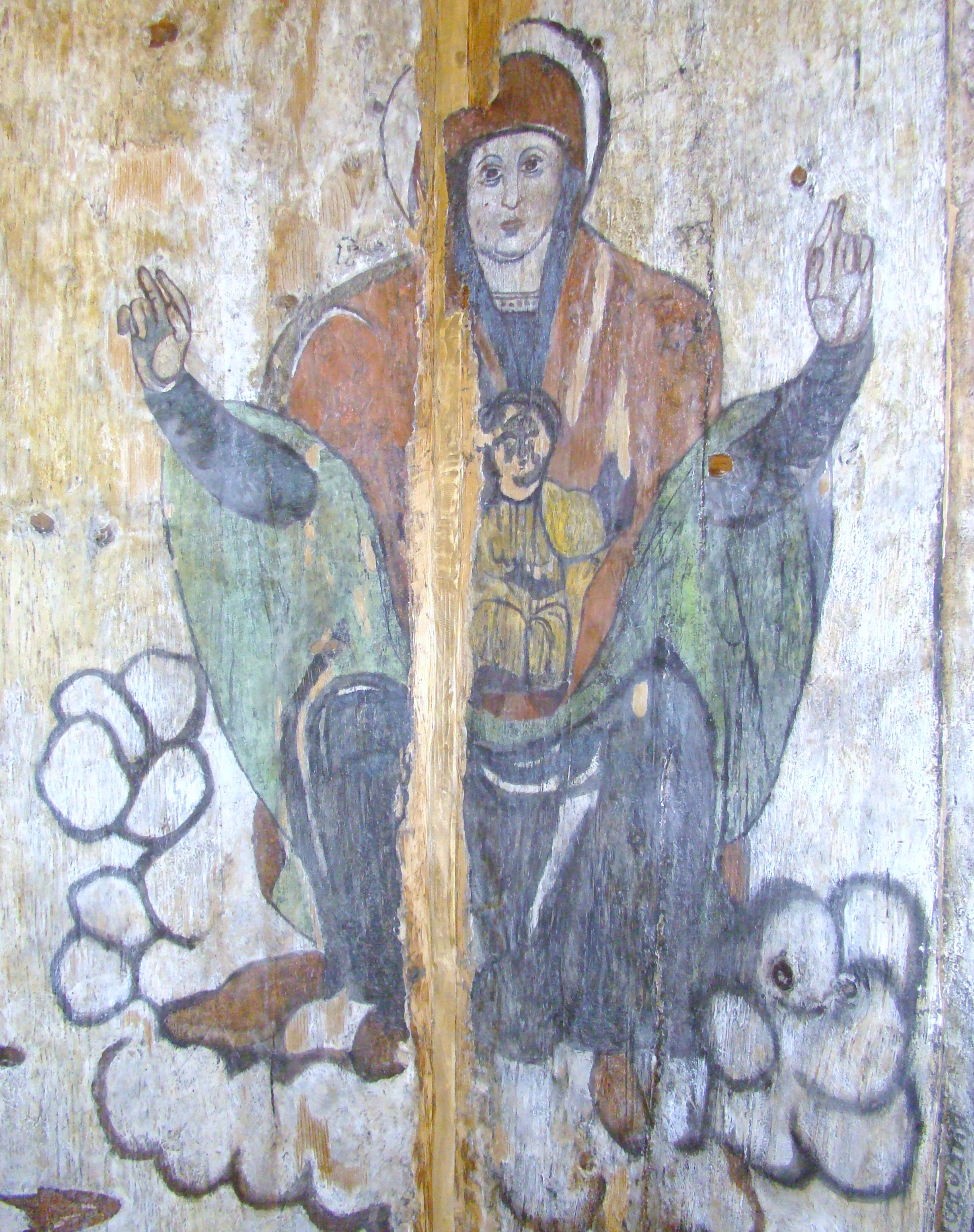
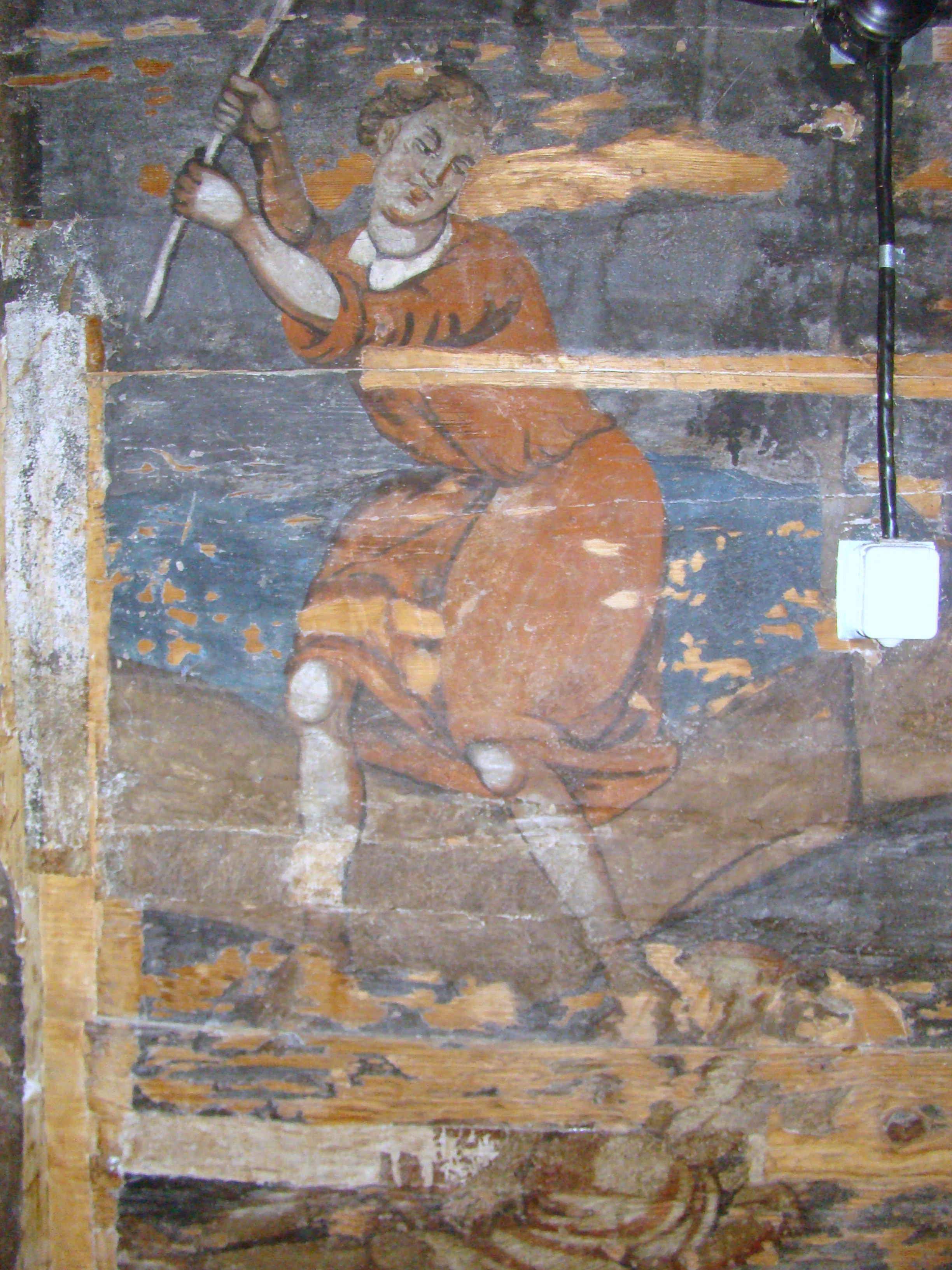
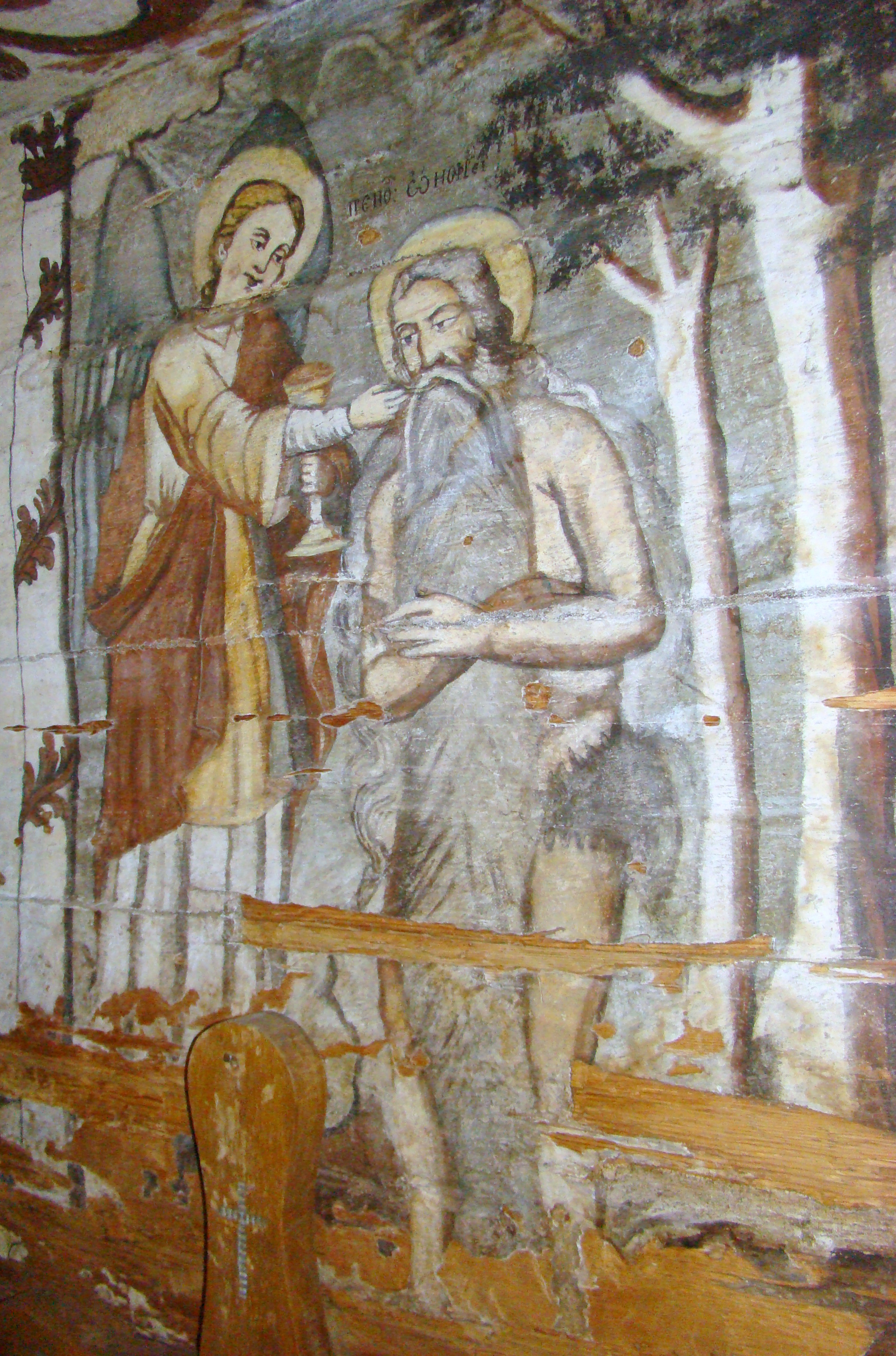
Sfântul Onofrei
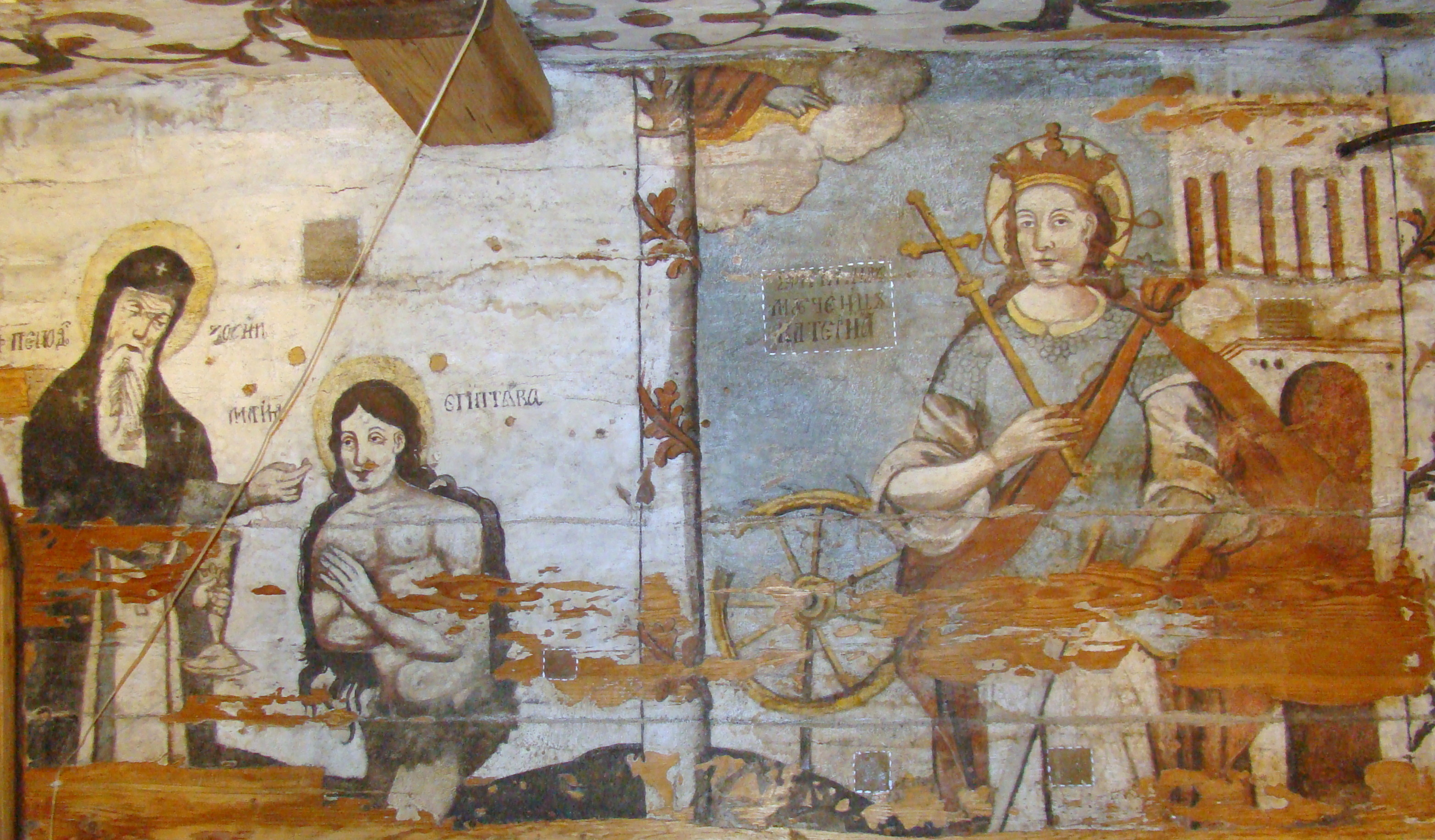
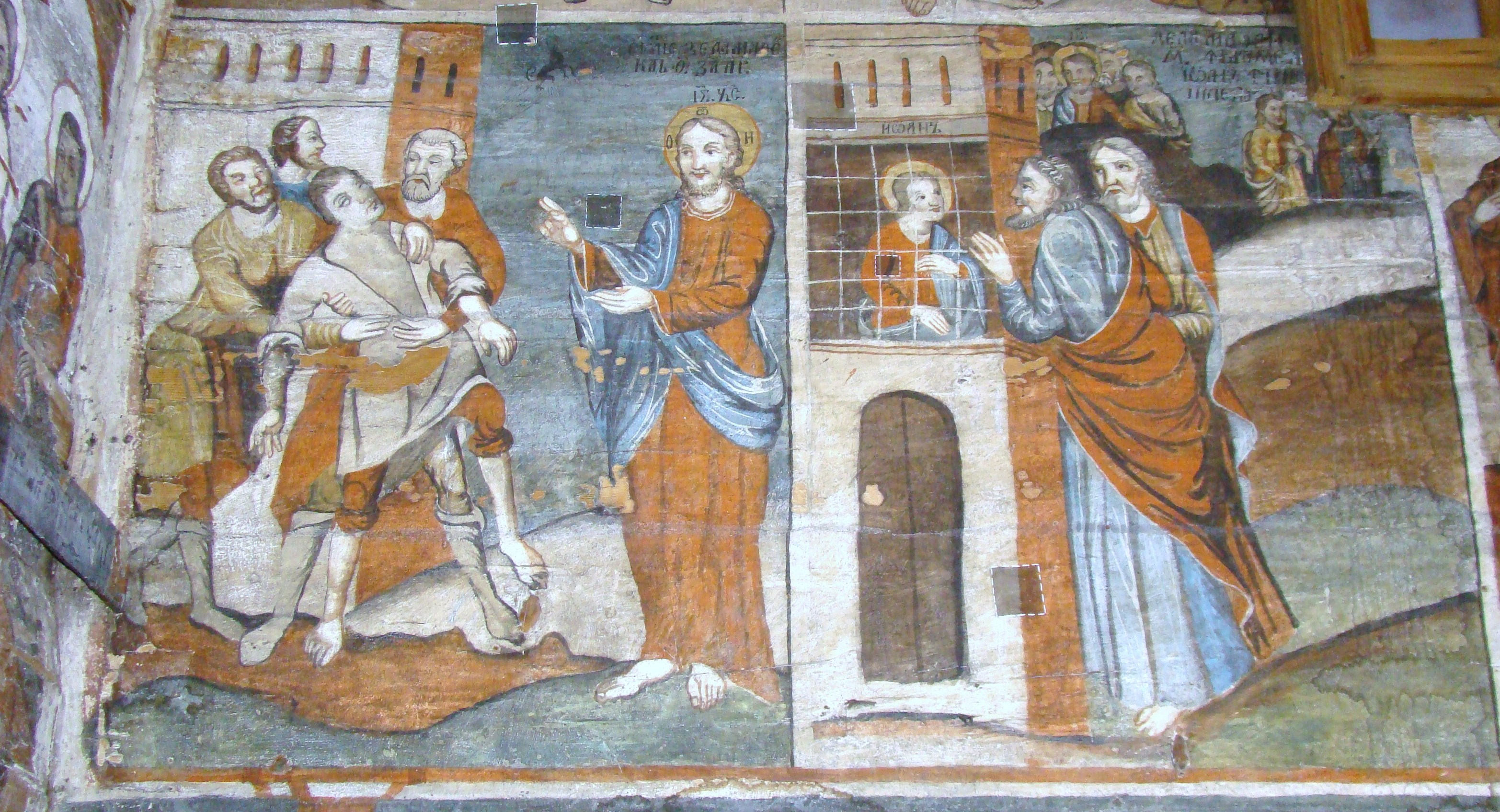
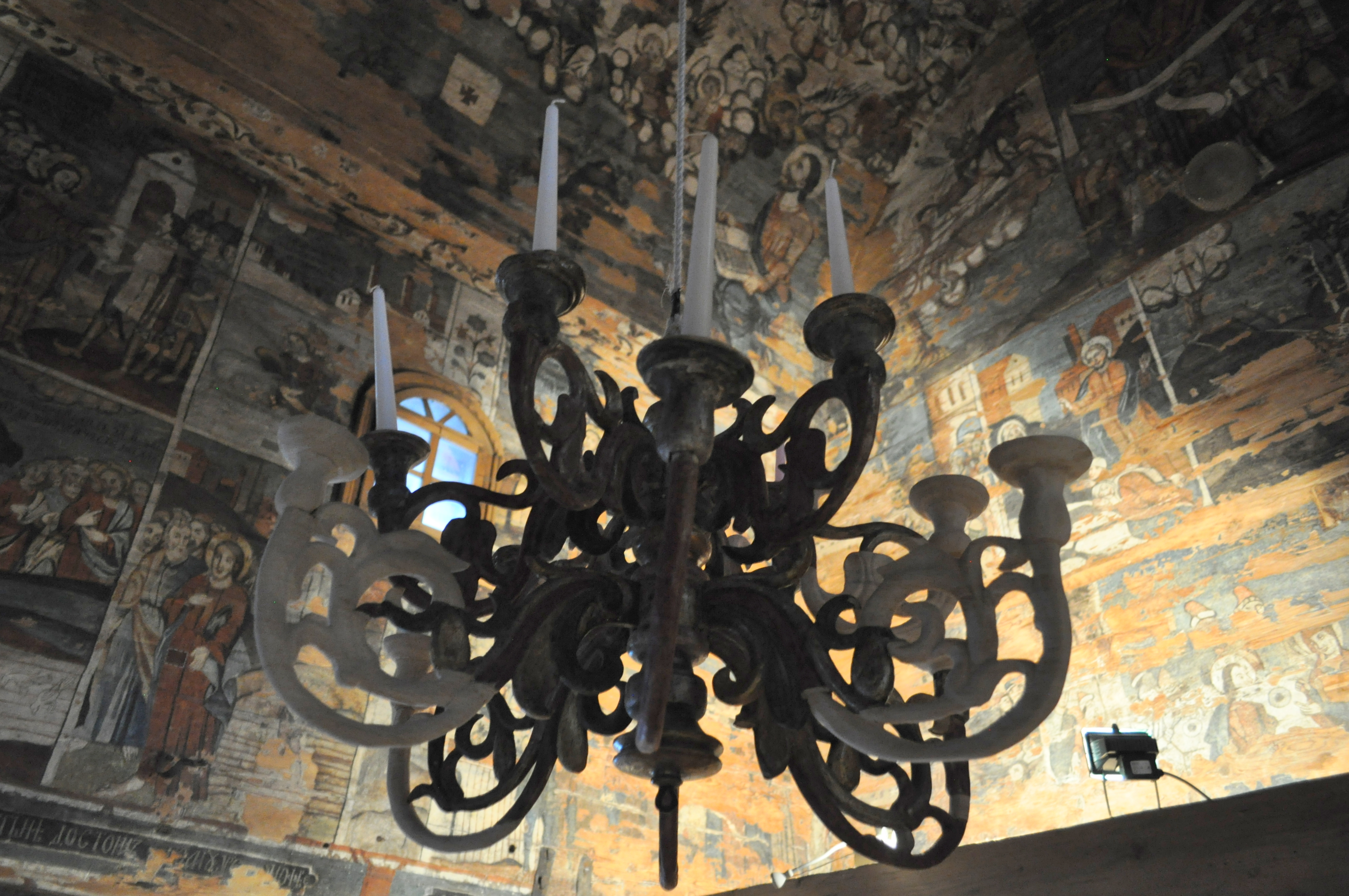
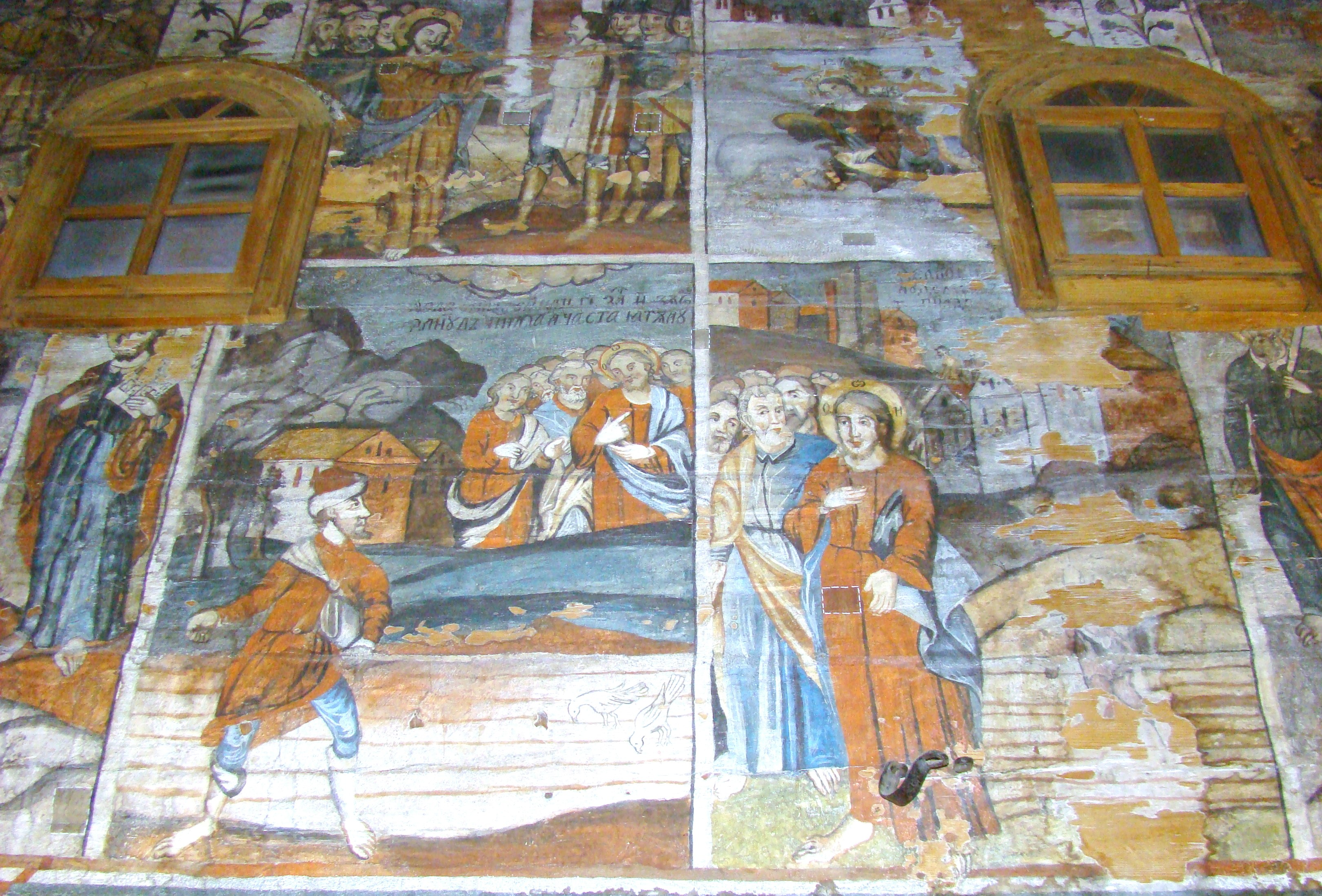
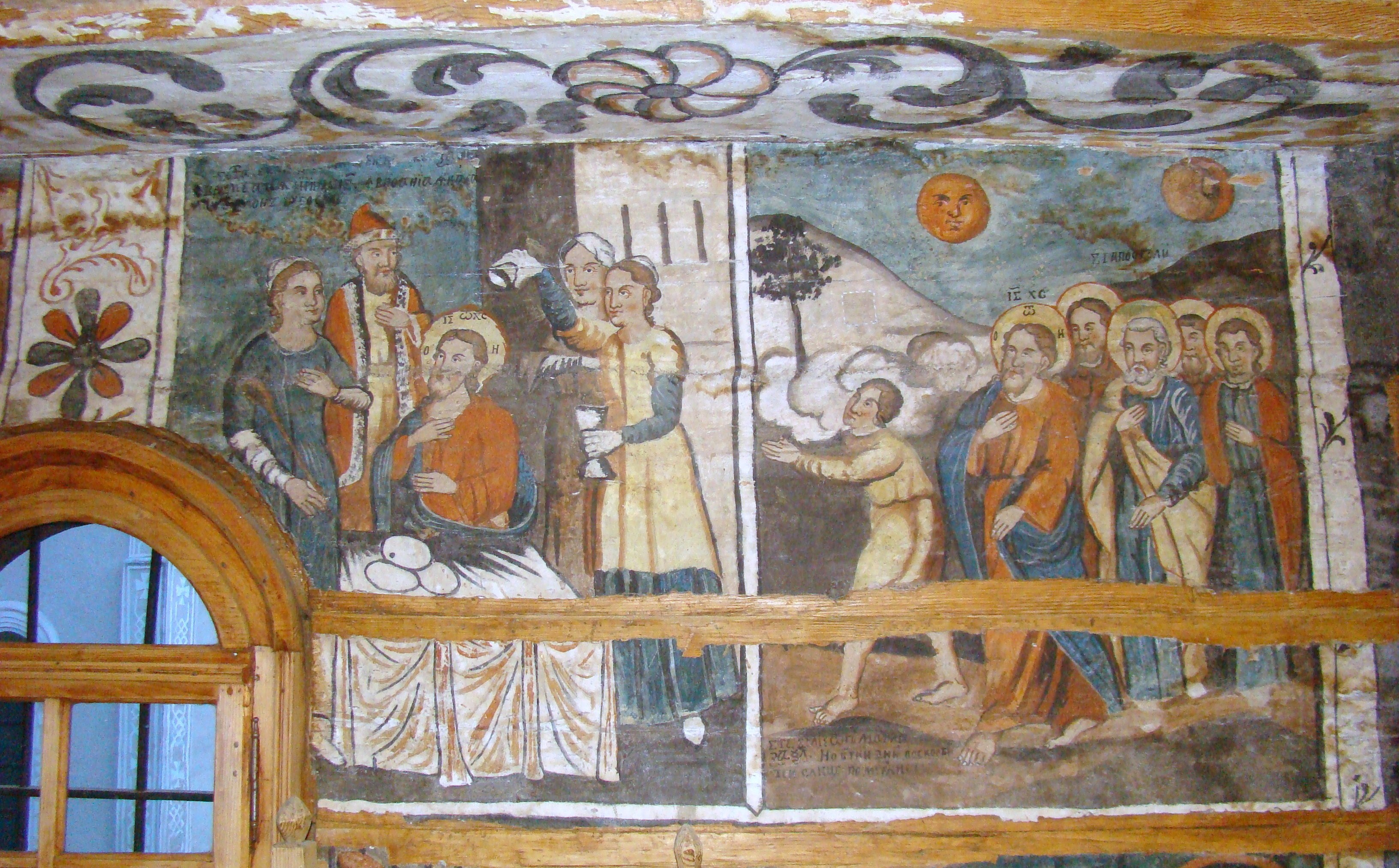
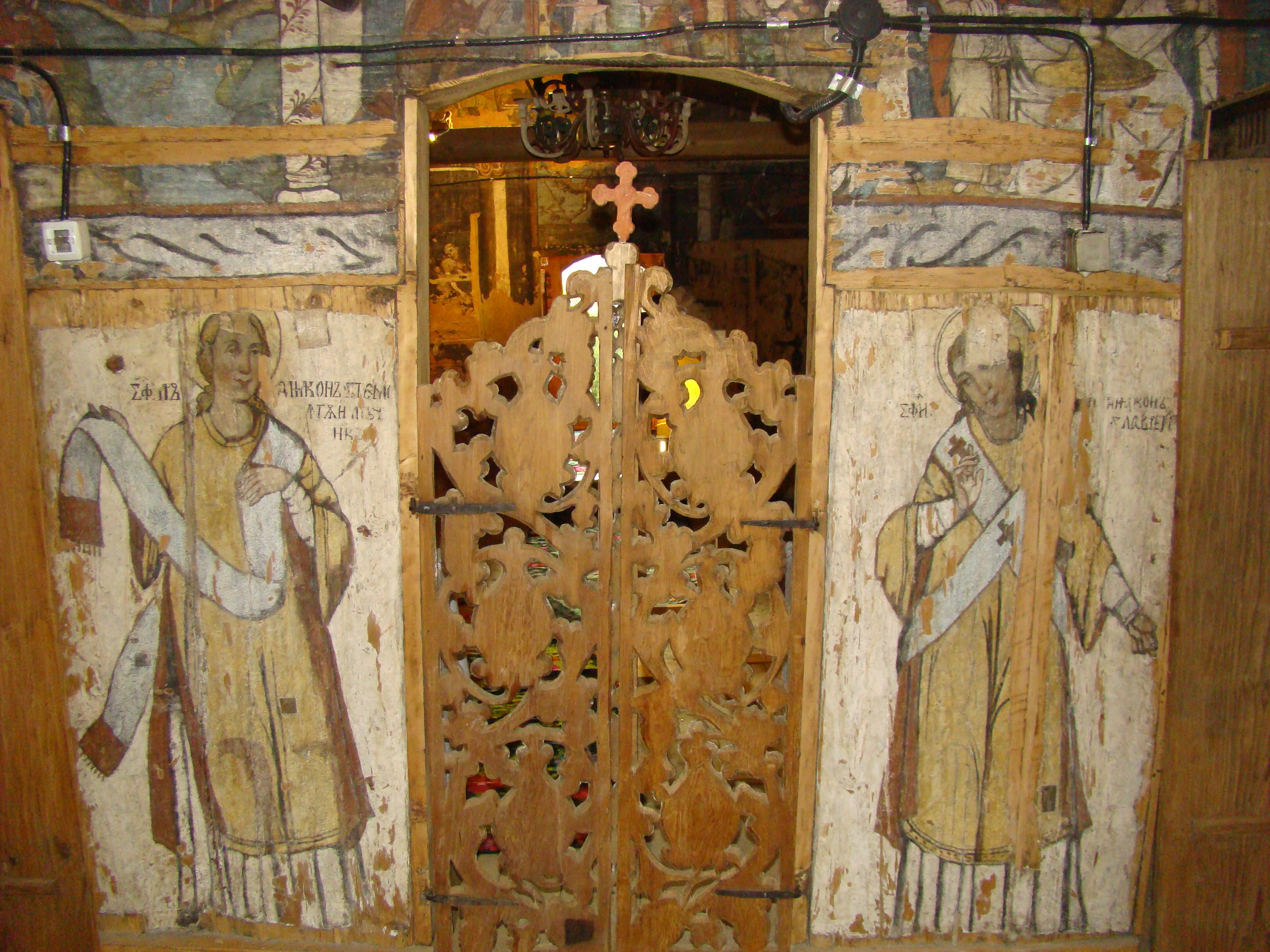
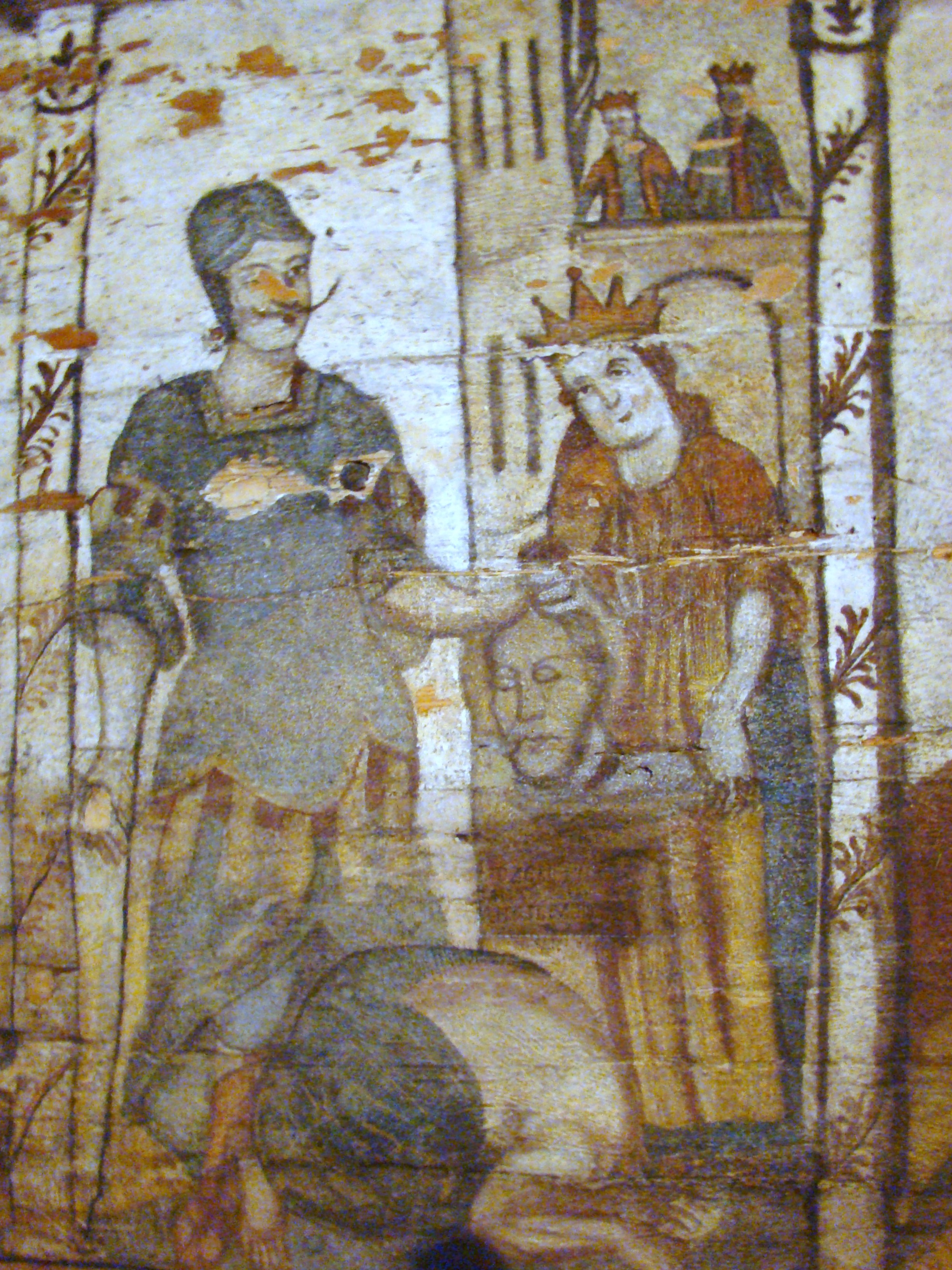
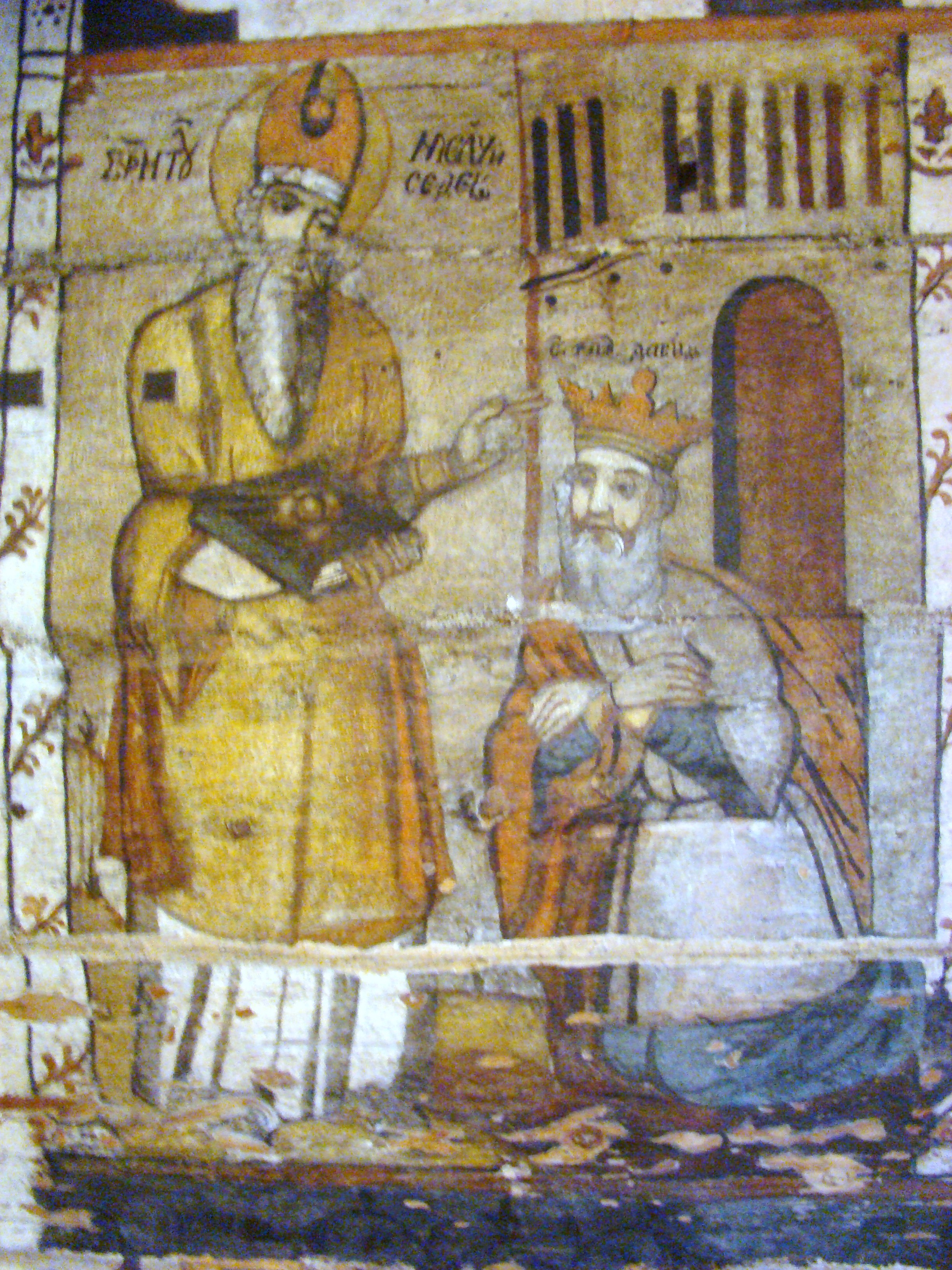
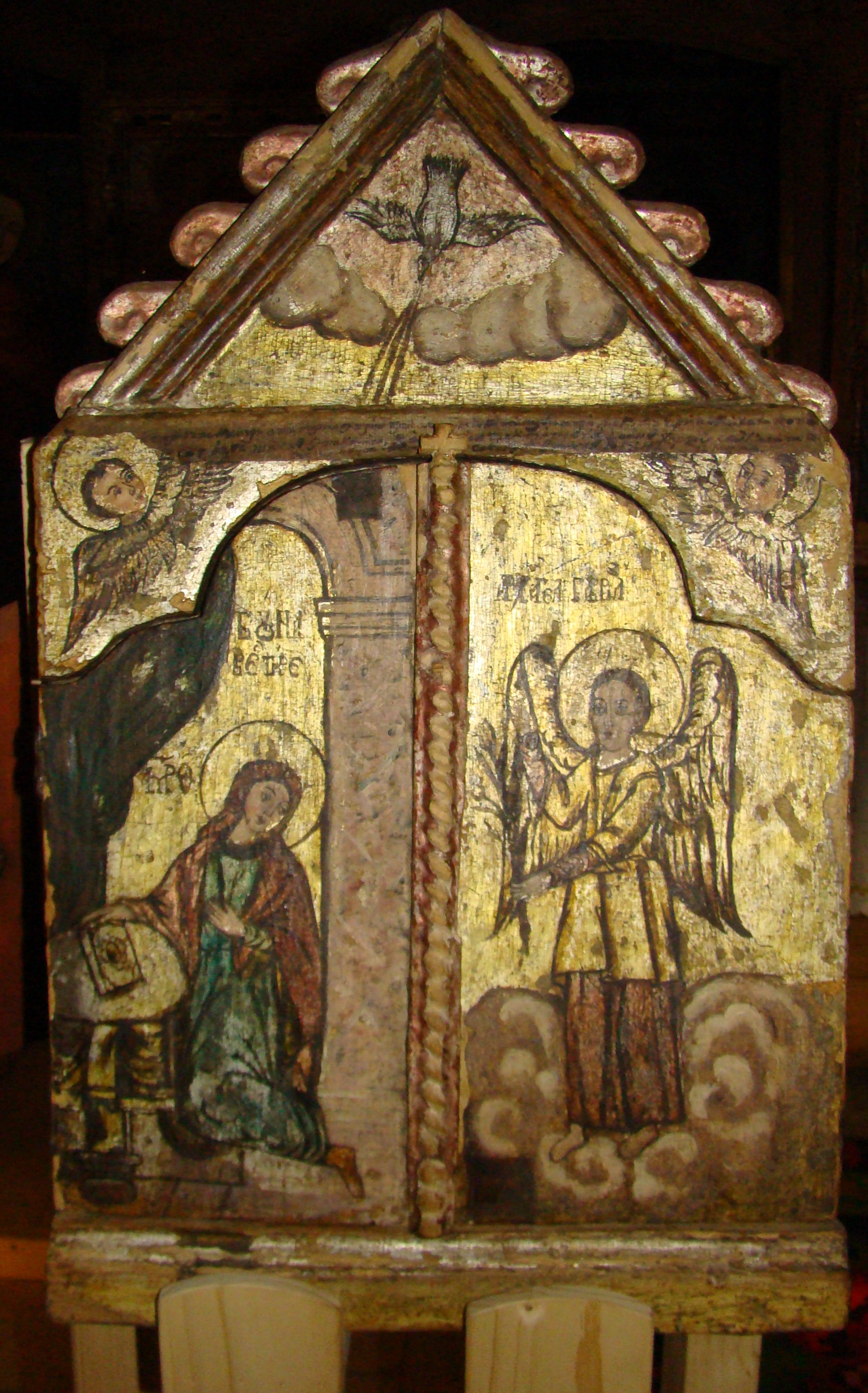
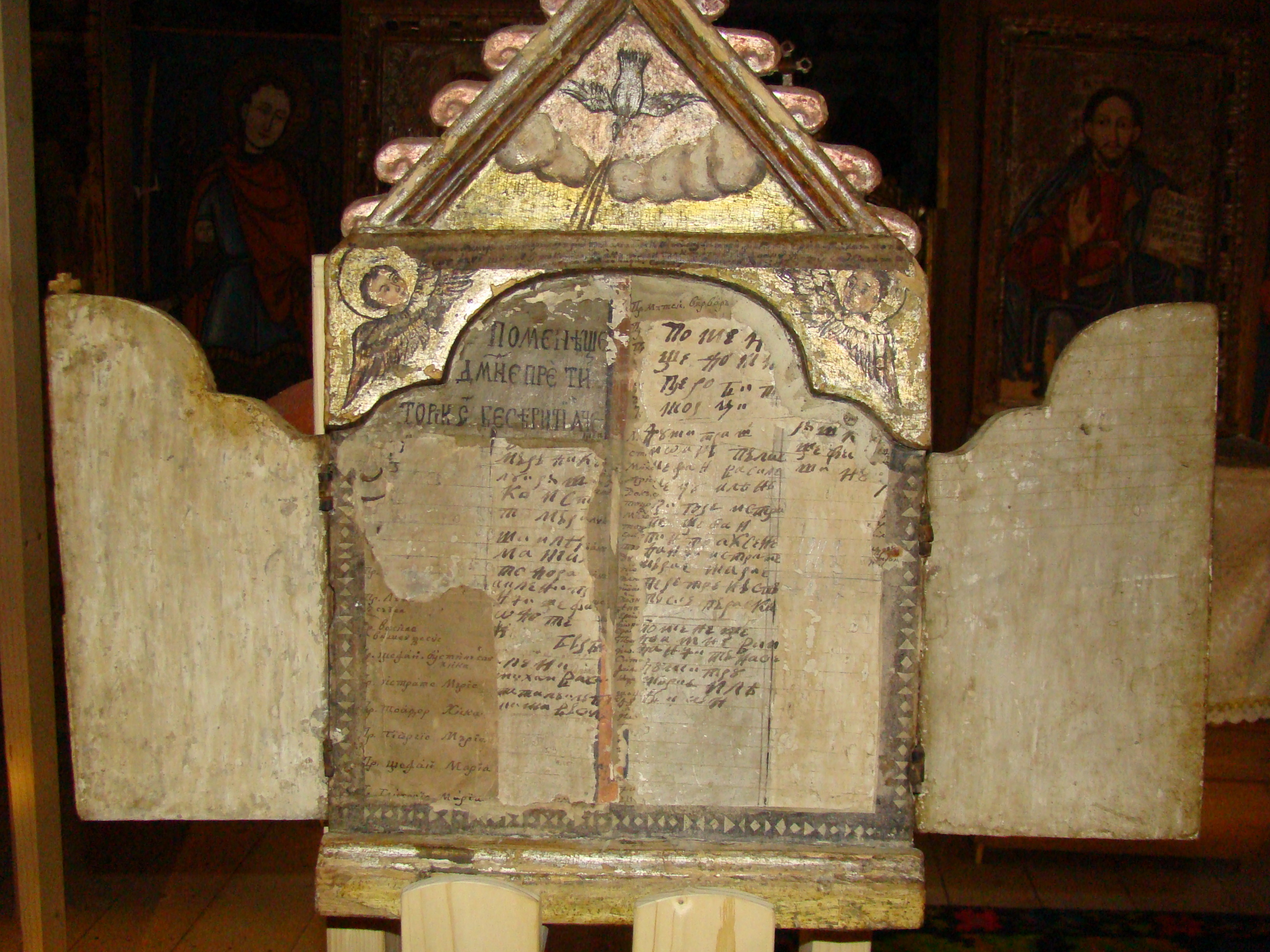
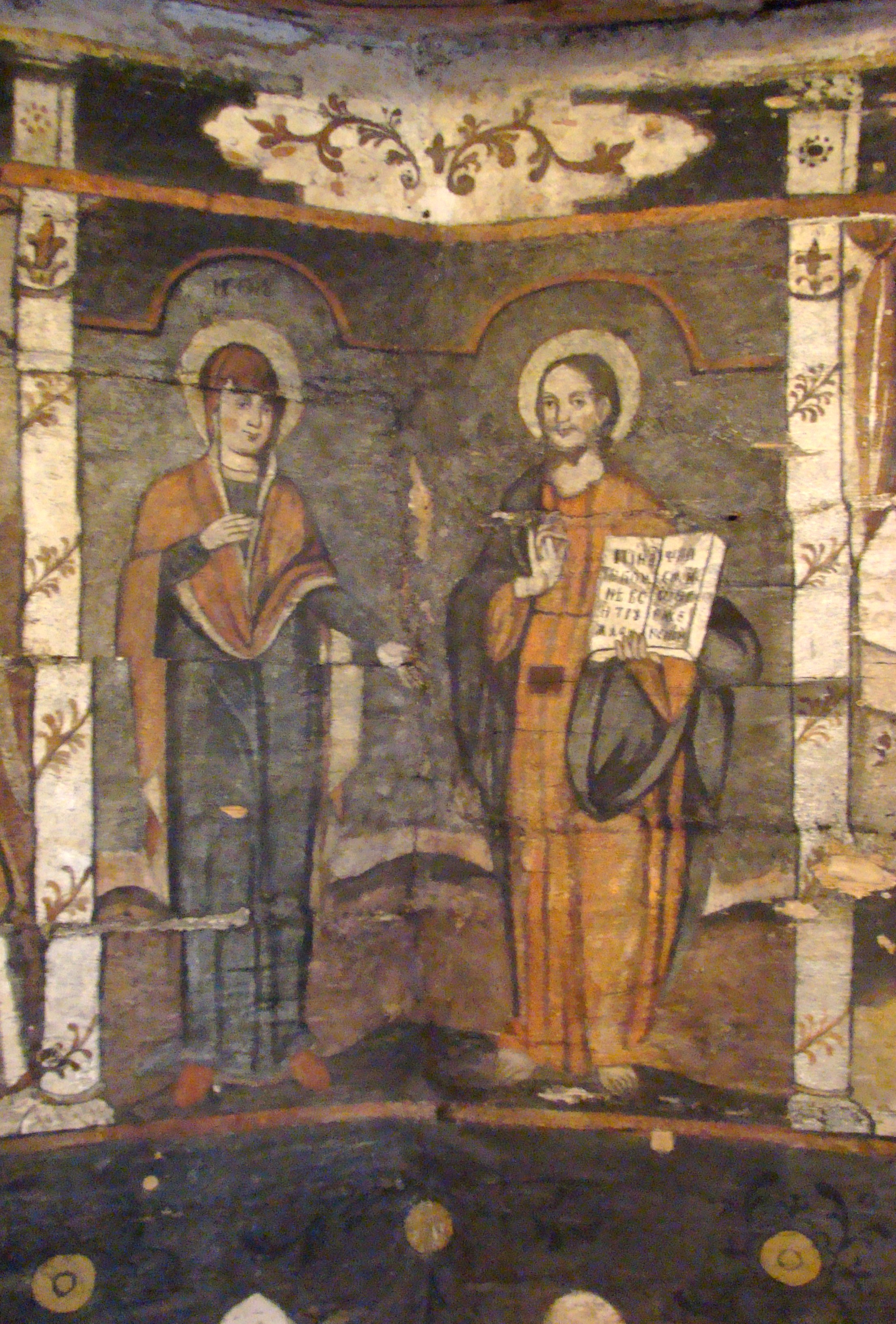
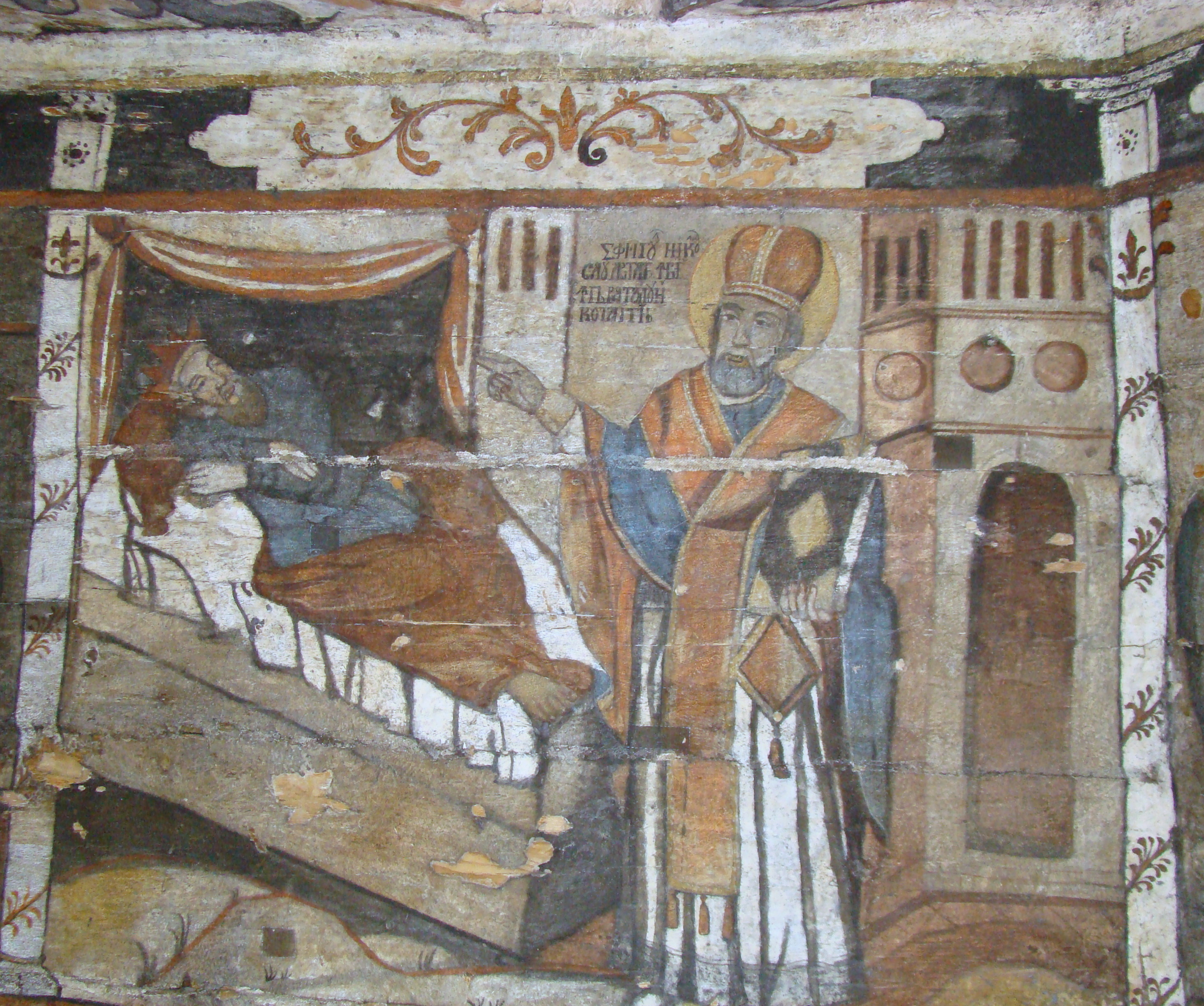
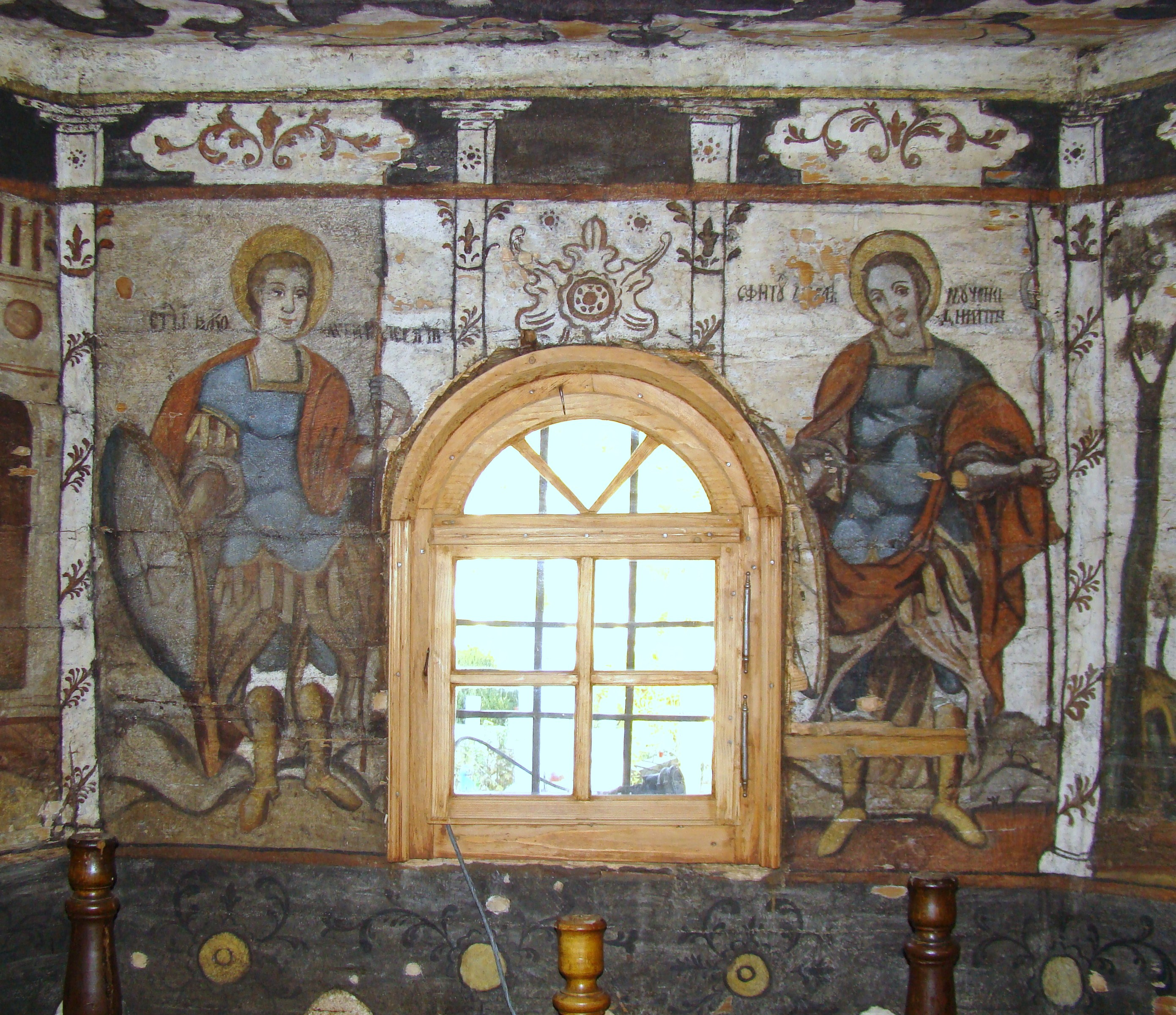
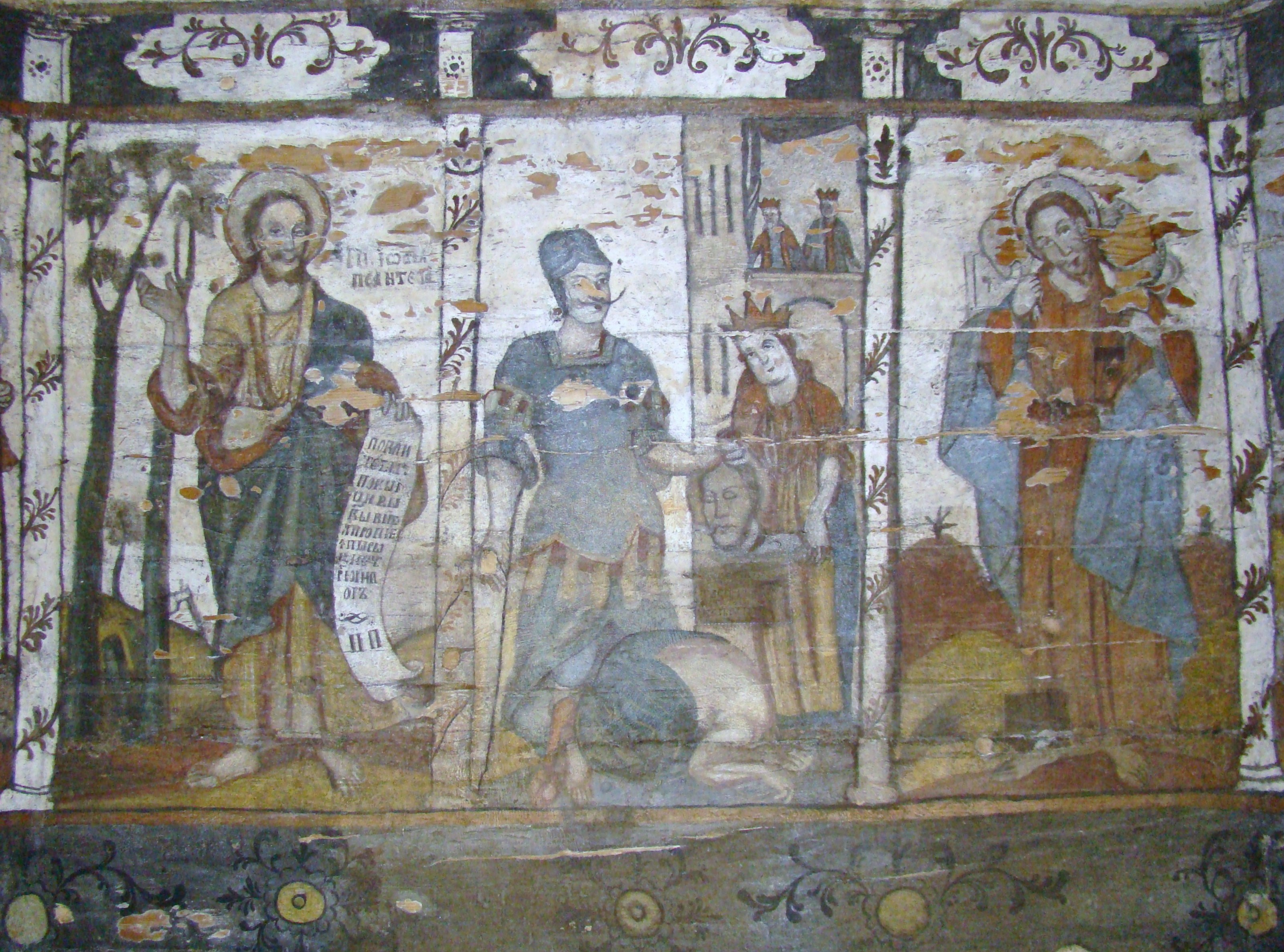
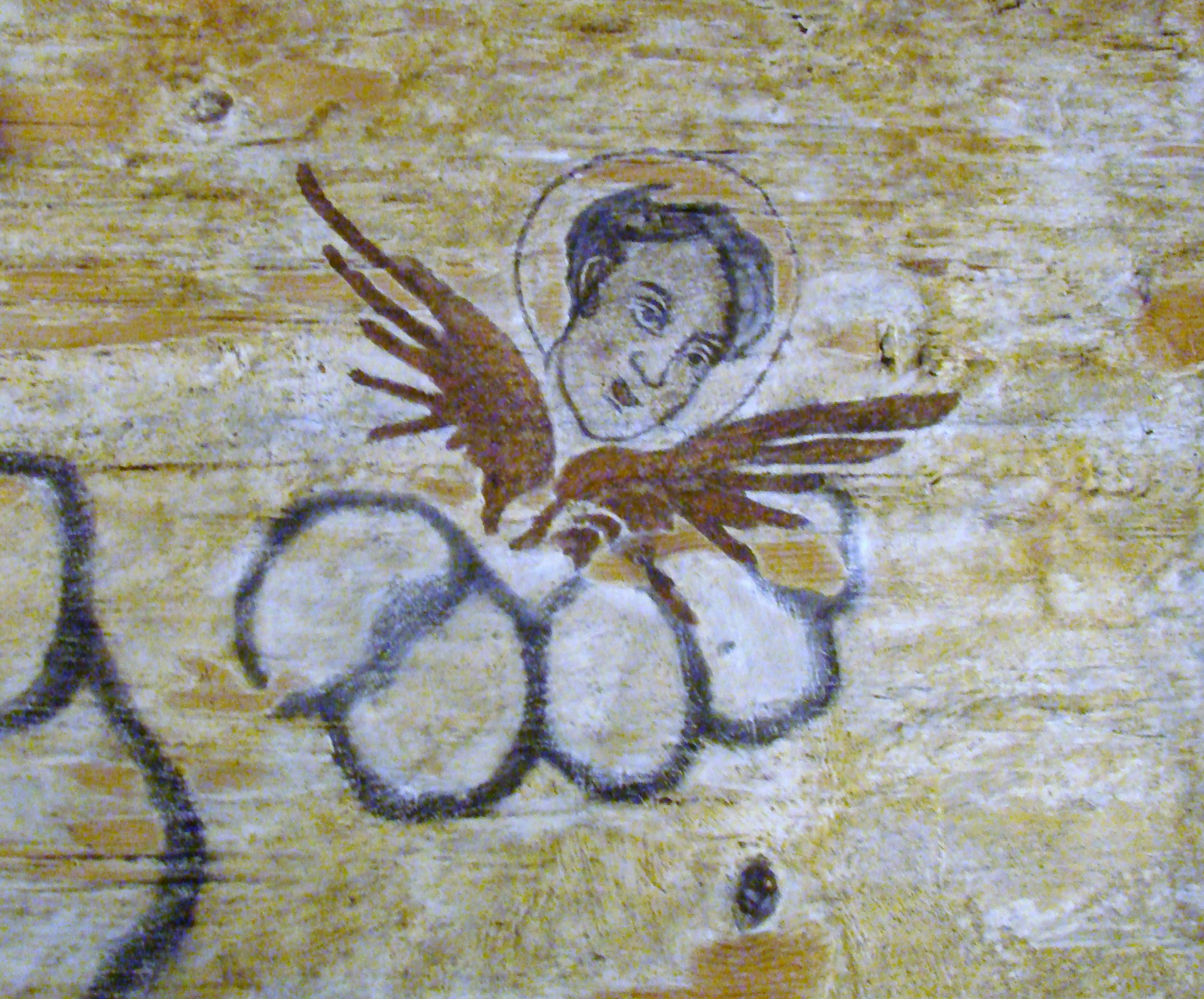
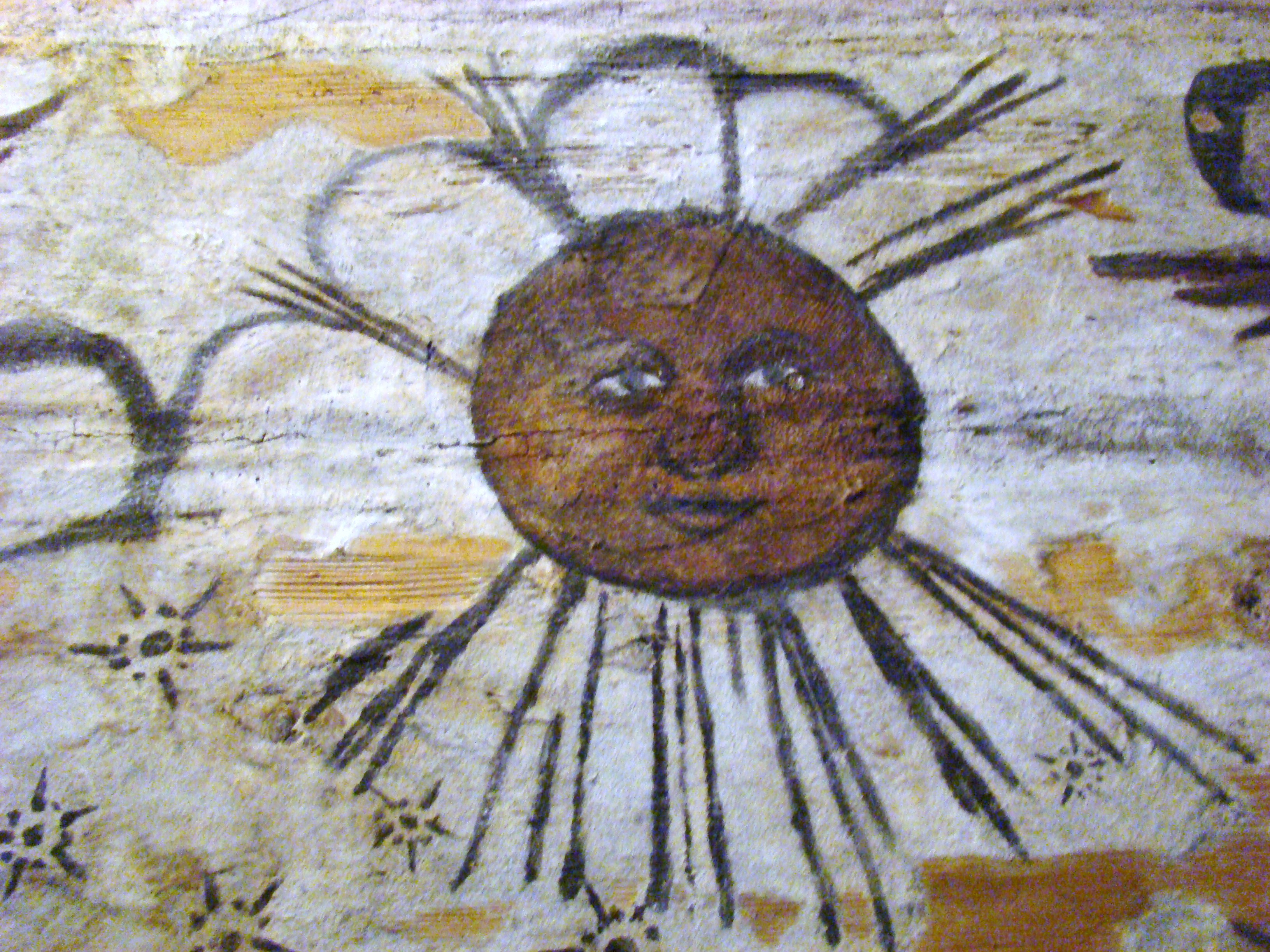
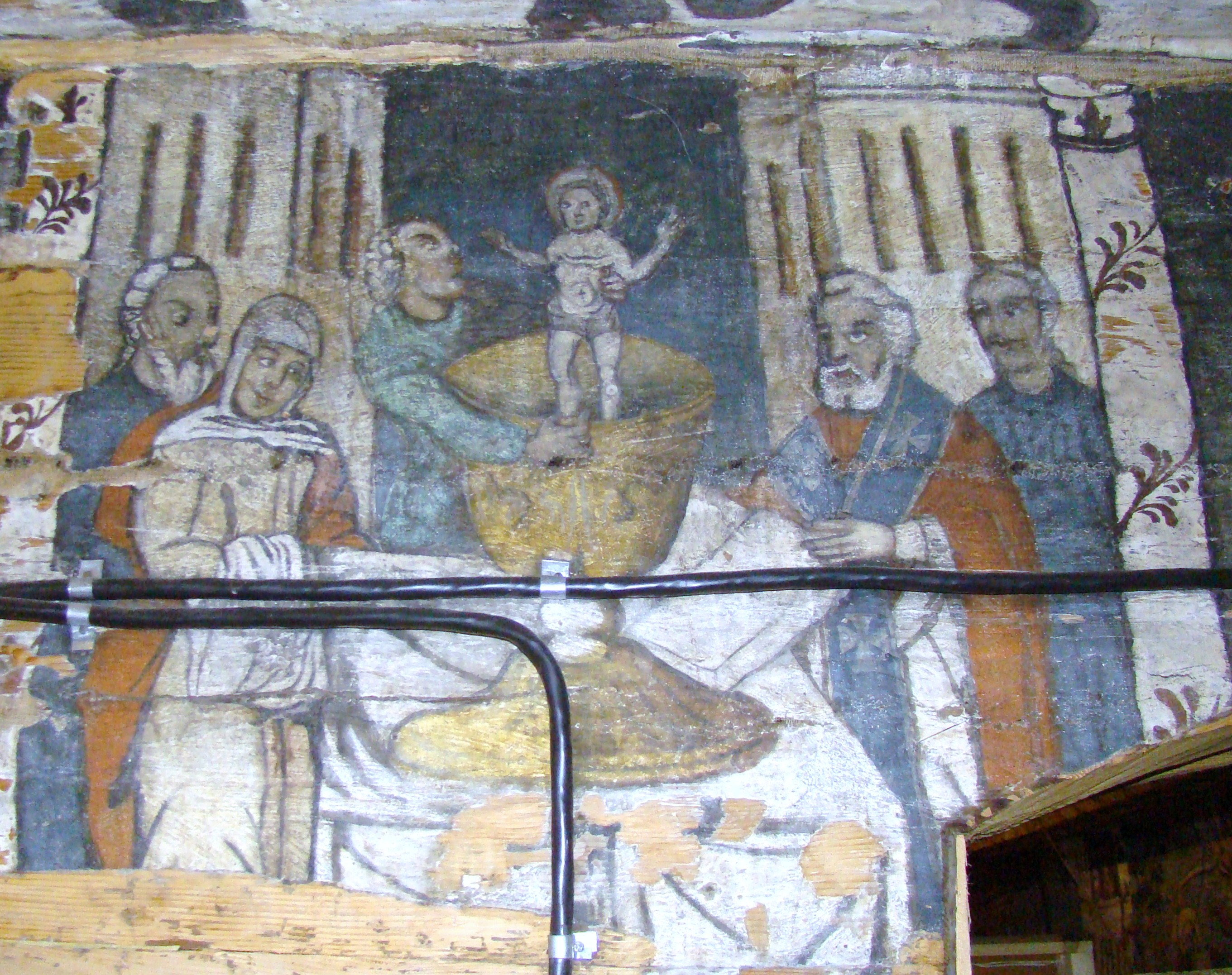
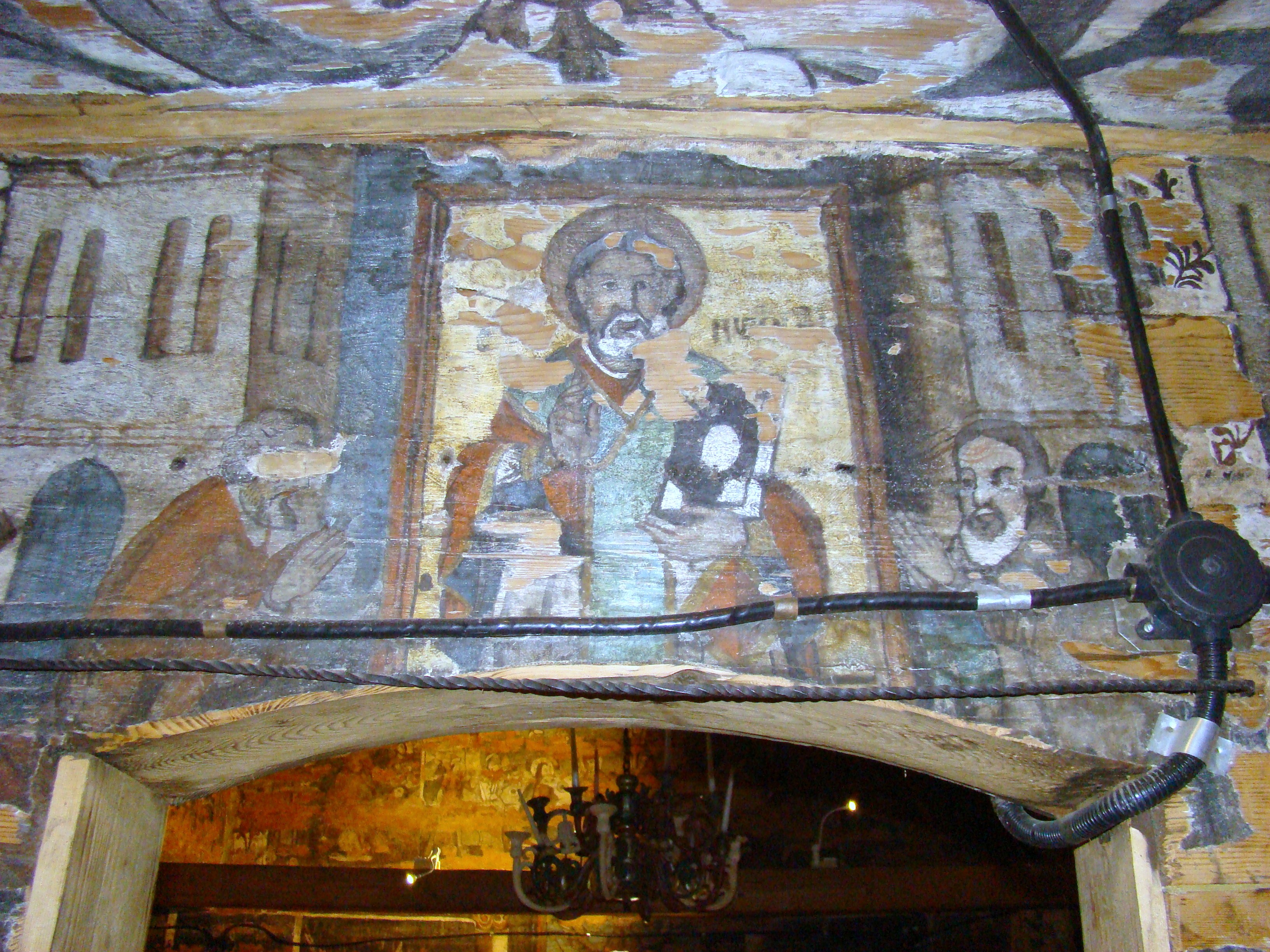
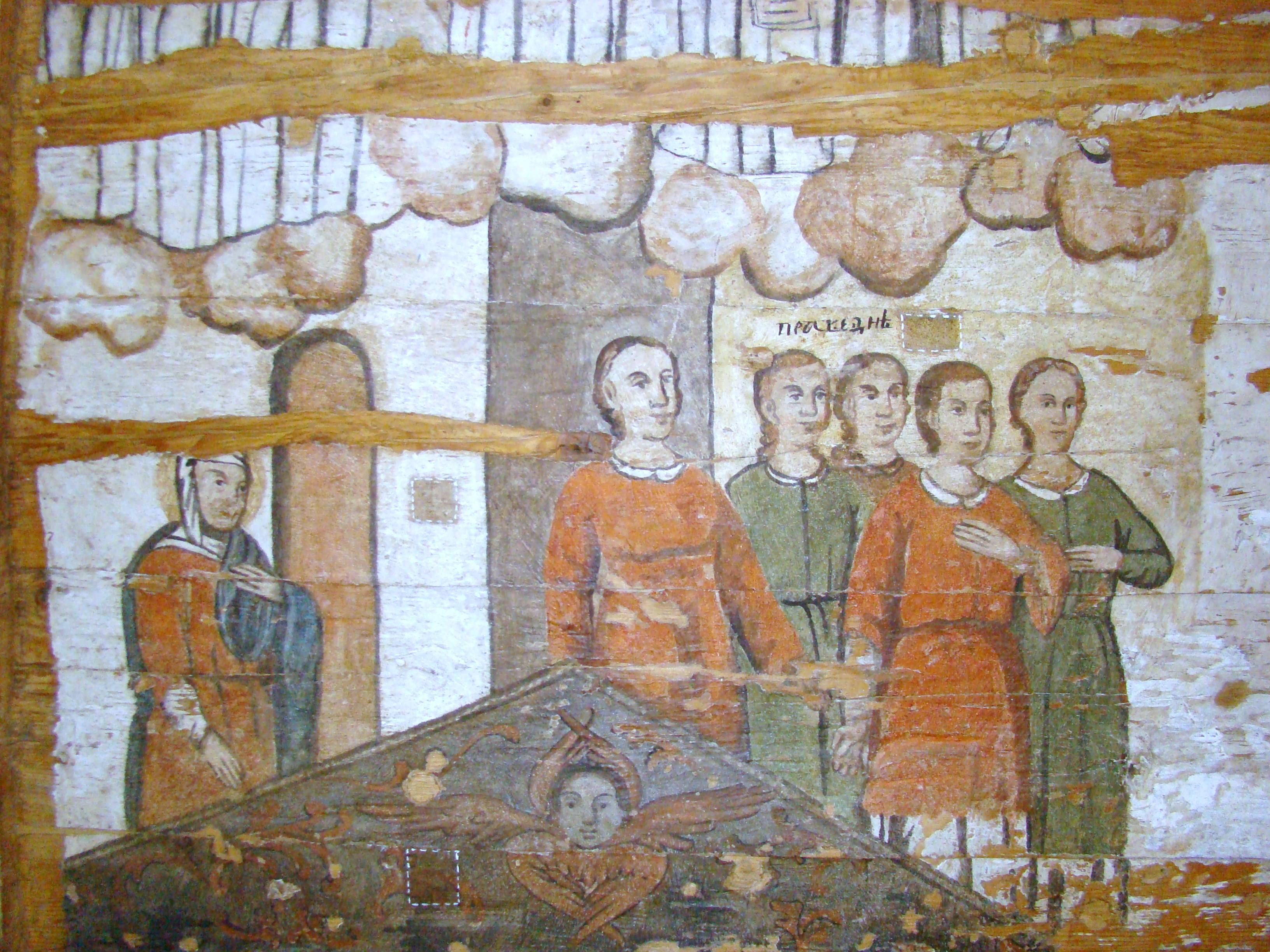
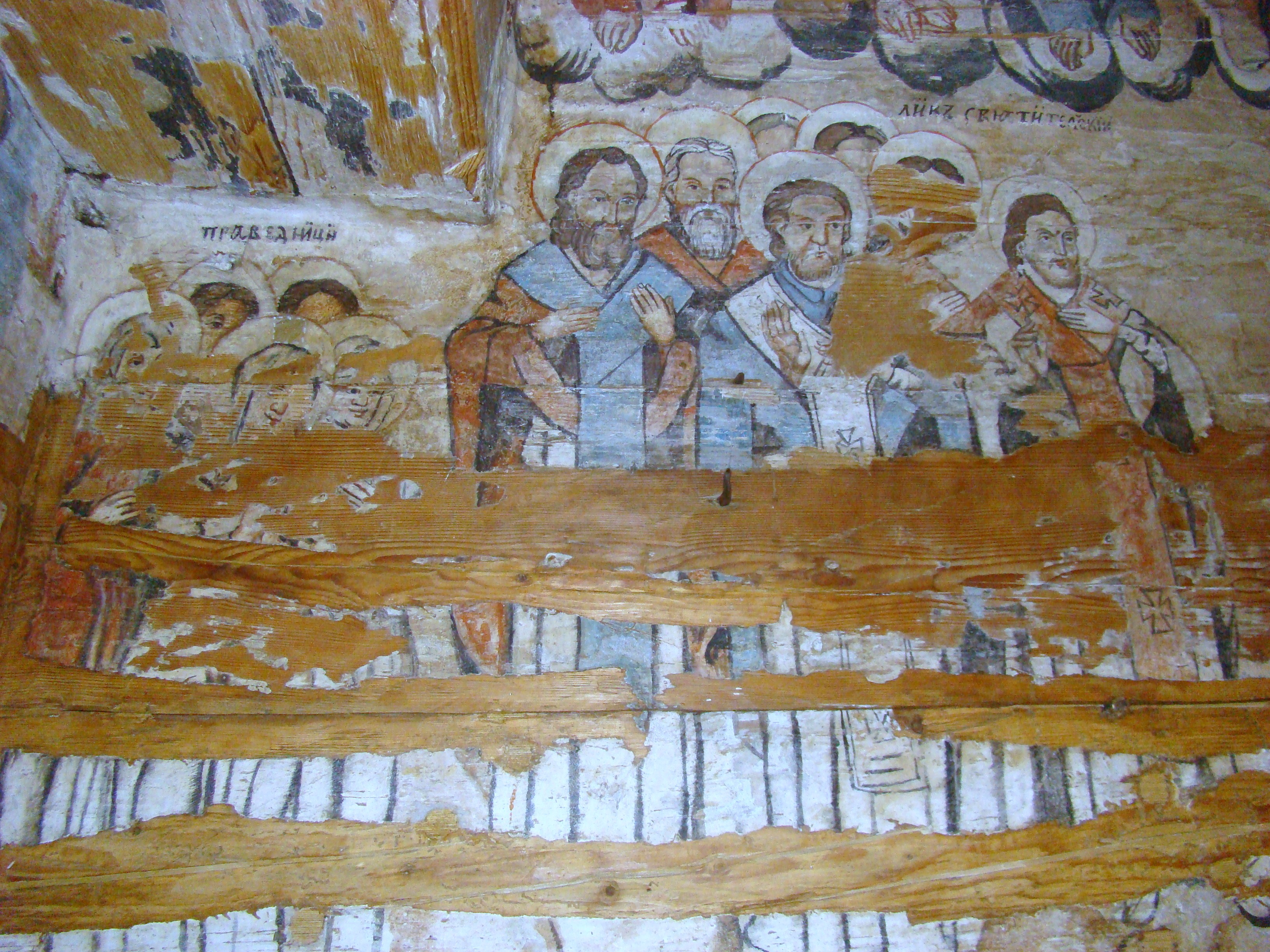
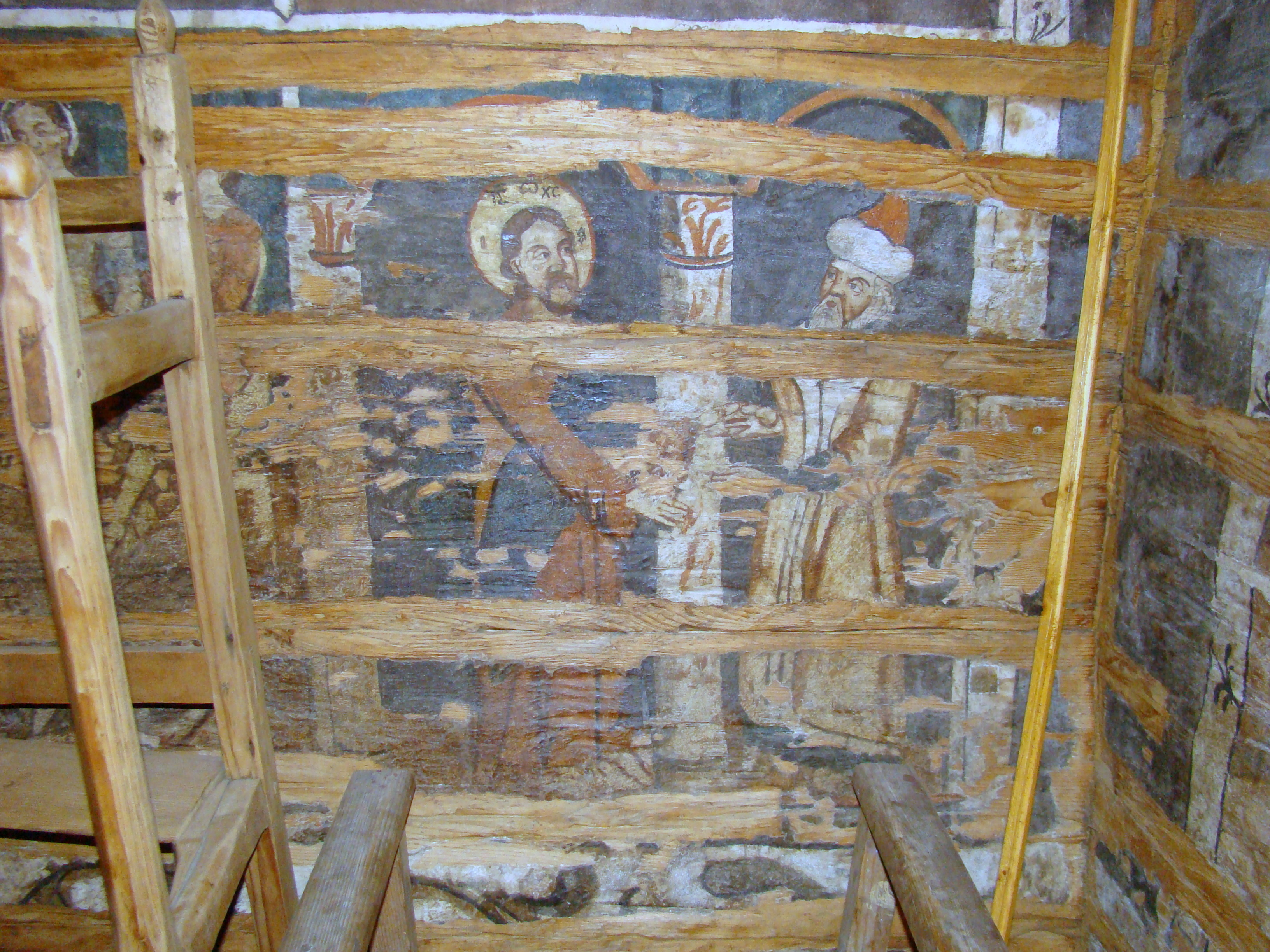
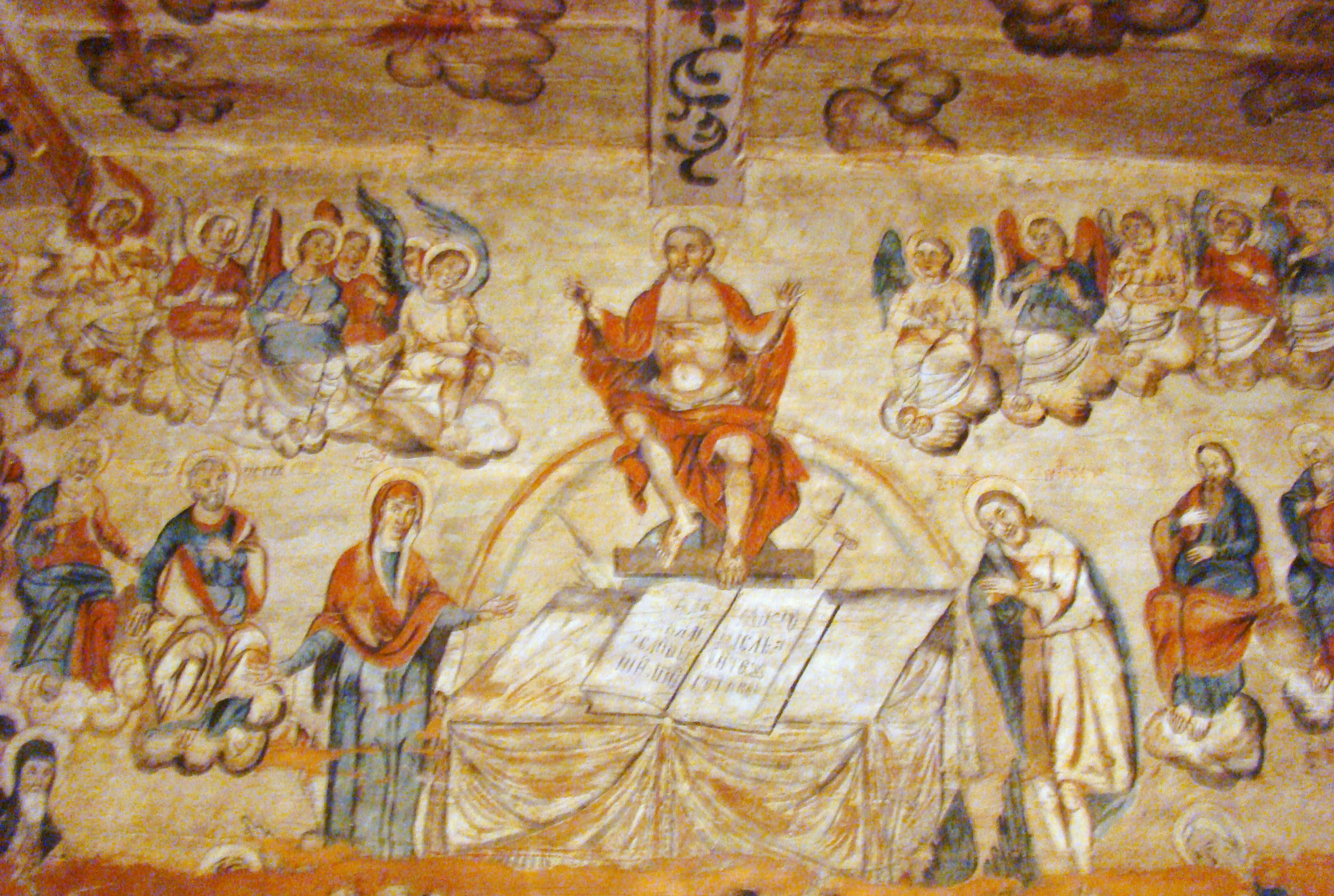
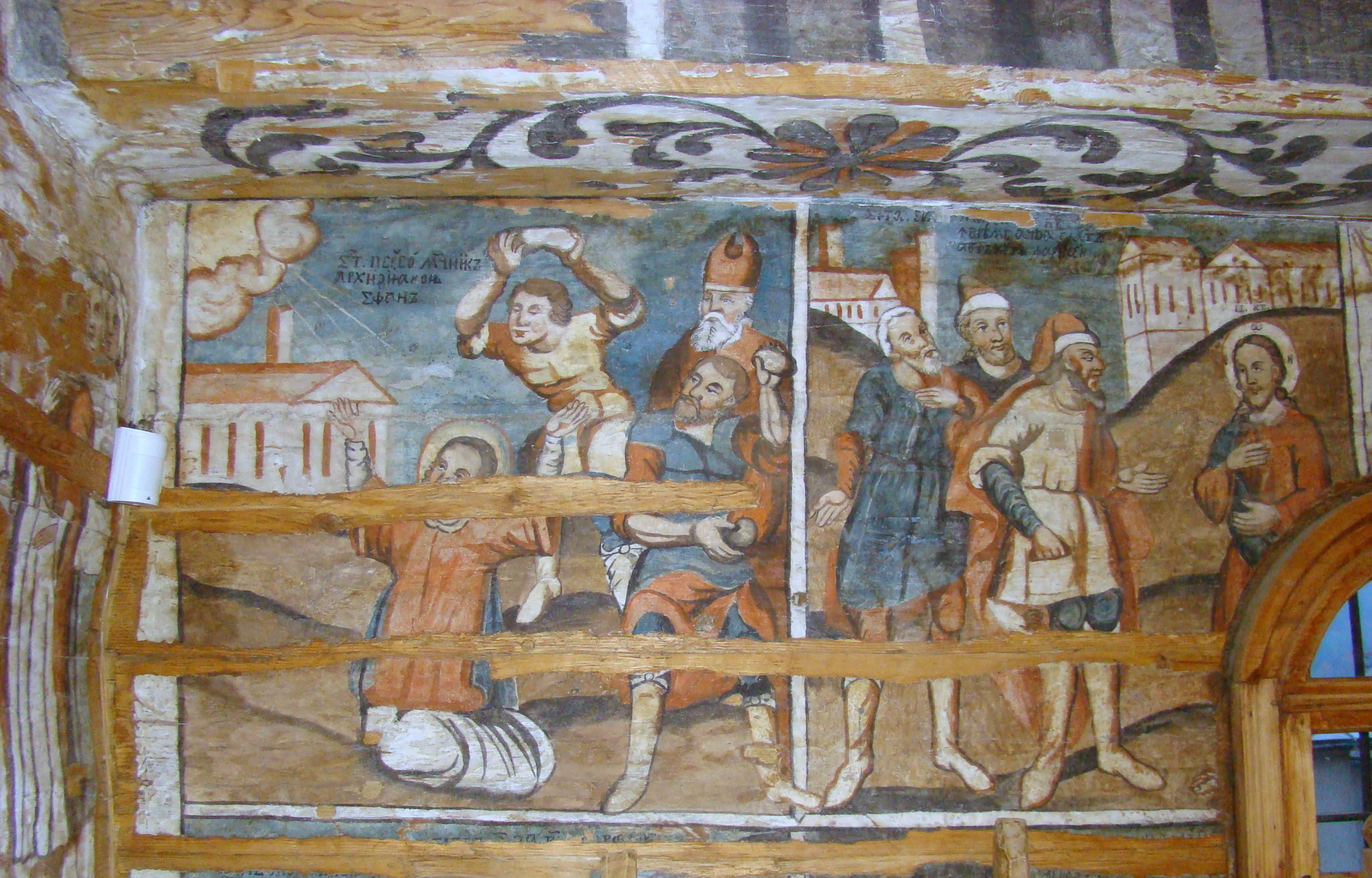
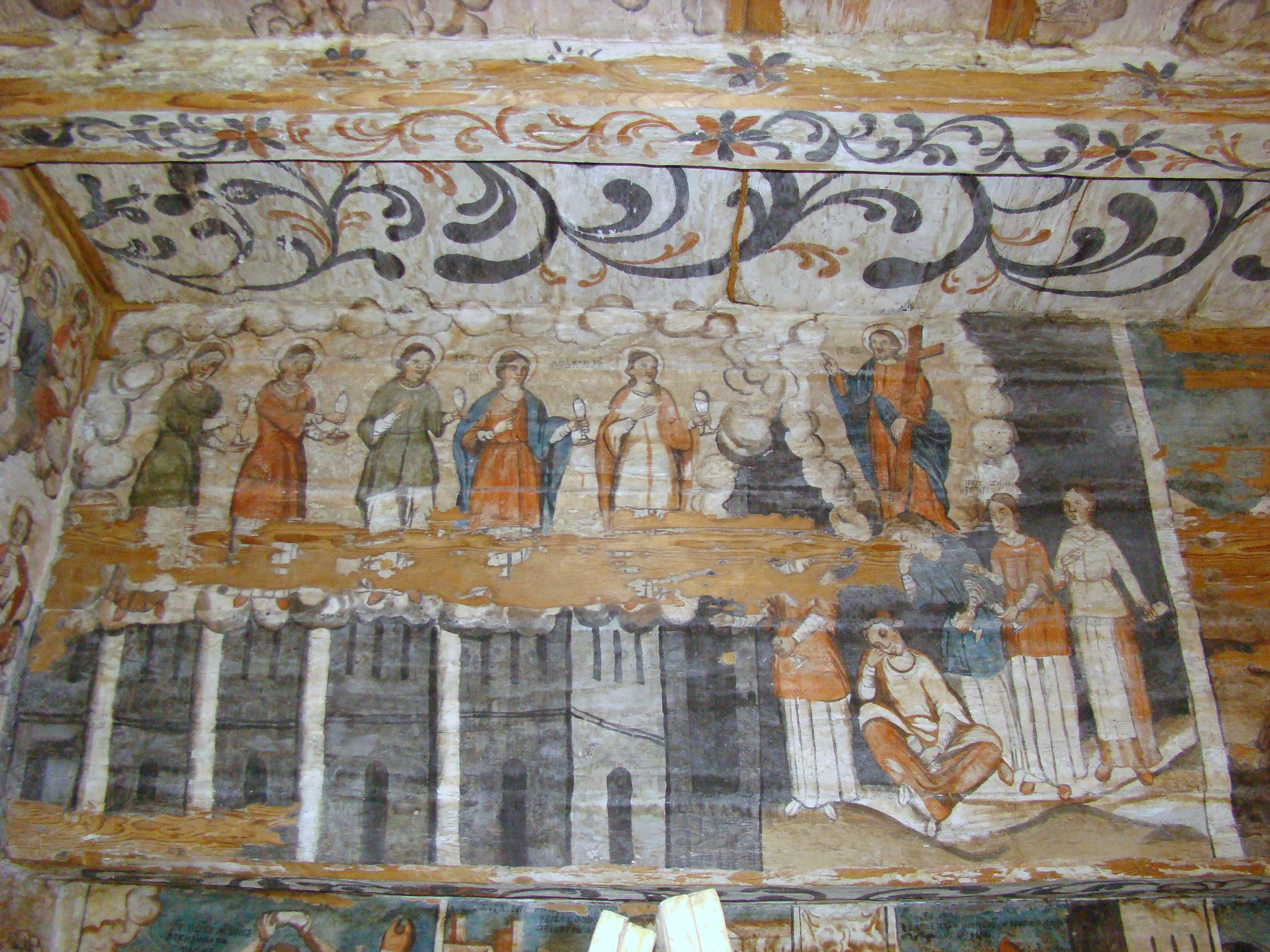